# Itzehoe
Itzehoe (gesprochen [ɪtsəˈhoː] (ⓘ) mit Dehnungs-e, plattdeutsch: Itzhoe) ist eine Mittelstadt im Südwesten Schleswig-Holsteins beiderseits der Stör. Sie ist die Kreisstadt des Kreises Steinburg und zählt zu den ältesten Städten Holsteins.

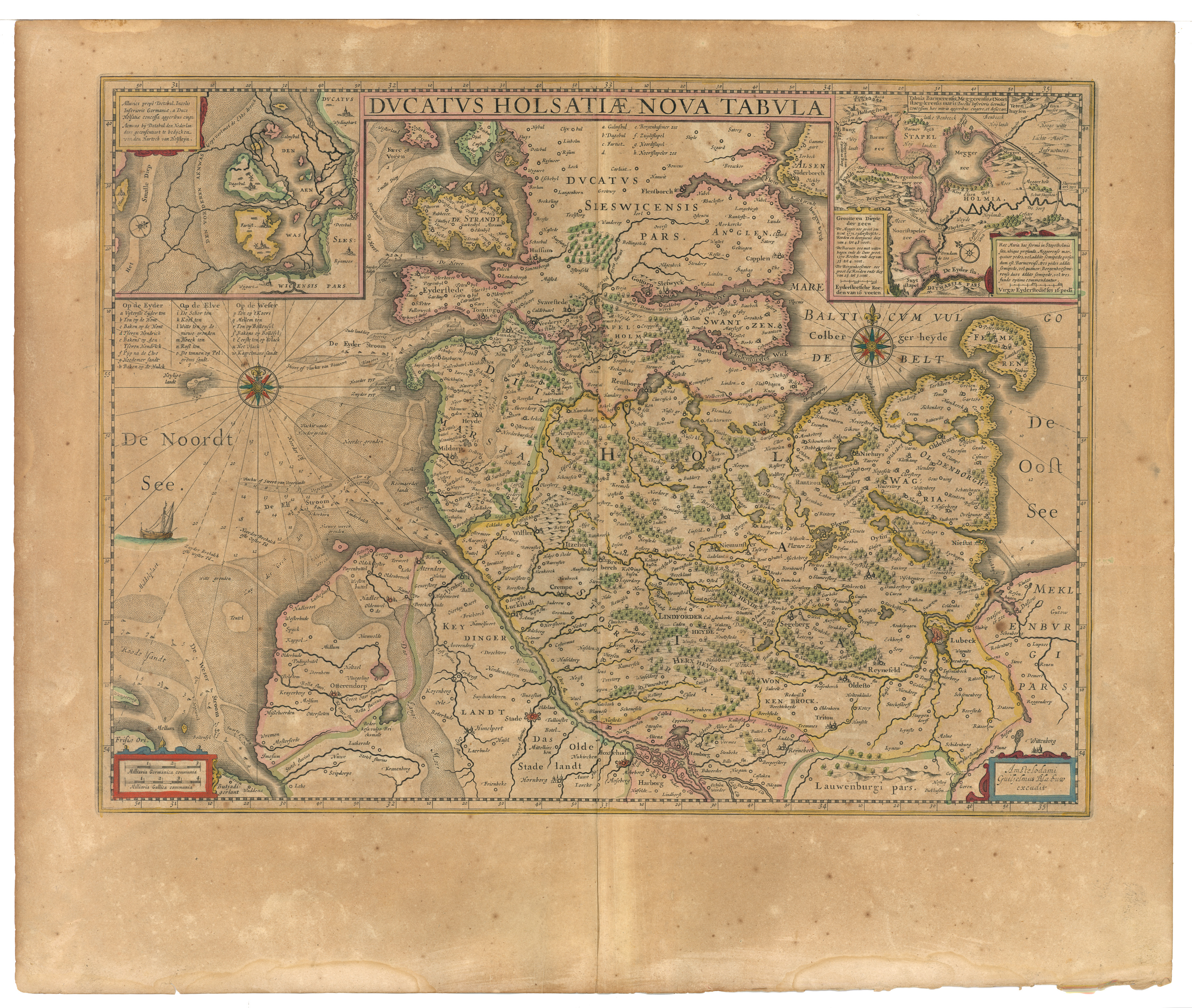
„Itzehoa“ 1645 im Atlas Maior von Blaeu

## Geografie

### Geographische Lage
Das Stadtgebiet der Stadt Itzehoe erstreckt sich am Flusslauf Stör im Bereich des Landschaftsüberganges der Naturräume Heide-Itzehoer Geest, dem südwestlichen Ende der Holsteinischen Vorgeest und der Schleswig-Holsteinischen Elbmarschen. Die Stadt ist Teil der weiträumigen Metropolregion Hamburg.

### Landschaftsbeschreibung
Der an dem (orographisch) rechten (nördlichen) Ufer der Stör gelegene Hauptteil des Stadtgebietes lagert auf einem Bereich von gestauchten Endmoränen und somit einer weitgehend hügelig und überdurchschnittlich bewaldeten Landschaft. Der auf der gegenüberliegenden südlichen Uferseite gelegene Teil liegt teils auf der Münsterdorfer Geestinsel. Flussabwärts von der Stadt beim Schwenk des Flusslaufs nach Süden weitet sich die oberhalb der Stadt beginnende Störmarsch rechtsseitig zur Wilstermarsch und linksseitig zur Krempermarsch.

### Nachbargemeinden
Die Stadt grenzt an die Gemeinden Heiligenstedten, Oldendorf, Ottenbüttel, Schlotfeld, Oelixdorf, Münsterdorf, Breitenburg, Kremperheide und Heiligenstedtenerkamp.

### Klima
Der Ort Itzehoe wird dem atlantischen Klimatyp Cfb (Ozeanklima nach Köppen-Geiger) zugeordnet und ist damit feuchtgemäßigt und maritim geprägt. Aufgrund der nahen Lage zur Nordsee sowie der relativen Nähe zur Ostsee sind hohe Windgeschwindigkeiten im Durchschnitt, eine hohe Sturmintensität sowie viele Sturmtage pro Jahr prägend für das Klima. Die höchsten Temperaturen werden Juli, die niedrigsten im Januar gemessen. Der Temperaturrekord für Itzehoe wurde am 20. Juli 2022 eingestellt mit 36,9 °C. Die größten Niederschlagsmengen sind in den Monaten Juli (90 mm) und August (88 mm) zu erwarten, während der geringste Monat der April ist (58 mm). Der durchschnittliche Jahresniederschlag ist mit circa 856 mm im Vergleich zum bundesweiten Durchschnitt (790 mm) relativ hoch. Die meisten Sonnenstunden sind zwischen Mai und August zu erwarten mit über 9 Stunden pro Tag, während insbesondere die Monate Oktober bis März sonnenarm ausfallen mit unter 5 Stunden pro Tag.
|                        | Jan  | Feb  | Mär | Apr  | Mai  | Jun  | Jul  | Aug  | Sep  | Okt  | Nov | Dez |   |      |
| Mittl. Temperatur (°C) | 1,9  | 2,1  | 4,5 | 8,8  | 13   | 15,9 | 18,1 | 17,8 | 14,8 | 10,5 | 6,1 | 3,2 | ⌀ | 9,8  |
| Mittl. Tagesmax. (°C)  | 3,8  | 4,7  | 7,9 | 13,1 | 17,1 | 19,7 | 21,9 | 21,4 | 18,2 | 13,3 | 8,1 | 5   | ⌀ | 12,9 |
| Mittl. Tagesmin. (°C)  | −0,1 | −0,2 | 1,1 | 4,5  | 8,5  | 11,7 | 14,1 | 14,1 | 11,6 | 7,9  | 4   | 1,3 | ⌀ | 6,6  |
|                        |      |      |     |      |      |      |      |      |      |      |     |     |   |      |
| Niederschlag (mm)      | 73   | 58   | 61  | 53   | 70   | 80   | 90   | 88   | 72   | 72   | 66  | 73  | Σ | 856  |
|                        |      |      |     |      |      |      |      |      |      |      |     |     |   |      |
| Sonnenstunden (h/d)    | 2,5  | 3,5  | 4,9 | 8,0  | 9,4  | 9,7  | 9,9  | 9,1  | 6,9  | 4,8  | 3,1 | 2,3 | ⌀ | 6,2  |
|                        |      |      |     |      |      |      |      |      |      |      |     |     |   |      |
| Regentage (d)          | 10   | 8    | 9   | 9    | 9    | 9    | 10   | 11   | 9    | 9    | 9   | 10  | Σ | 112  |
|                        |      |      |     |      |      |      |      |      |      |      |     |     |   |      |
| Luftfeuchtigkeit (%)   | 85   | 83   | 79  | 72   | 70   | 71   | 73   | 75   | 78   | 82   | 87  | 86  | ⌀ | 78,4 |

| −0,1 |

| −0,2 |

| 1,1 |

| 4,5 |

| 8,5 |

| 11,7 |

| 14,1 |

| 14,1 |

| 11,6 |

| 7,9 |

| 4 |

| 1,3 |

| −0,1 |

| −0,2 |

| 1,1 |

| 4,5 |

| 8,5 |

| 11,7 |

| 14,1 |

| 14,1 |

| 11,6 |

| 7,9 |

| 4 |

| 1,3 |

| N i e d e r s c h l a g | 73  | 58  | 61  | 53  | 70  | 80  | 90  | 88  | 72  | 72  | 66  | 73  |
|                         | Jan | Feb | Mär | Apr | Mai | Jun | Jul | Aug | Sep | Okt | Nov | Dez |

## Geschichte

### Herkunft des Stadtnamens

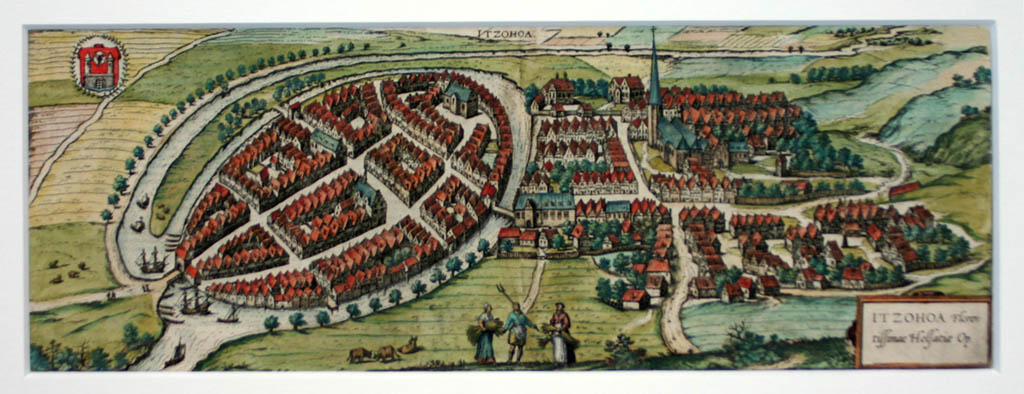
Historische Karte von Itzehoe

Itzehoe wurde im 12. Jahrhundert erstmals als „Ekeho“ von Saxo Grammaticus erwähnt. 1196 schrieb eine weitere Nennung „de Ezeho“. Die Bedeutung des Namens ist bis heute umstritten: Eine Möglichkeit wäre „Weideland an der Flussbiegung“ (mittelniederdeutsch „hô“ für einen flach erhobenen Landvorsprung in einer Ebene oder einen Flussmäander, mittelniederdeutsch „ete“ für Weideland). Bei dem heutigen Bach Itze handelt es sich um den Namen eines Bachs, der erst im 20. Jahrhundert nach der Stadt benannt wurde und nicht etwa umgekehrt.

### Entwicklung einer Provinzstadt zum Sitz der herzoglichen Ständeversammlung
Zum Schutz gegen die von Norden marodierenden dänischen Wikinger entstand schon 810 n. Chr. unter Karl dem Großen in der Oldenburgskuhle die Esesfeldburg, die aber in keinem direkten Zusammenhang mit der Entwicklung Itzehoes steht. In deren Schutz errichtete Erzbischof Ebo von Reims im Sommer 823 im heutigen Münsterdorf ein kleines Kloster bzw. Bethaus, die „Cella Welana“, als Stützpunkt für die von ihm in die Wege geleitete christliche Mission in Dänemark. Die um 1000 in der nahegelegenen Störschleife errichtete größere Burg Echeho wurde zur Keimzelle einer Siedlung, die sich, begünstigt durch die Verleihung des lübischen Stadtrechts (1238), verbunden mit der Zollfreiheit, die damals im Lande nur Hamburg zugestanden war, und später des Stapelrechts (1260), zu einer Handelsstadt entwickelte. Itzehoe engagierte sich während dieser Zeit im Salz-, Tuch- und Getreidehandel und war zeitweise ein wichtiger Knotenpunkt im europäischen Ost-West-Handel. Auf der anderen Flussseite entstanden weitere Ansiedlungen um den Klosterhof (ca. 1260) und um die Laurentii-Kirche (erste Erwähnung 1196).
Unter Gerhard von Holstein-Itzehoe war Itzehoe im 13. Jahrhundert zudem kurzzeitig Residenzstadt der Grafschaft Holstein-Itzehoe.

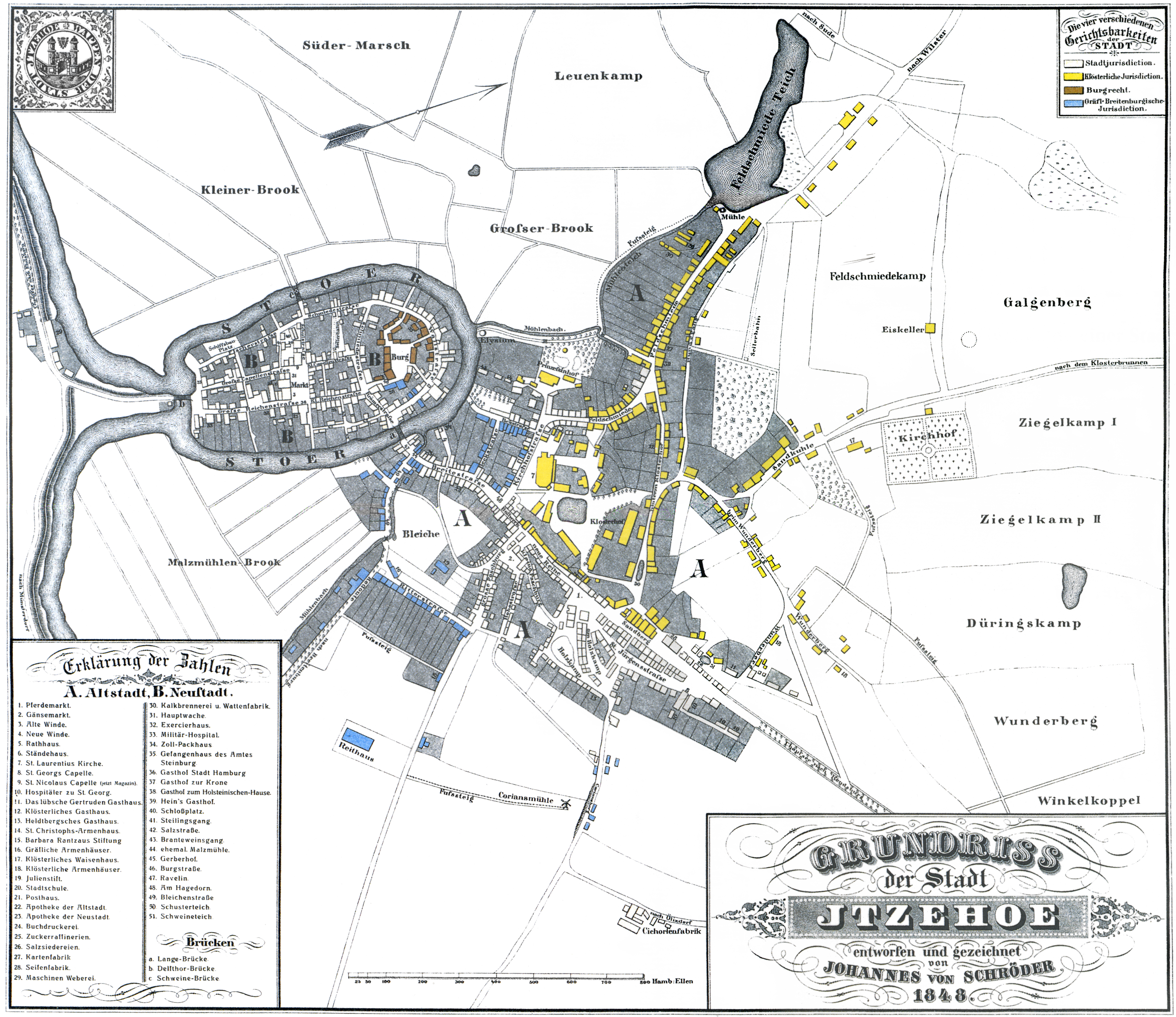
Karte der Gerichtsbarkeiten in Itzehoe (1848)

Verursacht durch diese Mischung aus weltlicher und geistlicher Herrschaft in Itzehoe gab es im Stadtgebiet von 1617 bis zum 31. März 1861 vier eigene Gerichtsbezirke (Jurisdiktionen) mit jeweils eigenem Galgenberg.
Auf einem alten Burgwall innerhalb der Störschleife wurde von den Schauenburger Grafen um 1180 eine steinerne Burg errichtet. Es galt das mittelalterliche Recht der Burg. Der zugehörige Galgenberg ist ein bronzezeitlicher Grabhügel zwischen der Struvestraße und der Ringstraße Galgenberg im Stadtteil Wellenkamp. Dort fand am 18. Dezember 1856 die letzte öffentliche Hinrichtung, jene des Raubmörders Johann Lau aus Brokdorf statt.
In der 1238 durch Adolf IV. von Schauenburg und Holstein gegründeten Kaufmannssiedlung (Neustadt) galt das Lübische Recht. Der Galgenberg der lübschen Stadt war ein bronzezeitlicher Grabhügel am Buchenweg östlich des Lübschen Brunnens.
Weiters galt im 1256 gegründeten Zisterzienserinnenkloster ein eigenes Recht. In der Reformationszeit wurde das Kloster 1541 in ein adliges evangelisches Damenstift umgewandelt, das noch heute existiert. Der noch bestehende Klosterhof neben der St. Laurentii-Kirche ist zudem einer der ältesten erhaltenen Bereiche in Itzehoe. Der Galgenberg des Klosters war das Germanengrab.
Ferner gab es im heutigen Stadtgebiet noch die Herrschaft Breitenburg mit eigenem Recht. Der Galgenberg der Herrschaft Breitenburg lag auf einer Anhöhe nordöstlich vom Kratt.
Die mittelalterliche Itzehoe war in Wohnquartiere geteilt. In der Altstadt durften lange Zeit nur Handwerker (Gärtner, Fassmacher) wohnen, Kaufleute und andere Handwerker mussten in der Neustadt siedeln, die in vier Quartiere aufgeteilt war, wobei sich die städtische Oberschicht in den beiden ältesten Quartieren um den Markt herum konzentrierte.
Im Dreißigjährigen Krieg wurde die Stadt zwar mehrfach mit Einquartierungen belegt und geplündert, größere Zerstörungen gab es jedoch nicht, da der Rat der Stadt 1627 dem Feldherrn Wallenstein die Stadt kampflos übergab. Hierdurch konnte Itzehoe seinen Status als fünfte unter den achtzehn Städten von Schleswig-Holstein behaupten.
Nachdem Itzehoe über lange Zeit weitgehend von Kriegen verschont geblieben war, wurde die Stadt 1657 im Dänisch-Schwedischen Krieg (1657–1658) von schwedischen Soldaten fast völlig zerstört. Dadurch ist der Kreuzgang der Laurentii-Kirche heute das einzige erhaltene mittelalterliche Gebäude Itzehoes.
Im 17. Jahrhundert war Itzehoe Sitz des herzoglichen Regiments zu Fuß Prinz Georg (rund 1500 Mann) und im 18. Jahrhundert von drei Kompanien der Kürassiere bzw. der Dragoner des Leibregiments.
Im Jahr 1712 brach in Itzehoe die aus Ostpreußen und Polen eingeschleppte asiatische Beulenpest aus. An den Folgen der Krankheit starben 250 Einwohner (etwa 7 % der damaligen Einwohnerzahl von 3500).
Von den Napoleonischen Kriegen war Itzehoe nur indirekt durch Transit und Einquartierungen sowie finanzielle Belastungen betroffen. Ab 1807 wurde Itzehoe kurzzeitig die Residenz des vor Napoléon ins Exil geflohenen Kurfürsten Wilhelm I. von Hessen-Kassel.
Vor der Schleswig-Holsteinischen Erhebung, an der ein großer Teil der Bürgerschaft von Itzehoe für die deutsch-gesinnte Schleswig-Holsteinische-Bewegung Partei nahm, tagte von 1835 bis 1848 und später erneut von 1852 bis 1863 in Itzehoe die Holsteinische Ständeversammlung und begründete hierdurch die Geschichte des Parlamentarismus in Schleswig-Holstein.
Nach dem Deutsch-Dänischen Krieg 1864 wurde das Herzogtum Holstein zunächst gemeinsam von Preußen und Österreich verwaltet, dessen Statthalter Ludwig Karl Wilhelm von Gablenz am 11. Juni 1866 die Holsteinische Ständeversammlung schließlich ein letztes Mal zusammenrief. Eine Tagung wurde jedoch durch die Begleiterscheinungen des Deutsch-Deutschen Krieges 1866 verhindert. Nach Ende dieses Krieges fiel das Herzogtum Holstein einschließlich Itzehoe an Preußen: Es entstand 1867 – gemeinsam mit dem Herzogtum Schleswig – die Provinz Schleswig-Holstein.
Durch den Eisenbahnanschluss (1847) und die Anbindung an die neue Chaussee von Hamburg nach Rendsburg (1846) setzte in Itzehoe das industrielle Zeitalter ein, sodass sich im 19. und später im 20. Jahrhundert viele Gewerbe- und Industriebetriebe (unter anderem Zuckerherstellung, Weberei, Chemieindustrie und Werft) in und um Itzehoe ansiedelten, die der Stadt wieder zu größerer wirtschaftlicher Bedeutung verhalfen.

### Preußische Garnisonsstadt / Erster Weltkrieg
Waren die Einwohner Holsteins und damit auch Itzehoes zunächst eher der Augustenburger Partei zuzurechnen, wandelte sich dies nach der Reichsgründung zusehends. Die Begeisterung und Verehrung Preußens nahm in allen Bevölkerungsteilen zu und man widmete Preußen und seinen Persönlichkeiten mehrere Denkmäler in der Stadt. So wurde unter anderem 1890 eine bronzene Statue Kaiser Wilhelms I. im Stadtpark aufgestellt (im Zweiten Weltkrieg eingeschmolzen) und im Oktober 1905 wurde durch die Einweihung der Bismarcksäule im Stadtforst der Reichsgründer Otto von Bismarck besonders geehrt. Dieser Bismarckturm zählt auch heute noch zu den Kulturdenkmälern der Stadt.
Nach seiner Stiftung am 29. Juli 1866 wurde Itzehoe Sitz des Feld-Artillerie-Regiments General-Feldmarschall Graf Waldersee (Schleswigsches) Nr. 9. Ferner kam es nach dem gewonnenen Deutsch-Französischen Krieg in der Gründerzeit auch in Itzehoe zu einem wirtschaftlichen Aufschwung. Die Bevölkerungszahl stieg schlagartig an, der Hafen florierte und es entstanden mehrere größere Fabriken in der Nahrungsgüter- und Textilindustrie, der Seifenherstellung und Papierverarbeitung sowie einige kleinere Maschinenbaufabriken und weitere Werften.
Während des Ersten Weltkrieges war Itzehoe nicht direkt von den militärischen Auseinandersetzungen betroffen, litt jedoch wie viele deutsche Städte unter der Hungersnot durch die britische Seeblockade in der Nordsee; viele Bürger der Stadt kamen von den Schlachtfeldern Europas nicht wieder und die Einwohnerzahl sank stark.

### Weimarer Republik / „Drittes Reich“
Wie im gesamten Deutschen Reich versuchten 1918/1919 während der Novemberrevolution die aufständischen Matrosen und Arbeiter die Macht an sich zu reißen. Das Offizierskorps versuchte den Einmarsch der Aufständischen in die Stadt durch die Sperrung der Ausfallstraßen Itzehoes zu verhindern, vernachlässigte jedoch die Bewachung des Bahnhofs. 50 Matrosen gelangten auf diesem Wege in die Stadt, hissten die rote Fahne und bildeten einen Arbeiter- und Soldatenrat.
Während der Weimarer Republik wuchs die Bevölkerung Itzehoes von knapp 18.000 auf 20.000 Einwohner an. In ihrem Wahlverhalten präferierten diese die Sozialdemokraten, die Nationalliberalen und die Deutschnationalen (als Beispiel das Ergebnis der Reichstagswahl vom 7. Dezember 1924: Wahlberechtigte in Itzehoe 12.713, Stimmen SPD 3515, DVP 2228, DNVP 1935, DDP 1015, KP 933, Zentrum 67).
Bei der Reichstagswahl vom 5. März 1933, der letzten Reichstagswahl während des NS-Regimes, bei dem mehrere Parteien zugelassen waren, wählten die 14.788 Wahlberechtigten in Itzehoe mit 6161 Stimmen die NSDAP, mit 3480 die SPD, mit 1979 die KPD und mit 1054 die DNVP, Zentrum 84.
Bei der Stadtwahl am 12. März 1933 erhielt die NSDAP in Itzehoe die Hälfte der Sitze. Am 15. April 1933 wurden der bisherige Bürgermeister der Stadt und weitere Amtsträger durch die SA verhaftet. Zwar erfolgte ihre Freilassung noch am selben Tag, doch bereits am 18. April 1933 wurde ein NSDAP-Mitglied zum neuen kommissarischen Bürgermeister ernannt. Mit einem „Drei-Männer-Kollegium“ erfolgte am 24. August 1933 die Umsetzung des „Führerprinzips“ in der Stadtverwaltung. Schließlich wurden am 1. Januar 1934 die Stadtverordnetenversammlung und der Magistrat vollständig abgeschafft. Stattdessen wurde ein Gemeinderat mit nur noch beratender Funktion für den Bürgermeister eingesetzt.
Am 19. November 1935 wurde ein Eingemeindungsvertrag der Stadt Itzehoe mit der Gemeinde Itzehoer Klosterhof geschlossen. Damit vergrößerte sich das Stadtgebiet um 679 Hektar auf 2397 Hektar. Die Einwohnerzahl wuchs allerdings dadurch nur um 176. Zwischen 1935 und 1937 wurden im Zuge der Aufrüstung der Wehrmacht in Itzehoe zwei Kasernen errichtet, die Hanseaten-Kaserne und die Gallwitz-Kaserne, später zur Hanseaten-Gallwitz-Kaserne zusammengefasst.
Nach der Ausgliederung Altonas durch das Groß-Hamburg-Gesetz verlor die Provinz Schleswig-Holstein eines ihrer vier Landgerichte. Ab dem 1. April 1937 erhielt daraufhin Itzehoe ein eigenes Landgericht als Ersatz. Diesem wurden zunächst 13 Amtsgerichte zugeordnet. Während sich die Anzahl der Amtsgerichte mit der Zeit verringerte, blieb der Gebietsbereich des Landgerichts seitdem im Wesentlichen unverändert.
Die 700-Jahr-Feier der Stadt Itzehoe 1938 nutzten die Nationalsozialisten zu Propagandazwecken: neben der Eröffnung der „Gedächtnishalle Germanengrab“ und der „Heimathalle“ wurden der „Tag der Wehrmacht“ und der „Tag der NS-Bewegung“ mit militärischen Aufmärschen und Vorführungen durchgeführt.
Auch in Itzehoe fand die Judenverfolgung statt. 2006 wurden 11 Stolpersteine in der Stadt in Gedenken an die jüdischen Opfer des NS-Staats verlegt, nachdem deren Schicksale recherchiert worden waren. Es handelte sich um vier jüdische Kaufmannsfamilien, die ins Exil vertrieben oder in das KZ Auschwitz deportiert worden waren.
Nach Beginn des Zweiten Weltkrieges rückten viele Einwohner Itzehoes in die Wehrmacht ein und fielen im Laufe des Krieges. Die Stadt selbst hatte im Vergleich zu den meisten norddeutschen Städten kaum unter dem Luftkrieg zu leiden, so wurden nach Oktober 1941 nur neunmal Bomben über Itzehoe abgeworfen. Itzehoe war aufgrund fehlender Industrie kein wichtiges Ziel. Am 31. Oktober 1941 fielen fünf Bomben am Brunnenstieg und auf ein Haus im Sandberg, wobei ein Bürger getötet und zwei weitere Menschen verletzt wurden. Mitte April 1945 fiel eine Bombe in der Nähe der Poelstraße mitten auf die Lindenstraße und beschädigte einige Häuser beiderseits der Straße. Ebenfalls im April 1945 brannte der 10.000-m³-Gasbehälter des Gaswerkes in der Gasstraße aus, nachdem er von britischen Fliegern bombardiert worden war. Am 2. Mai 1945 trafen Bomben den Südwesten von Sude um eine Mühlenbaufirma, wobei 22 Menschen starben. Ein zweiter Angriff wenige Stunden später traf das Dreieck Brückenstraße/Liethberg. In beiden Fällen kam es zur vollständigen Zerstörung von Gebäuden und großen Schäden im weiteren Umkreis.
Aus Kiel und Hamburg wurden ab Juli 1943 Bevölkerungsteile wegen der Bombenangriffe nach Itzehoe evakuiert. Ferner kamen ab dem Jahr 1944 viele Vertriebene aus den deutschen Ostgebieten in die Stadt. Die Einwohnerzahl stieg dadurch von 21.870 im Mai 1943 auf 33.736 im Mai 1945.
Während des Zweiten Weltkrieges gab es in Itzehoe mehrere Zwangsarbeiterlager: Das Lager Fuchsberg für die Firma Siemen & Hinsch mit 150 Personen, das Lager Schulenburg für die Alsensche Portlandzementfabrik mit 130 Personen, das Lager Leuenkamp für die seit 1937 in Itzehoe ansässige Sauerkohlfabrik Hengstenberg mit 100 Frauen und das Lager der Heeres-Munitionsanstalt mit 135 Personen. Daneben befand sich in der früheren Tapetenfabrik am Feldschmiedekamp ein Lazarett für weißrussische Wehrmachtsangehörige und im Saal des Hotels „Adler“ ein Kriegsgefangenenlager für Franzosen.
Itzehoe war Garnisonsstandort im Wehrkreis X, Hamburg. Während des Zweiten Weltkrieges beherbergte die Stadt Ersatzeinheiten u. a. der 20. Infanterie-Division (mot.), der 225. Infanterie-Division, die 1940 am Massaker von Vinkt in Belgien beteiligt war, und der 269. Infanterie-Division der Wehrmacht.
Zum Ende des Krieges wurde Deutschland schrittweise von den Alliierten besetzt. Am 4. Mai unterschrieb Hans-Georg von Friedeburg im Auftrag des letzten Reichspräsidenten Karl Dönitz, der sich zuvor mit der letzten Reichsregierung nach Flensburg-Mürwik abgesetzt hatte, bei Lüneburg, die Teilkapitulation der Wehrmacht für Nordwestdeutschland, Dänemark und die Niederlande. Noch am 5. Mai 1945 besetzten britische Truppen Itzehoe. Damit war für Itzehoe der Krieg vorbei.

### Seit dem Zweiten Weltkrieg
Die britische Militärregierung leitete sofort nach dem Krieg Entnazifizierungsmaßnahmen ein. Die nationalsozialistischen Hoheitszeichen wurden in der Stadt entfernt, nationalsozialistische Straßen- und Platznamen umbenannt und Nationalsozialisten aus Ämtern entfernt.
Am Ende des Krieges hatte sich die Bevölkerungszahl von Itzehoe durch Flüchtlinge und Heimatvertriebene aus Ostpreußen, Pommern und Schlesien verdoppelt. Dies führte, wie in den meisten Ortschaften der britischen und amerikanischen Besatzungszonen, zu erheblicher Wohnungsnot. Diese konnte erst allmählich durch Neubauten in der Stadt, vor allem im Stadtteil Tegelhörn, verringert werden.
In Itzehoe wurde 1946 auf Mitinitiative des Filmproduzenten Gyula Trebitsch, der einige Jahre am Ort gelebt hatte, das deutschlandweit erste Erinnerungsdenkmal an die Opfer des Nationalsozialismus in Norddeutschland erstellt. Der Entwurf stammte von dem Hamburger Architekten Fritz Höger.
Die britischen Besatzungstruppen wurden 1949 durch norwegische Truppen abgelöst, die wiederum 1950/1951 durch dänische Besatzungstruppen ersetzt wurden. Grundsätzlich verblieb Itzehoe im Bereich britischer Besatzungsherrschaft.
In den 1960er und 1970er Jahren entstanden in drei Stadtteilen Itzehoes die ersten Hochhäuser: Das erste am Marienburger Platz in Tegelhörn, die zweiten an der Lindenstraße in Sude, die dritten beiden stehen direkt im Stadtzentrum. Zwischen diesen beiden Hochhäusern steht das Holstein Center: 1972 erbaut, ist es das größte Einkaufszentrum im Westen Schleswig-Holsteins und bietet Geschäften auf zwei Verkaufsebenen insgesamt über 14.000 m2 Ladenfläche. In unregelmäßigen Abständen finden dort auch verschiedene Veranstaltungen statt. 1997 wurden die Gebäude komplett renoviert und 2002 versucht, zu revitalisieren. Ein Haupteingang zum Holstein-Center befindet sich an der unmittelbar daran grenzenden Fußgängerzone Feldschmiede. Im Jahr 2017 wurde das Center verkauft; es steht zu einem großen Teil leer und meldete im Juni 2020 Insolvenz an.
In der Nähe der Feldschmiede befindet sich das neue Theater (erbaut am Ufer der zugeschütteten Störschleife). Es wurde nach zehnjähriger Bauzeit 1992 eingeweiht. Das alte Stadttheater brannte zwei Jahre später nieder.
An den Bahnhof grenzend befand sich das 40.000 m2 große Gelände einer Holzgroßhandlung, die 1988 den Flammen zum Opfer fiel. Nur den günstigen Windverhältnissen an diesem Tag war es zu verdanken, dass das Feuer nicht auf die Gebäude der Innenstadt und des Bahnhofs übergriff. Die Löscharbeiten dauerten nahezu einen ganzen Tag.
Bis zu ihrer Zuschüttung mit etwa 110.000 m3 Sand 1974 prägte die Störschleife das Bild der Itzehoer Innenstadt entscheidend mit. Die Schleife war der ursprüngliche Flusslauf. Der Stördurchstich (niederdt. „Delf“, woher auch die Namen „Delftor“ und „Delftorbrücke“ des dortigen Stadtausgangs und der Störbrücke herrühren) machte Itzehoes Burganlage zu einer Insel. Es soll in dem Delf Schleusen gegeben haben, die sich bei ablaufendem Wasser schlossen und so eine Durchströmung und Reinigung der Störschleife erzwangen. Nach deren Entfernung versandete die Störschleife zunehmend und entwickelte sich zu einem nahezu stehenden, faulig riechenden Gewässer. Der alte Stadtkern, die „Neustadt“, konnte nur über Brücken erreicht werden. Im Zuge der Sanierung der „Neustadt“, bei der nahezu alle auf dieser ehemaligen Insel befindlichen Häuser abgerissen und durch neue Gebäude ersetzt und neue Straßen angelegt wurden, erlosch dieses stadtprägende Element. Nur einige künstlich angelegte Wasserbecken zwischen dem neuen Theater und der Salzstraße erinnern an den ursprünglichen Verlauf der Schleife. Auf dem ehemals westlichen Teilstück verläuft heute die Adenauerallee, eine der Hauptverkehrsstraßen Itzehoes. Aufgrund dieser Sanierungs- und Überbauungsmaßnahmen „errang“ Itzehoe 1988 in einem von deutschen Städteplanern durchgeführten „Wettbewerb um die konsequenteste Verschandelung eines historischen Stadtbildes“ den zweiten Platz hinter Idar-Oberstein, wo in den 1980er Jahren der durch den städtischen Talraum verlaufende Fluss Nahe auf einer Länge von zwei Kilometern mit einer Straße überbaut worden war.
Um das Stadtbild wieder zu verbessern, entstand im Jahr 2011 eine Initiative mit dem Ziel, die Wiedereröffnung der zugeschütteten Störschleife im Zentrum Itzehoes voranzutreiben. 2017 wurde die gesamte Innenstadt zum Sanierungsgebiet erklärt. Dabei wurde ausdrücklich die Wiederherstellung der Störschleife als Ziel genannt.
Am 26. September 2021 votierten die Einwohner Itzehoes mit 7707 Stimmen für eine Wiederherstellung der Störschleife. Seit August 2022 laufen konkrete Planungen zur Umsetzung. Im Februar 2023 sollte der Siegerentwurf von einem aus neun Planungsteams vorgestellt werden.
Im März 2014 ereignete sich eine Gasexplosion in der Schützenstraße im Südosten der Stadt, die den ganzen Straßenzug verwüstete und das Haus mit der Nummer 3 vollständig zerstörte. 4 Menschen kamen ums Leben; 15 Menschen wurden teilweise schwer verletzt. Das Unglück geschah bei Baggerarbeiten an der Kanalisation, als eine nicht verzeichnete Gasleitung getroffen wurde. Der Baggerfahrer und der Vorarbeiter wurden für das Unglück verantwortlich gemacht und mussten sich vor Gericht verantworten, dort wurden sie freigesprochen. Im Februar 2017 begann ein Zivilprozess, um die Schadenshaftung zu klären.
Mitte März 2018 wurden deutschlandweit Anschläge auf türkische Moscheen und Geschäfte verübt. Auch in Itzehoe wurden Scheiben der Moschee eingeschlagen und ein Feuer gelegt. Personen kamen nicht zu Schaden.

Einwohnerentwicklung von Itzehoe von 1880 bis 2018 nach nebenstehender Tabelle

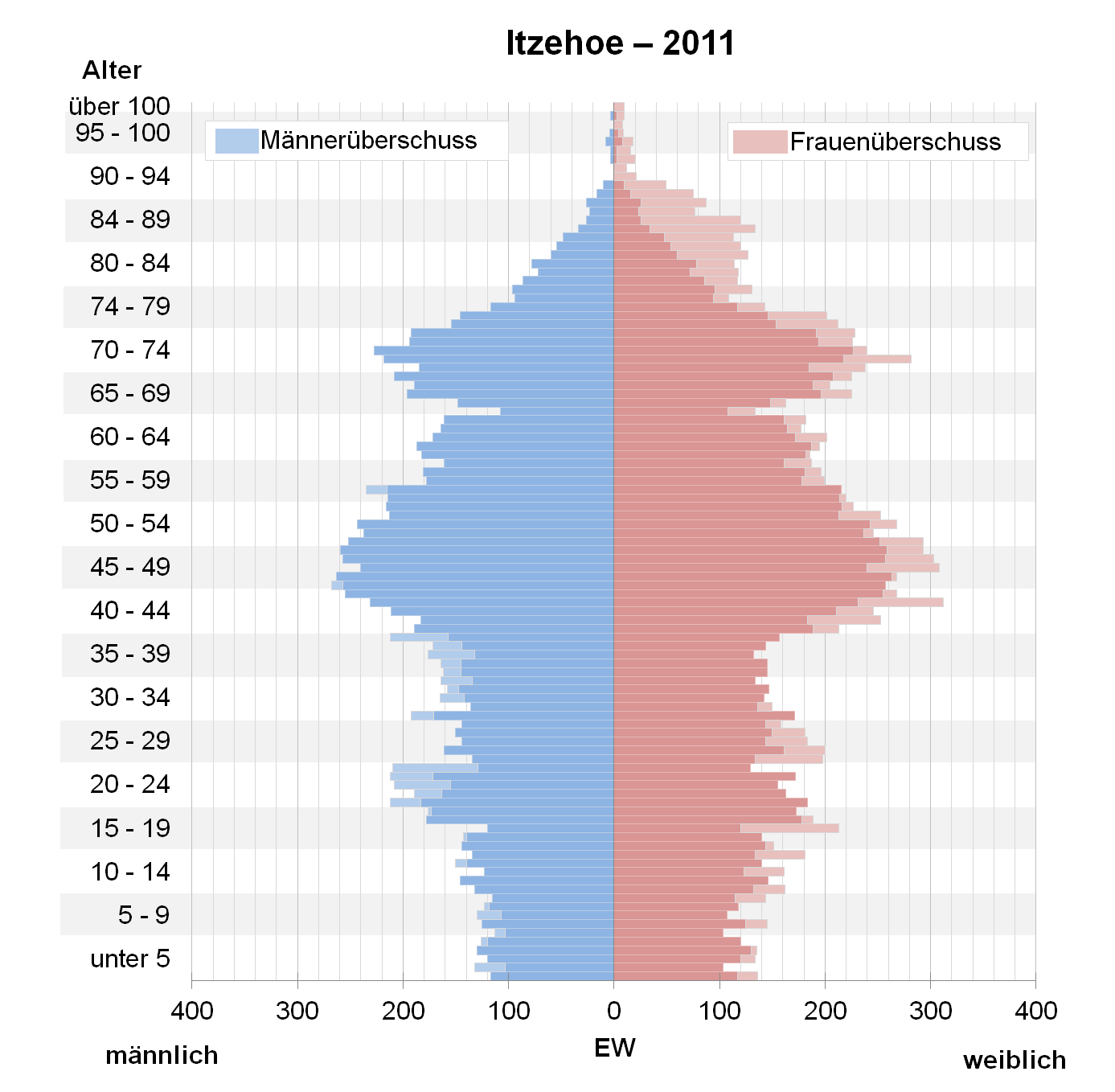
Bevölkerungspyramide für Itzehoe (Datenquelle: Zensus 2011)

### Einwohnerentwicklung
- 1803: 4.325
- 1835: 5.595
- 1840: 5.636
- 1845: 5.932
- 1855: 6.691[38]
- 1880: ca. 10.000
- 1919: 18.658
- 1925: 19.637
- 1930: 21.709
- 1933: 20.906[39]
- 1943: 21.870
- 1945: 33.736[40]
- 1961: 36.897, davon 36 des 1976 eingegliederten Gebietes[41]
- 1970: 36.208, davon 32 des 1976 eingegliederten Gebietes[41]
- 1998: 33.926
- 1999: 33.710
- 2000: 33.549
- 2001: 33.442
- 2002: 33.429
- 2003: 33.230
- 2004: 33.277
- 2005: 33.285
- 2006: 32.982
- 2007: 32.800
- 2008: 32.732
- 2009: 33.271[42]
- 2010: 32.368
- 2011: 32.405
- 2012: 31.009
- 2013: 31.013
- 2014: 31.065[43]
- 2015: 31.163[43]
- 2016: 31.896
- 2017: 31.848
- 2018: 31.879
- 2019: 31.890
- 2020: 31.796
- 2021: 31.855
- 2022: 32.254[44]

### Stadtgliederung und Eingemeindungen

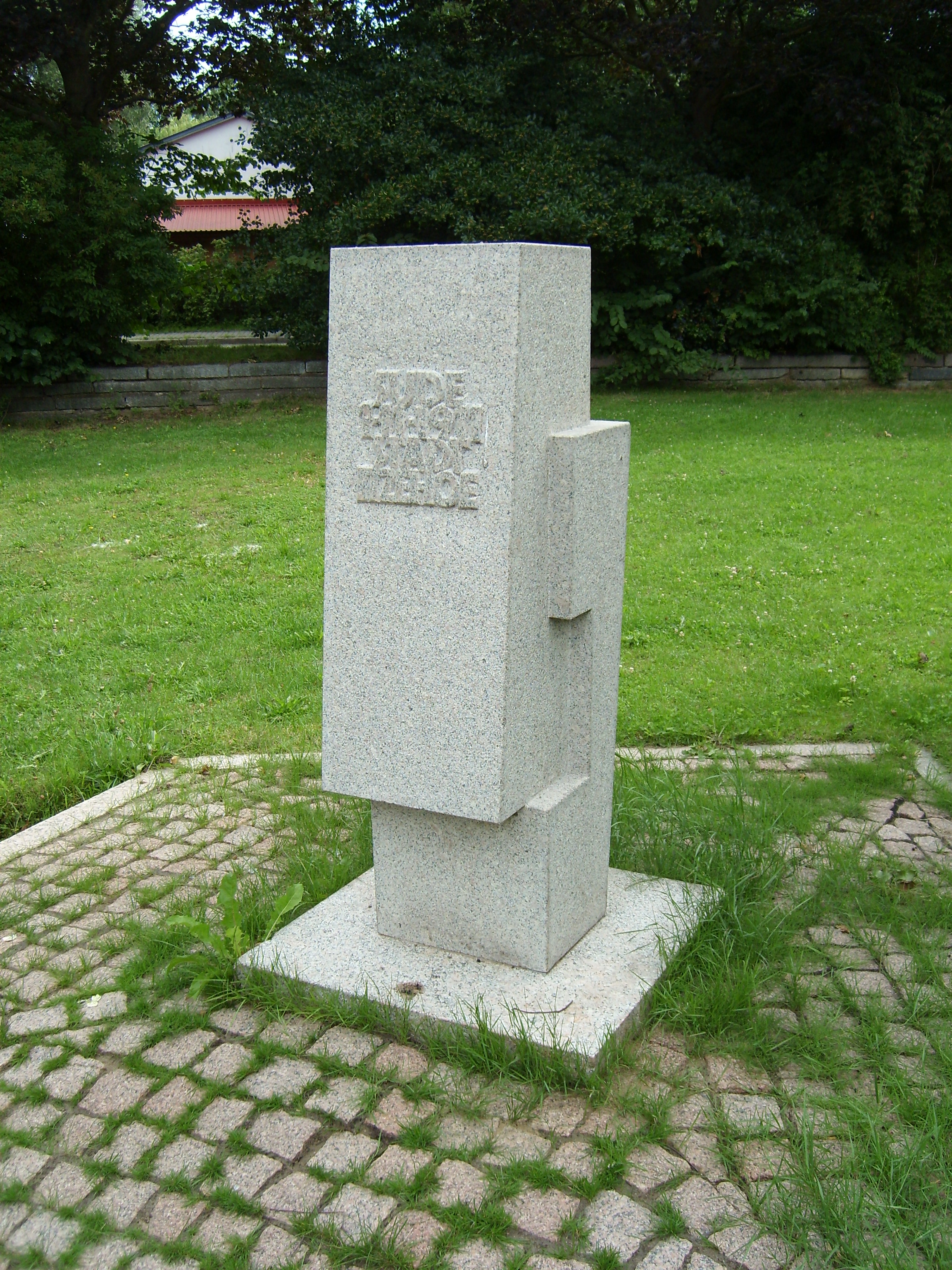
Gedenkstein zur Eingemeindung von Sude (1911)

Itzehoe untergliedert sich historisch in die Stadtteile Altstadt und Neustadt (die Altstadt ist der Ausgangspunkt der Siedlung; in der Neustadt galt zuerst Stadtrecht; zusammen bilden sie die Innenstadt).
Hinzu kamen das südlich der Stör gelegene Wellenkamp, Sude (eingemeindet 1911), Kratt (umgemeindet 1911), Pünstorf (ehemals eigenständiges Dorf, dann Gutshof; erst im 20. Jahrhundert wieder besiedelt), Tegelhörn (erst im 20. Jahrhundert besiedelt), Edendorf (eingemeindet 1963), Sude-West (durch Umgemeindung erweitertes, in den 1960/70er Jahren bebautes Gebiet) und Klosterforst auf dem Gelände der ehemaligen Hanseaten-Kaserne (Erschließung seit 1995).
Am 1. Januar 1976 wurde ein Gebiet der Gemeinde Oelixdorf mit damals etwa 30 Einwohnern in die Stadt Itzehoe eingegliedert.

## Politik

### Ratsversammlung
Ergebnis der Kommunalwahl vom 14. Mai 2023 (mit Vergleichszahlen der Wahl 2018):
- SPD: 9
- Grüne: 7
- DAFi: 4
- FDP: 3
- CDU: 15
- AfD: 3

| Partei                                        | 2023          | 2023   |               | 2018   | 2018 |
| Partei                                        | Stimmenanteil | Sitze  | Stimmenanteil | Sitze  |      |
| Christlich Demokratische Union (CDU)          | 35,9 %        | 15     | 31,5 %        | 13     |      |
| Sozialdemokratische Partei Deutschlands (SPD) | 21,3 %        | 9      | 21,9 %        | 9      |      |
| Bündnis 90/Die Grünen                         | 17,8 %        | 7      | 17,6 %        | 7      |      |
| Freie Demokratische Partei (FDP)              | 7,5 %         | 3      | 8,2 %         | 3      |      |
| Alternative für Deutschland (AfD)             | 8,1 %         | 3      | –             | –      |      |
| Die Linke                                     | –             | –      | 5,9 %         | 2      |      |
| DAFi – Die Alternative Fraktion itzehoe       | 9,4 %         | 4      | 6,3 %         | 2      |      |
| Unabhängige Wählergemeinschaft Itzehoe (UWI)  | –             | –      | 5,4 %         | 2      |      |
| Itzehoer Bürgerforum – IBF                    | –             | –      | 3,2 %         | 1      |      |
| Wahlbeteiligung                               | 38,6 %        | 38,6 % | 37,7 %        | 37,7 % |      |

### Bürgermeister
Bei der Bürgermeisterwahl am 7. November 2021 wurde mit einer Wahlbeteiligung von 33,3 % ein neuer Bürgermeister gewählt. Dabei entfielen auf die Kandidaten folgende Stimmenteile:
- Claudia Buschmann (CDU): 29,1 %
- Manfred Sallach (Grüne): 17,1 %
- Justus von Kries (SPD): 18,2 %
- Ralf Hoppe (parteilos): 30,6 %
- Martin Wnuck (parteilos): 5,0 %

Da keiner der Kandidaten im ersten Wahlgang die benötigte Stimmenmehrheit erreichte, kam es am 21. November 2021 zur Stichwahl zwischen Ralf Hoppe und Claudia Buschmann. Auf Hoppe entfielen 62,1 % der Stimmen und auf Buschmann 37,9 %. Ralf Hoppe wurde am 24. März 2022 als neuer Bürgermeister vereidigt.

### Ehemalige Bürgermeister der Stadt

#### 1. Bürgermeister 1535–1801
- 1535 bis nach 1558: Jürgen Elers
- nach 1558 bis vor 1567: Hans Hasenkroch
- vor 1567 bis 1568: Hans Rottmann
- 1568 bis nach 1571: Jochin Elers
- nach 1571 bis 1584: Andreas Gottfriedt
- 1584–1598: Hans Danckwart
- 1598–1603: Gerhard Spanhake
- 1603 bis nach 1622: Arnold Eilbracht
- nach 1622 bis 1627: Hartwig Mohr (flüchtete 1627 vor den anrückenden schwedischen Truppen nach Hamburg)
- 1627–1630: Hinricus Wasmer (1588–1643), Vorfahre der Erbauer des Wasmer-Palais und des Karl Friedrich Lucian Samwer
- 1630–1631: Peter Michelsen
- 1631–1653: Ericus Moritz
- 1653–1666: Johannes Woldenberg
- 1666–1667: Philippus Berger
- 1667–1681: Johann Poppe
- 1681–1683: Gabriel Hasse
- 1683–1693: Detlef Steinmann
- 1693–1699: Hermann Schmiedling
- 1699–1725: Georg Pflueg
- 1725–1731: Detlef Bilenberg (Bielenberg)
- 1731–1769: Albert Elers
- 1769–1801: Christian Wilhelm Töpfer

#### Bürgermeister 1801–1911
- 1801–1815: Andreas Ernst Löhmann
- 1815–1837: Detlef Heinrich Rötger
- 1837–1849 (1852): Friedrich Johann Heinrich Rötger (1849 zurückgetreten, dänische Bestätigung erst 1852)
- 1849–1852: Georg Ferdinand Lüders (kommissarisch)
- 1852–1868: Gustav Poel (wurde am 9. Juli 1868 die erste Ehrenbürgerschaft der Stadt verliehen)[49]
- 1868–1870: Wilhelm Koch (kommissarisch)
- 1870–1879: Eugen Dohrn
- 1879–1882: Carl Julius Stemann
- 1882–1911: Christoph Steinbrück

#### 1. Bürgermeister 1912–1919
- 1912–1919: Bruno Salomon

#### Bürgermeister von 1920 bis heute
- 1920–1933: Adolf Rohde, DVP
- 1933–1934: Hermann Nappe, NSDAP
- 1934–1940: Herbert Heitmann, NSDAP
- 1940–1945: Kurt Petersen, NSDAP
- 1945: Karl Niese, als Parteiloser kommissarisch von der brit. Militärregierung eingesetzt
- 1945: Helmuth Delbrück, als Parteiloser kommissarisch von der brit. Militärregierung eingesetzt
- 1945–1947: Carl-Christian Arfsten, CDU
- 1947–1949: Carl Stein, FDP
- 1949–1950: Georg Krumm, FDP
- 1950–1966: Joachim Schulz, parteilos
- 1967–1990: Günter Hörnlein, parteilos
- 1991–2002: Harald Brommer, SPD
- 2002–2010: Rüdiger Blaschke, parteilos, vorgeschlagen zur Wahl 2002 von der CDU, mit Wahlempfehlung durch die FDP
- 2010–2022: Andreas Koeppen, SPD, mit Wahlempfehlung der CDU, SPD, IBF, UWI und den Grünen
- seit 2022: Ralf Hoppe, parteilos

### Wappen
Blasonierung: „In Rot über blauen Wellen auf einer durchgehenden silbernen Mauer zwei spitzbedachte silberne Zinnentürme mit geschlossenem Tor; zwischen den Turmdächern ein silbernes Nesselblatt.“

### Bundestag
Itzehoe gehört zum Bundestagswahlkreis Steinburg – Dithmarschen Süd und zum Landtagswahlkreis Steinburg-Ost, die beide bei der letzten Wahl von der CDU direkt gewonnen wurden. Die Stadt ist Verwaltungssitz des Kreises Steinburg.

### Städtepartnerschaften
Städtepartnerschaften bestehen seit 1982 mit Cirencester in Großbritannien, seit 1988 mit der französischen Gemeinde La Couronne im Département Charente und seit 1990 mit Pasłęk (Preußisch Holland) in Polen. Mit Malchin (Mecklenburg-Vorpommern) besteht außerdem seit 1990 eine Städtefreundschaft.

## Kultur und Sehenswürdigkeiten

Öffentliche Gebäude und Einrichtungen
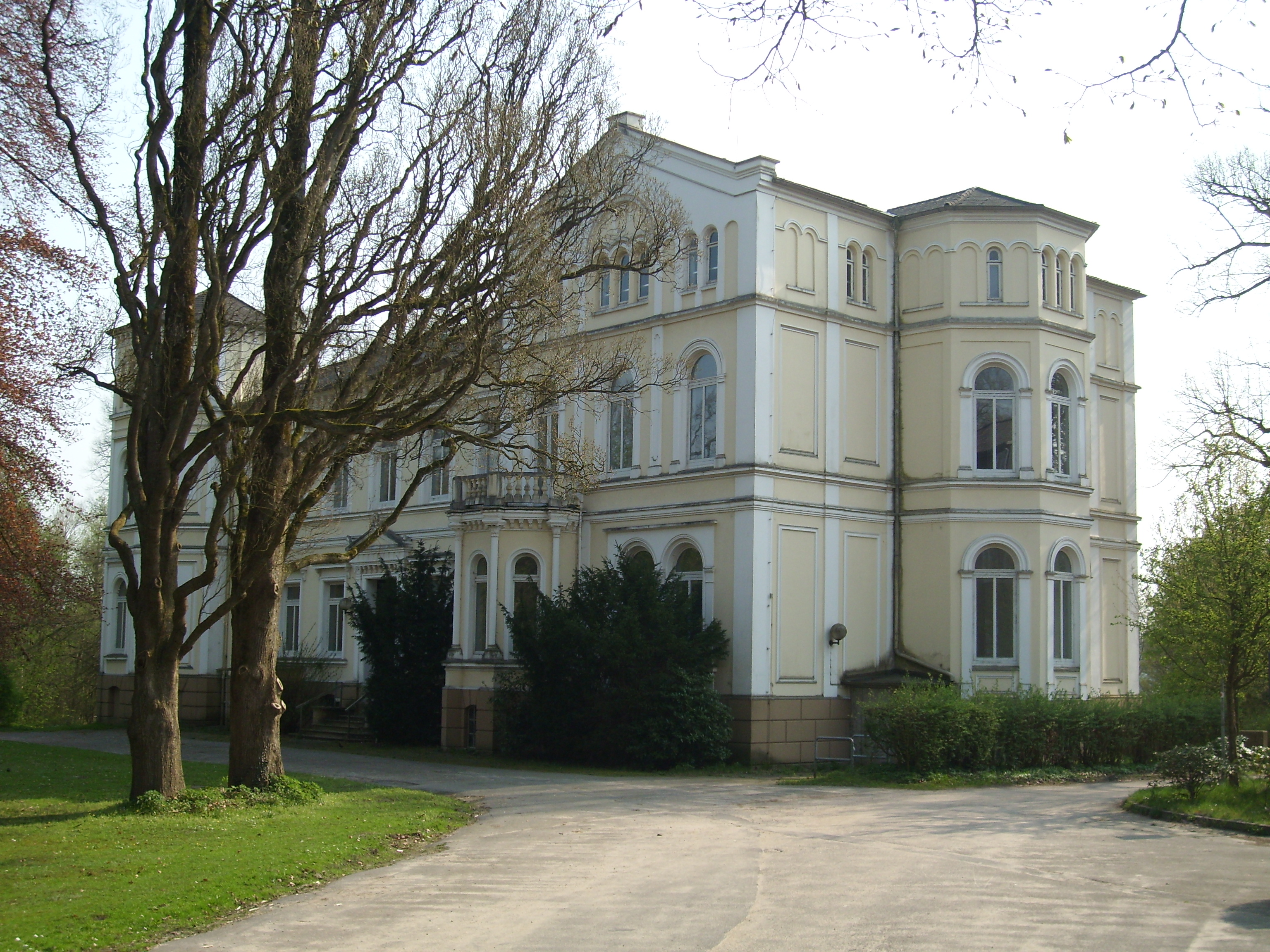
Altes Landgericht Itzehoe
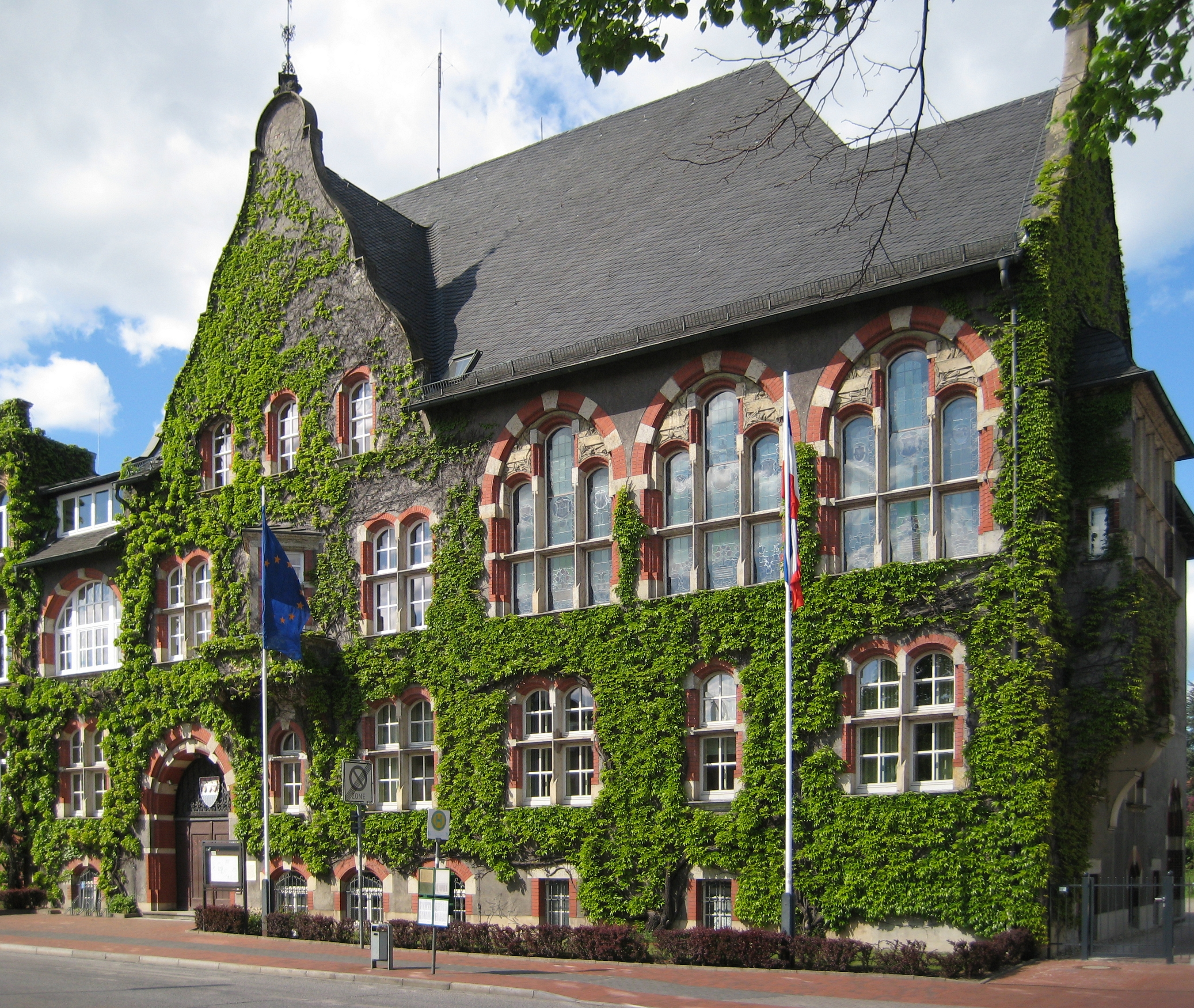
Kreishaus von Steinburg
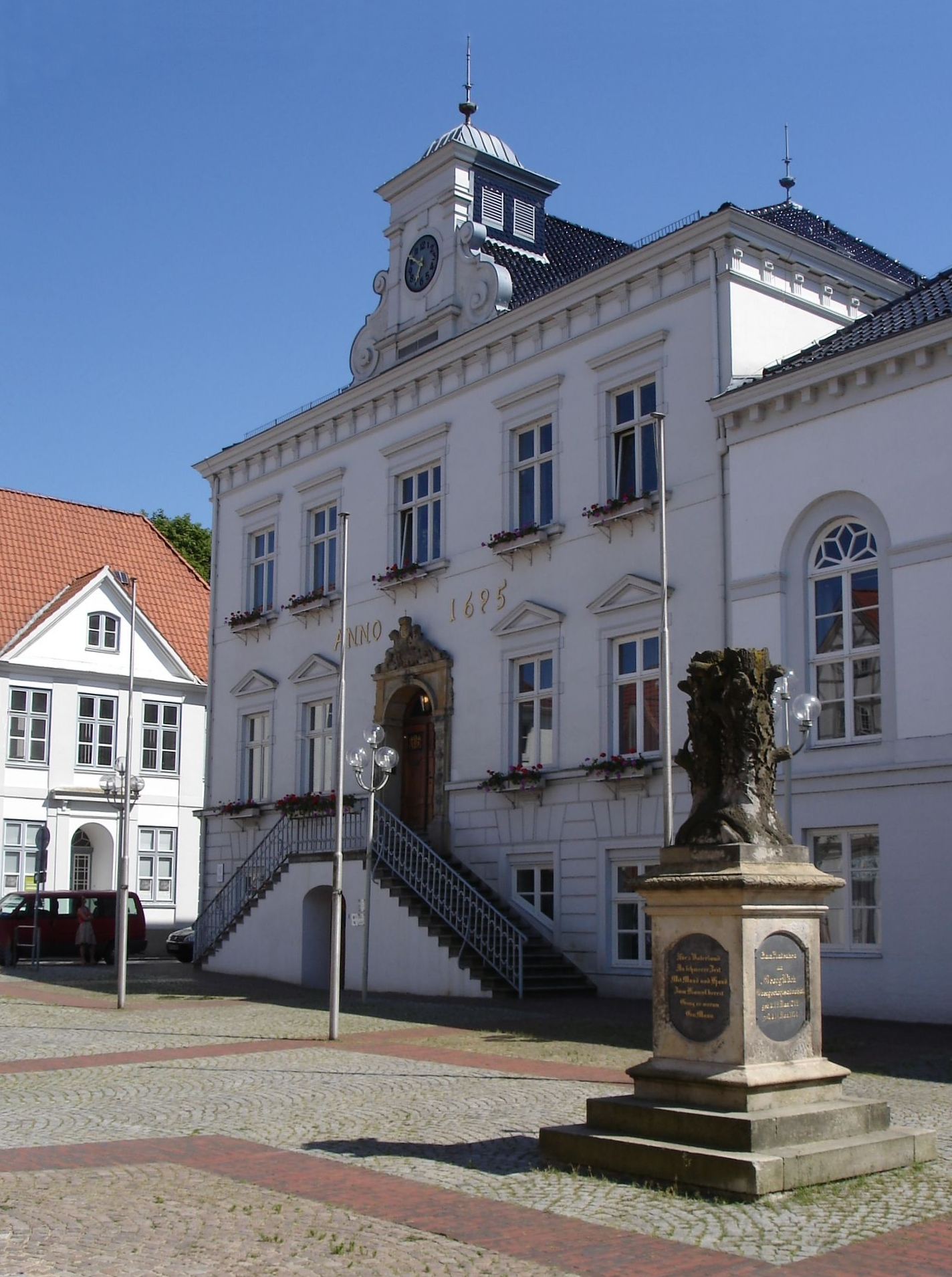
Altes Rathaus
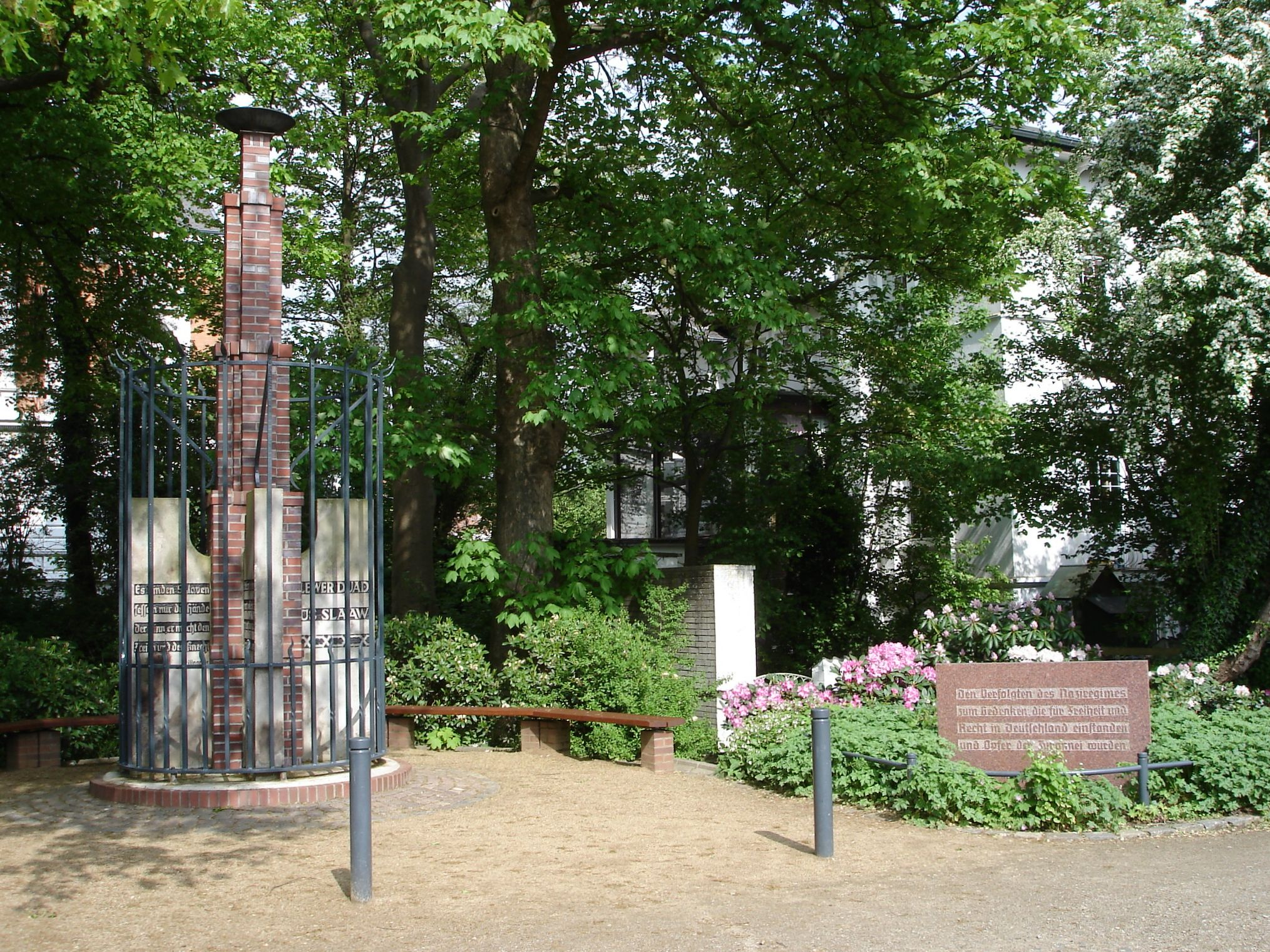
Das Ehrenmal für die Opfer des Naziregimes am heutigen Standort
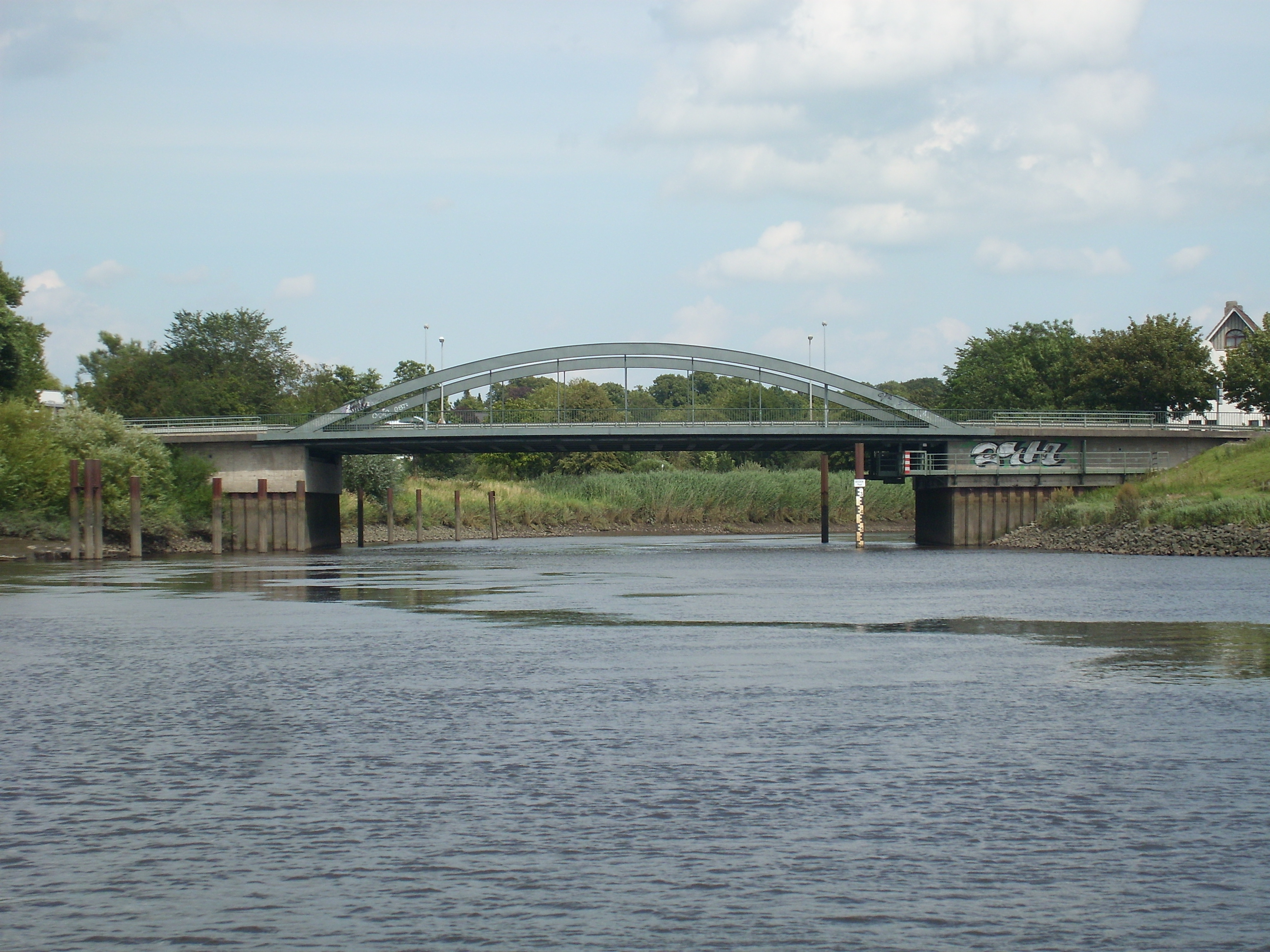
Delftorbrücke über die Stör
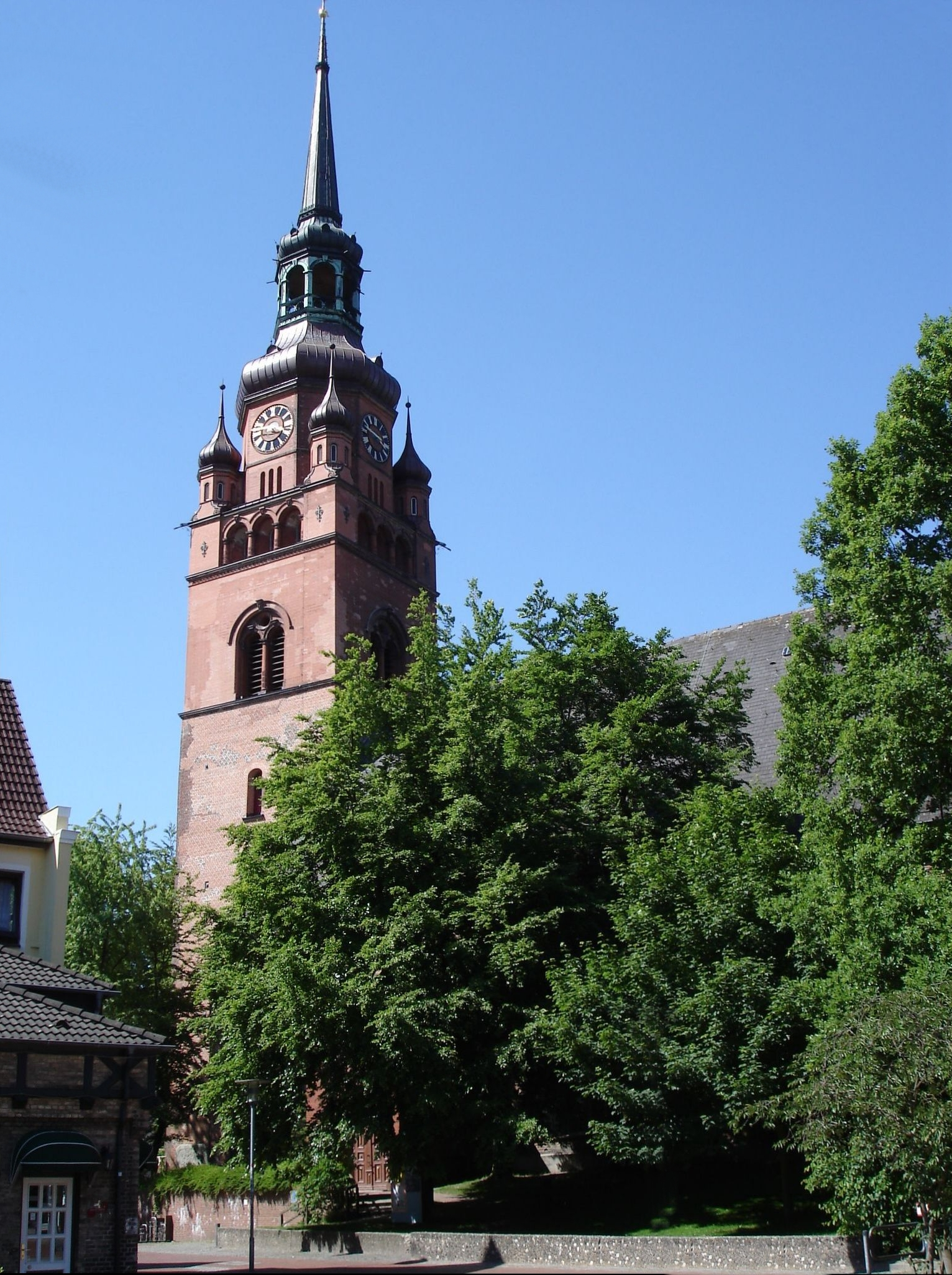
Stadtkirche St. Laurentii
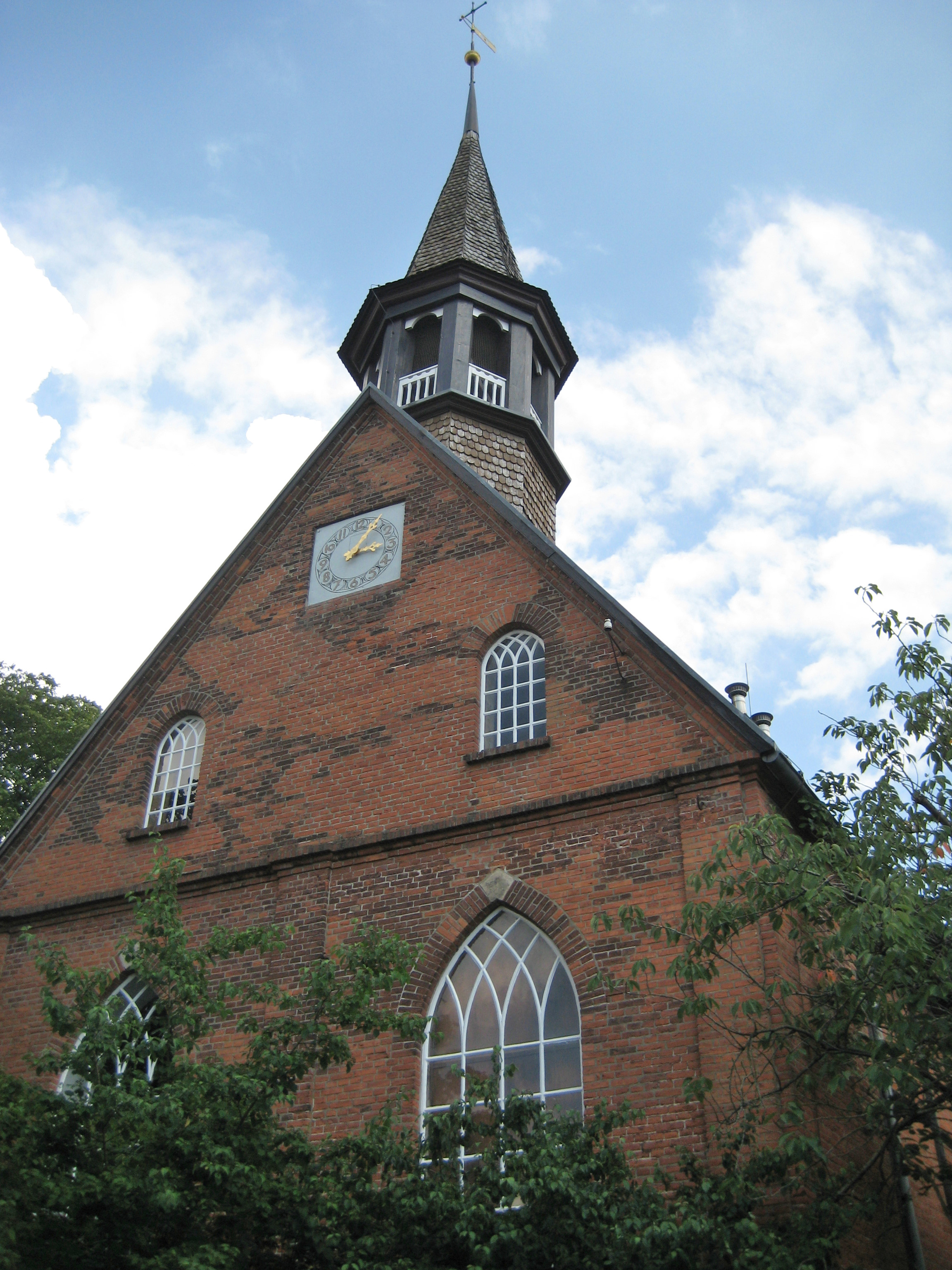
St.-Jürgen-Kapelle
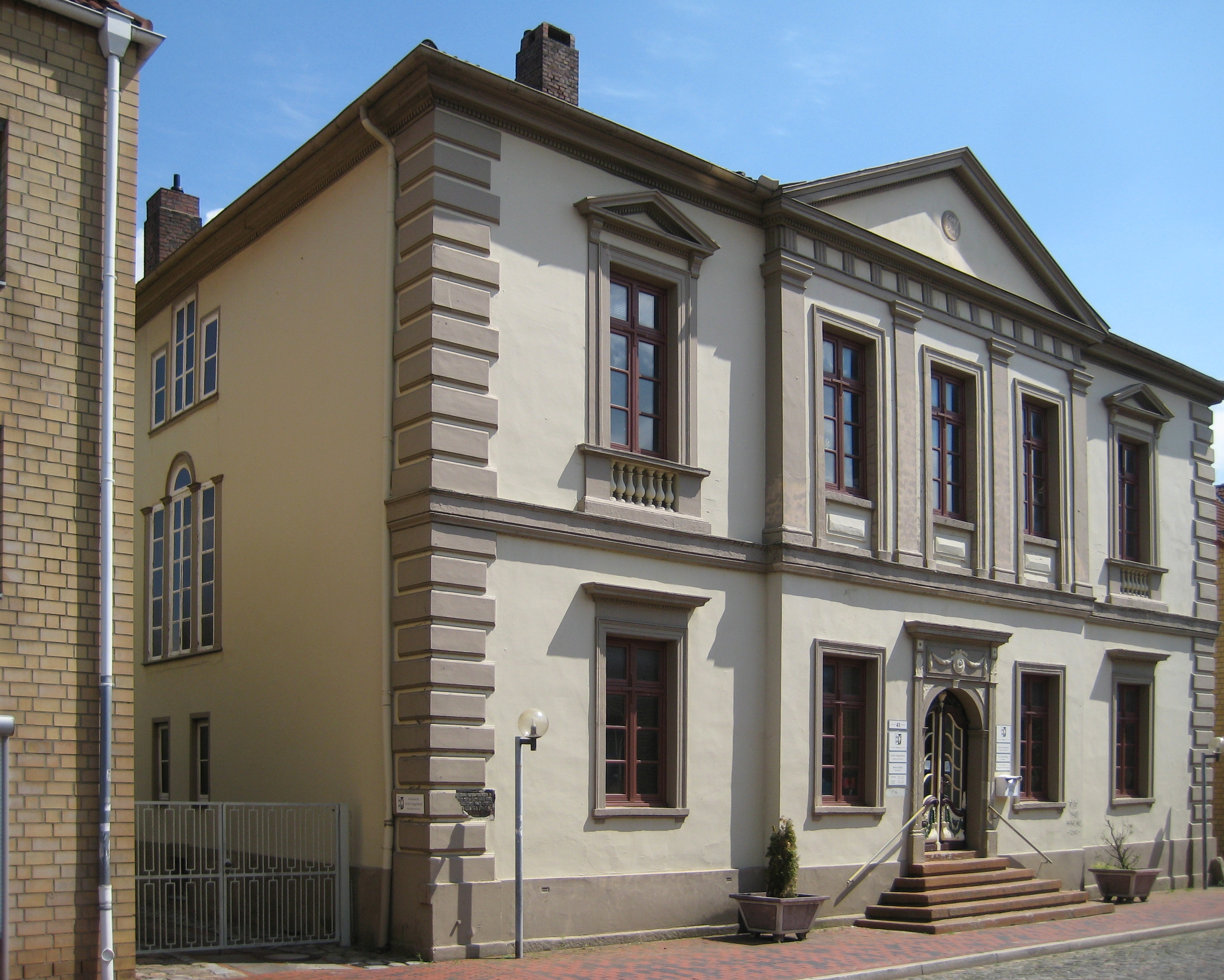
Altes Pastorat
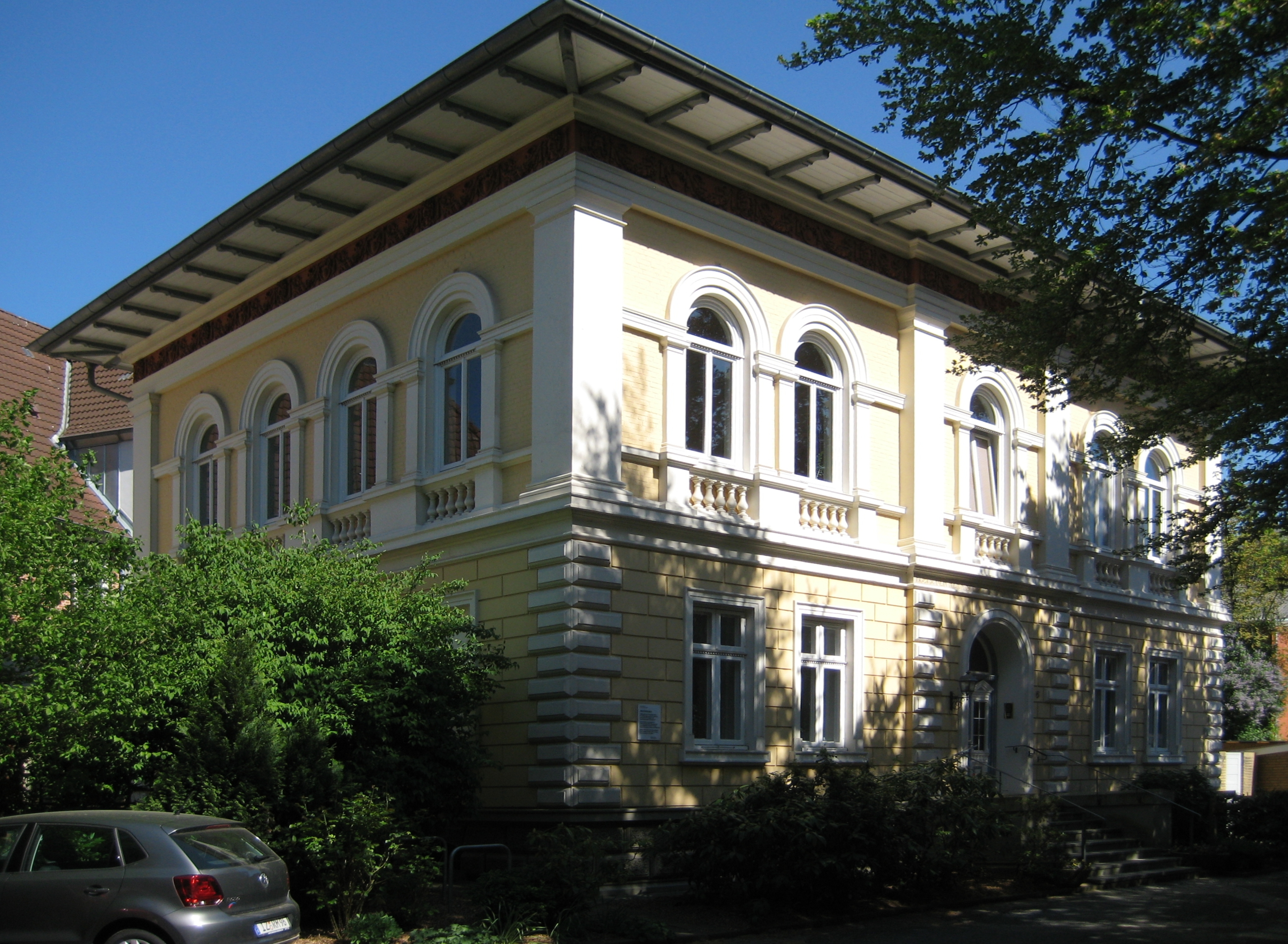
Probstenhaus
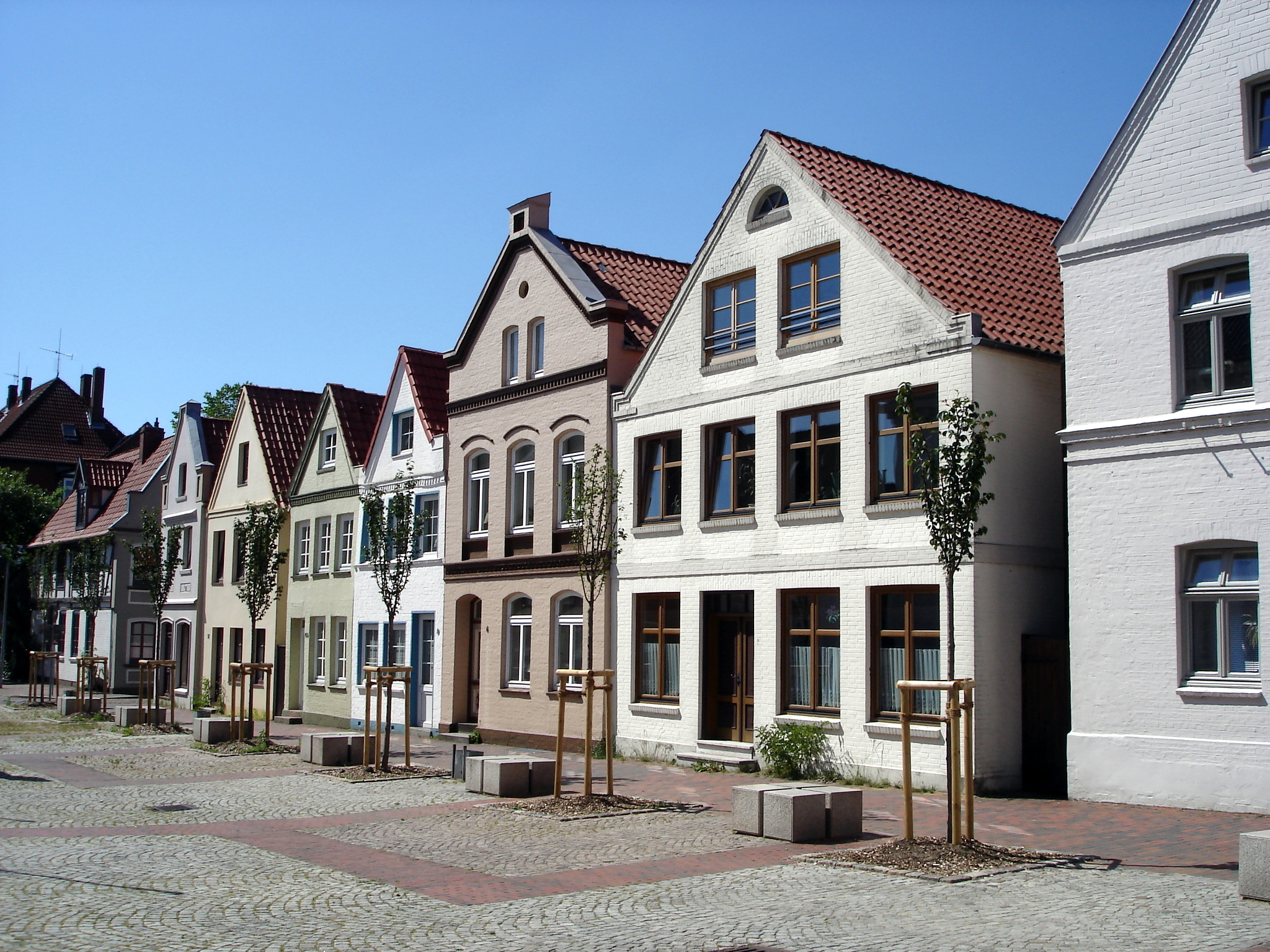
Häuserzeile am Markt gegenüber dem alten Rathaus
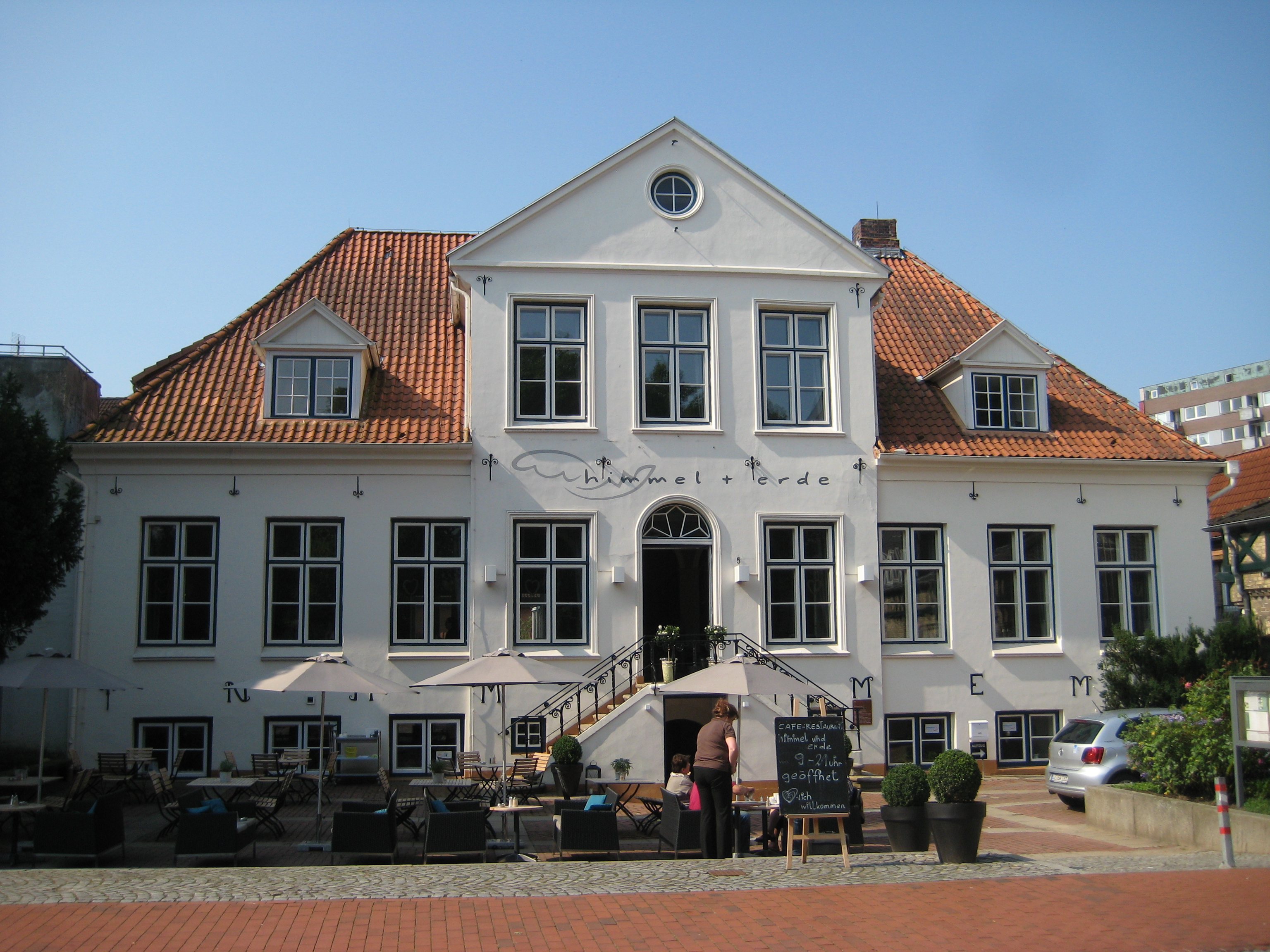
Altes Katasteramt
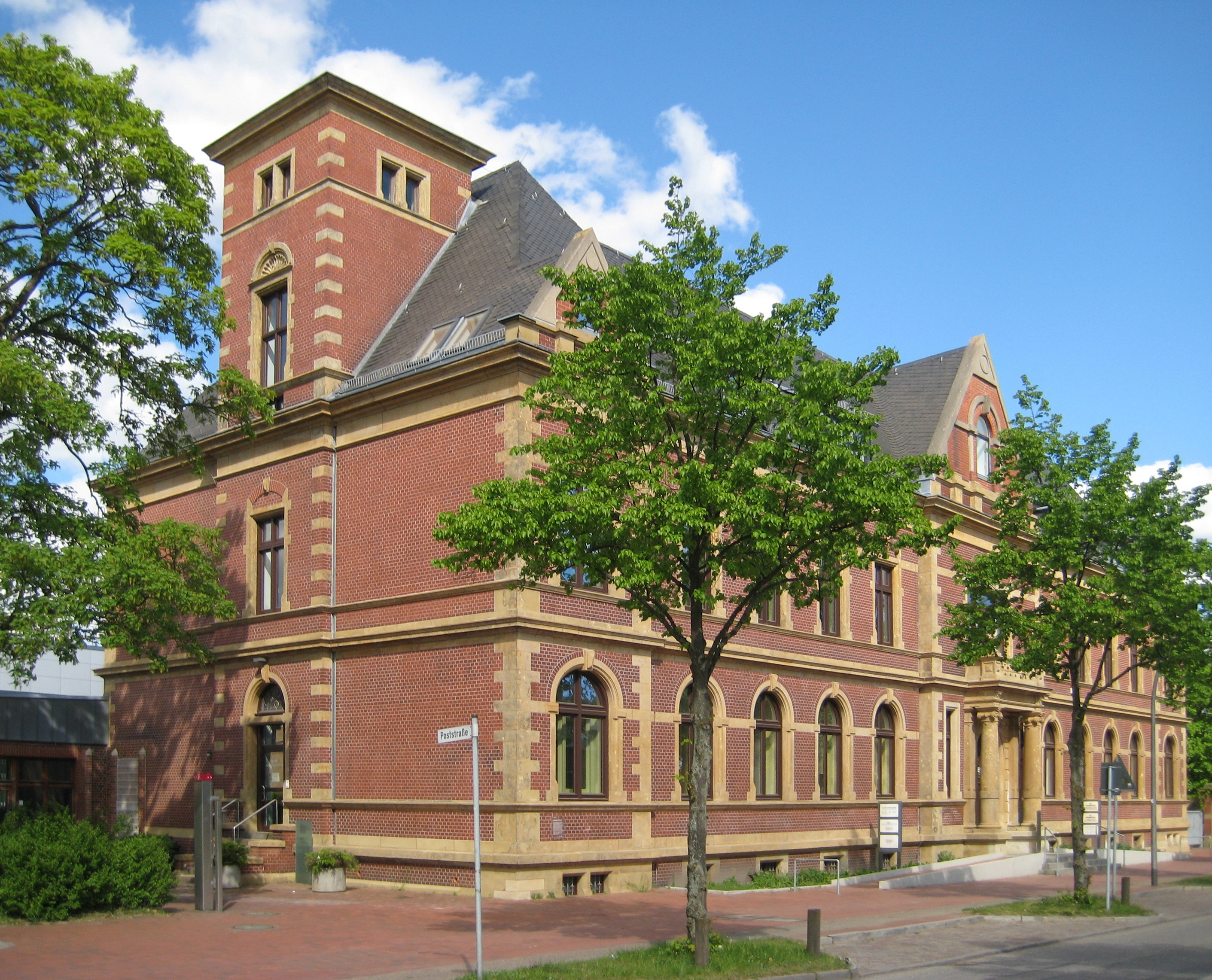
Altes Postamt
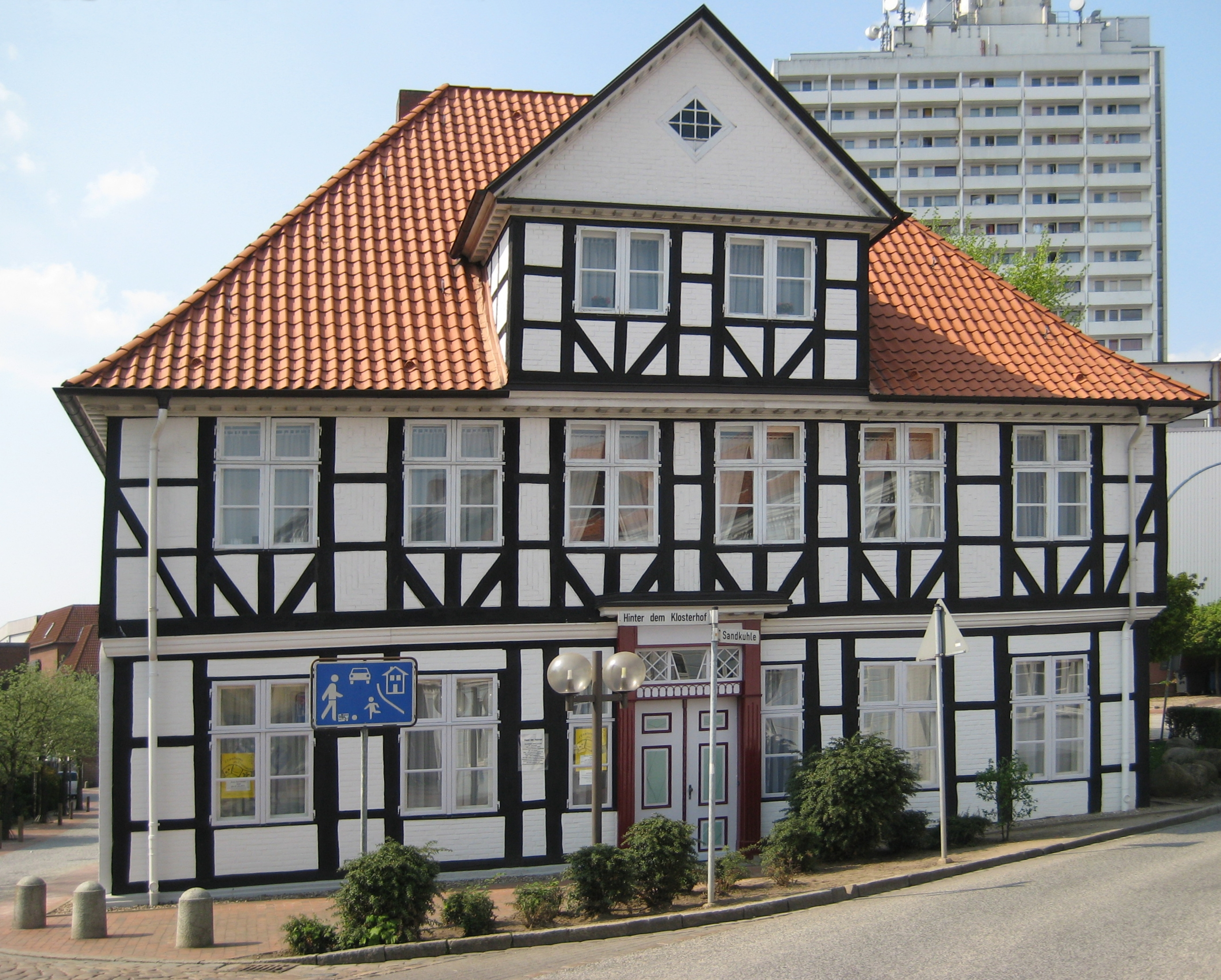
Haus der Heimat
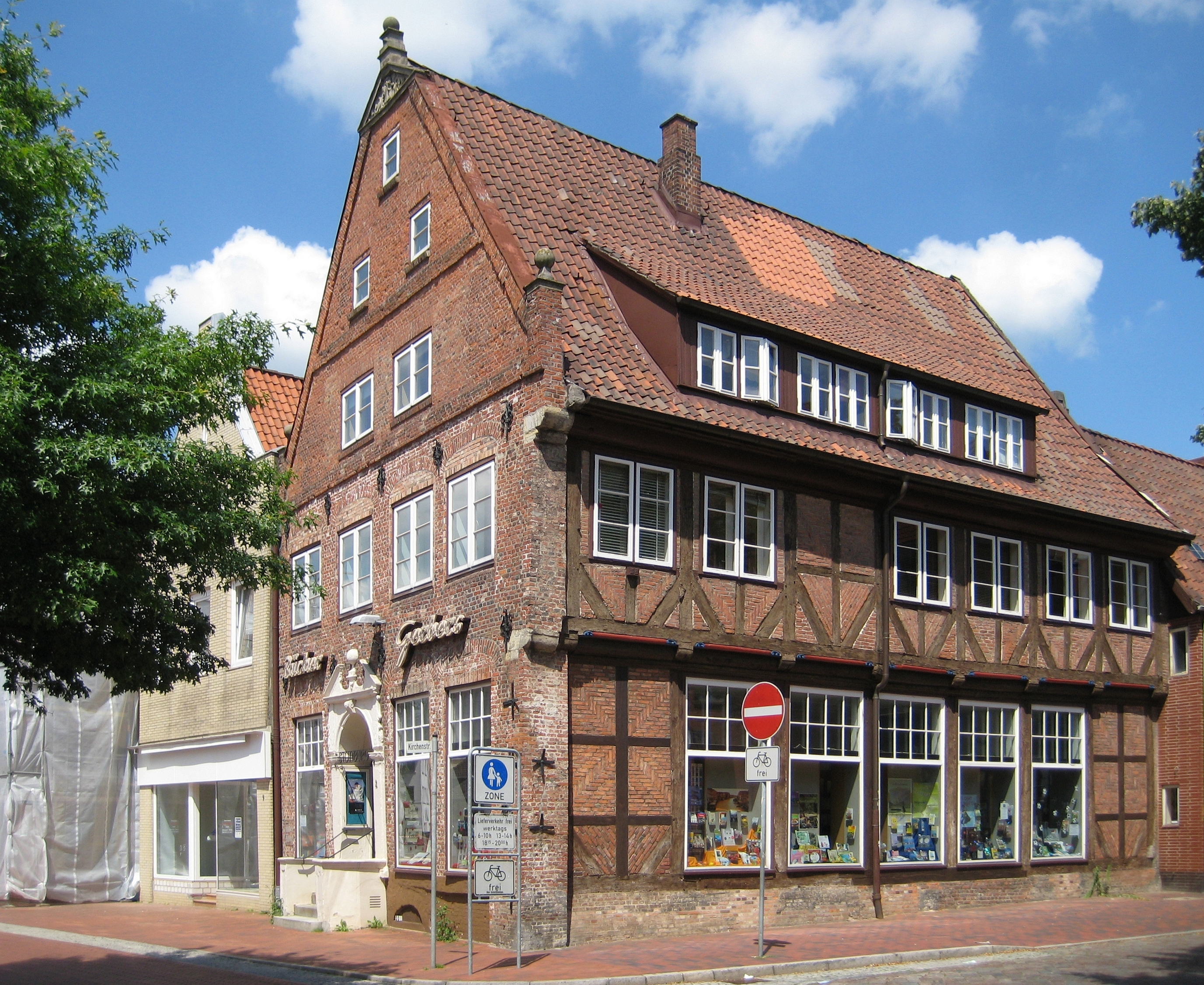
Fachwerkhaus in der Fußgängerzone
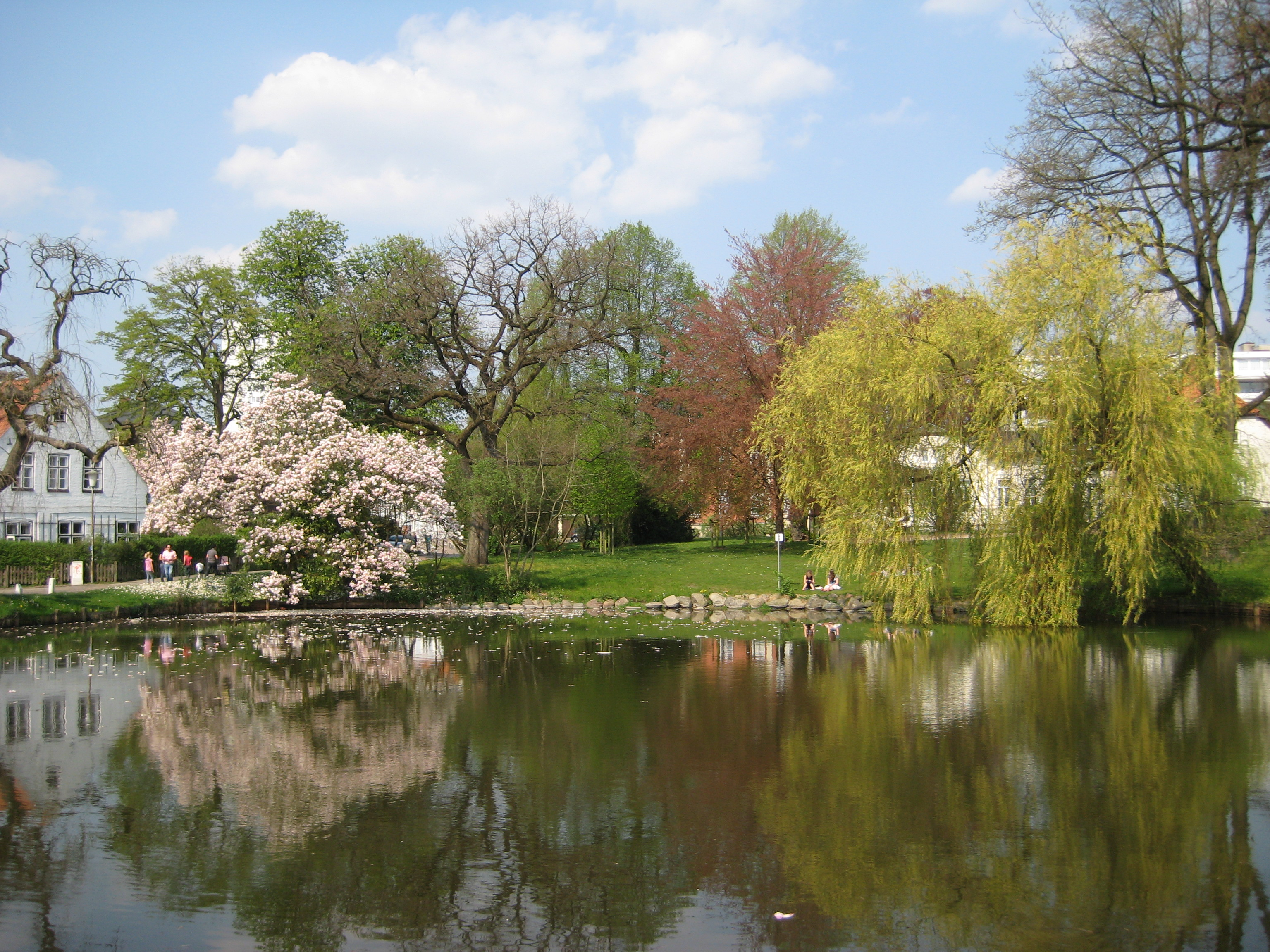
Klosterhof in der Innenstadt
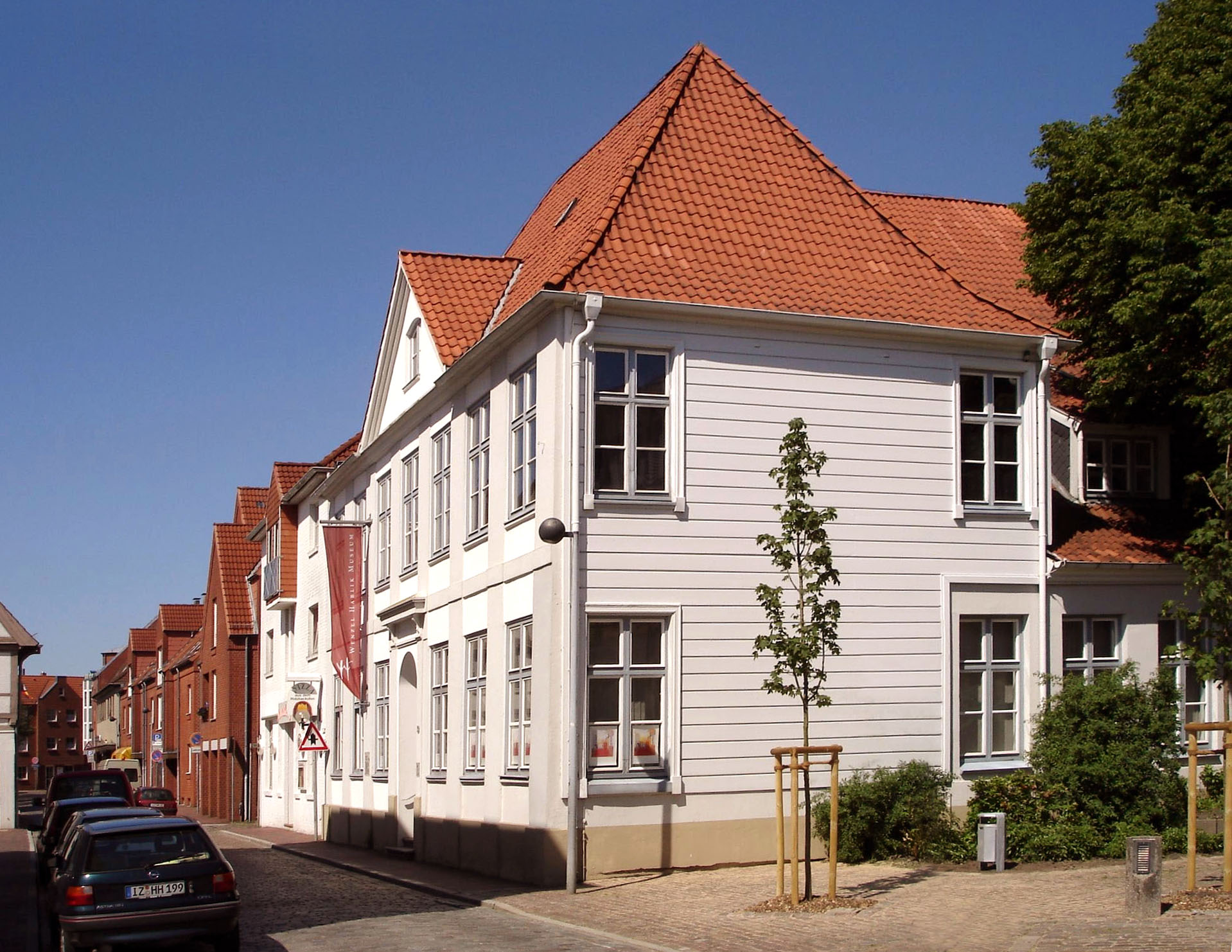
Wenzel-Hablik-Museum
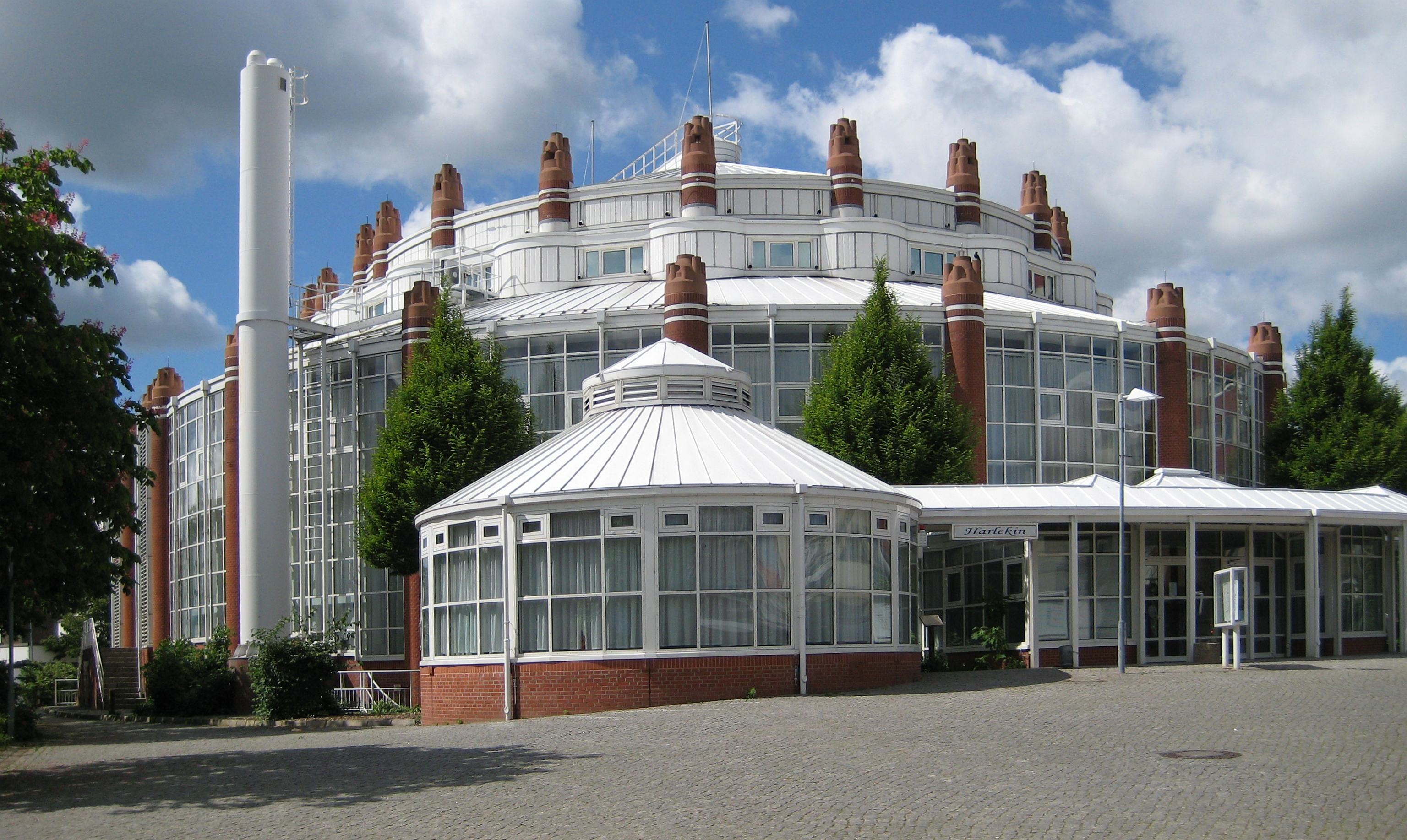
theater itzehoe

### Bauwerke
- Aus der Bronzezeit (um 1500 v. Chr.) stammendes, 1937 ausgegrabenes Germanengrab auf dem Galgenberg
- Überreste des stillgelegten Zementwerks der Alsen AG, heute Spielwiese für Graffitikünstler, siehe Planet Alsen
- Historisches Rathaus (ältester Teil von 1695)
- Klosterhof, Rest des 1256 gegründeten Zisterzienserinnenklosters, offizielle Bezeichnung Adeliges Kloster Itzehoe; nach der Reformation adliges Damenstift unter dem Schutz der Schleswig-Holsteinischen Ritterschaft
- Prinzeßhof, gegründet im 16. Jahrhundert, Veränderungen im 17./18. Jahrhundert, heute ältester Profanbau der Stadt und seit 1988 Kreismuseum
- St.-Jürgen-Kapelle, barocker Fachwerkbau, ursprünglich Stiftskapelle des St.-Georgs-Hospital, mit interessanten Deckengemälden
- Stadtkirche St. Laurentii
- Nagelsche Fachwerkhäuser, Sandberg 47, Doppelgiebelfachwerkhaus, die Hausdiele mit alten Balken, Treppe mit Doppelgeländer, Erker als Relikt der Nutzung als Gaststätte im 18. Jahrhundert
- „Wesselburg“, Breitenburger Straße, 1873 für Heinrich Wessel im maurischen Stil gebaute Villa[51]
- Westerhof, mit der von Charles de Vos gebauten Villa

### Museen
- Wenzel-Hablik-Museum
- Kreismuseum Prinzeßhof
- Störewer „Hermann“ (2006 an das Hafenmuseum der Stadt Hamburg überführt)

### Theater
Seit über hundert Jahren wird in Itzehoe Theater gespielt; seit September 1992 im neuen theater itzehoe. Entworfen wurde es von Gottfried Böhm, erbaut mit einem Kostenaufwand von ca. 20 Mio. Euro. Zwischen 570 und 1100 Plätze – je nach Bestuhlung. Die ovale, zirkuszeltartige Bauweise begünstigt die Multifunktionalität des Theaters.
Die Palette reicht vom Sprech- und Musiktheater über Ballett, Tanztheater, Kabarett, Pantomime und Show bis hin zu Kammer- und Sinfoniekonzerten. Zusätzlich stattfindendes Kinder- und Jugendtheater sowie die Möglichkeit, auch Kongresse, Tagungen, Seminare, Messen u. ä. abhalten zu können, machen den markanten Bau zum Bürgerhaus. 2017 wurde das Theater als Kulturdenkmal anerkannt.
Im August 2009 diente das theater itzehoe als „Tonstudio“ für den chinesischen Pianisten Lang Lang, der dort eine CD einspielte.

Sonstige bauliche Sehenswürdigkeiten
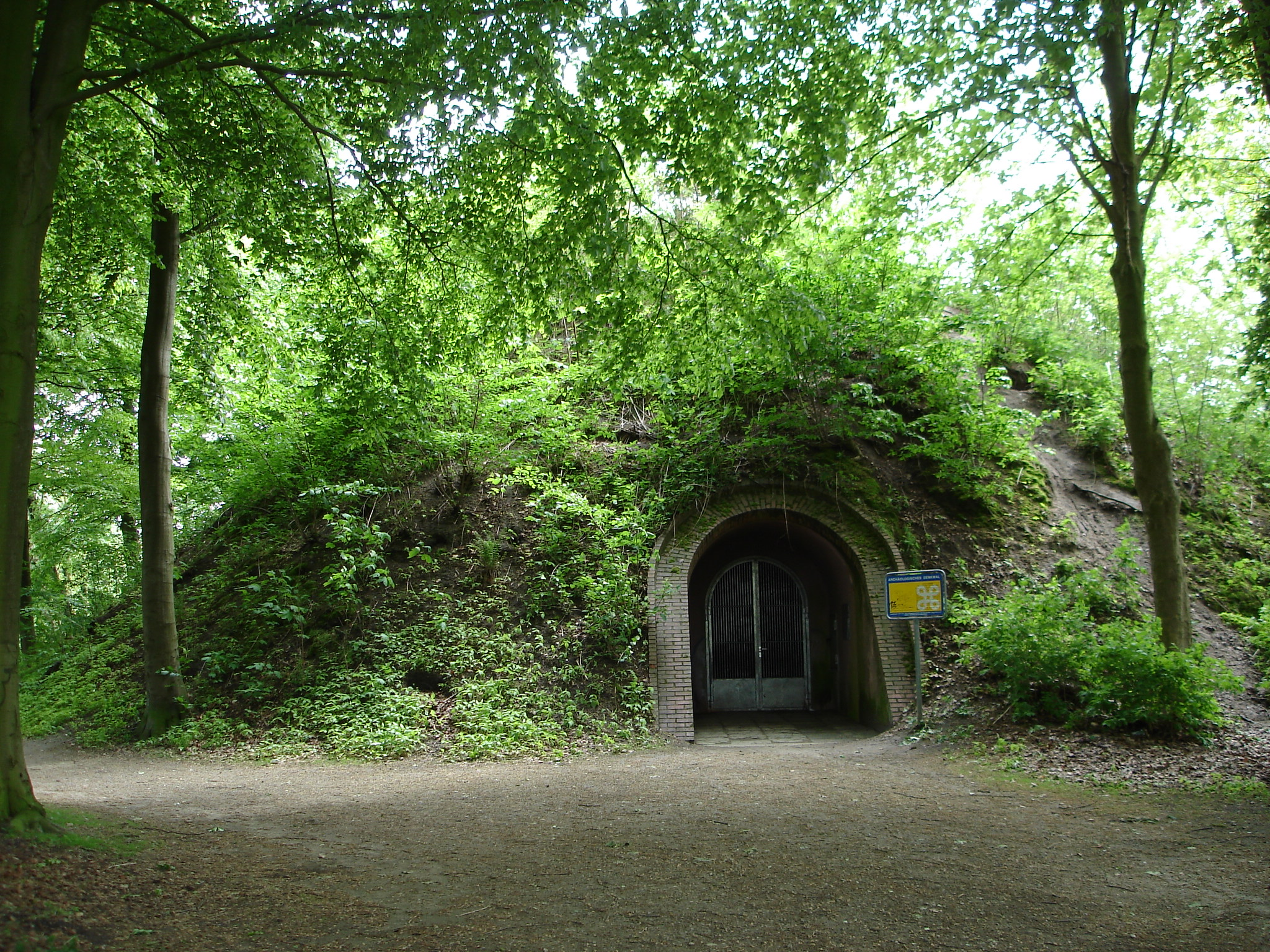
Germanengrab
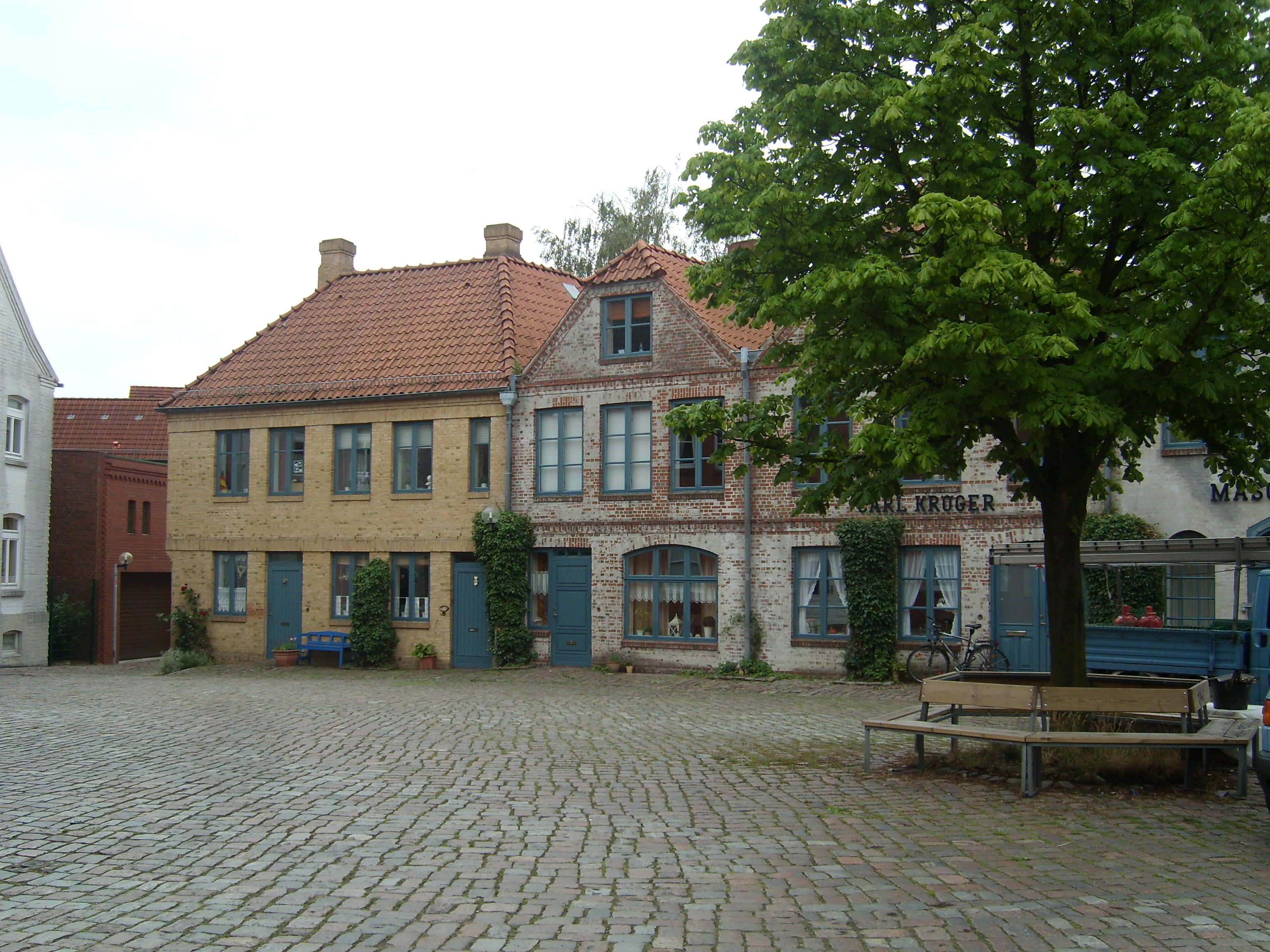
Innenhof der ehemaligen Burg
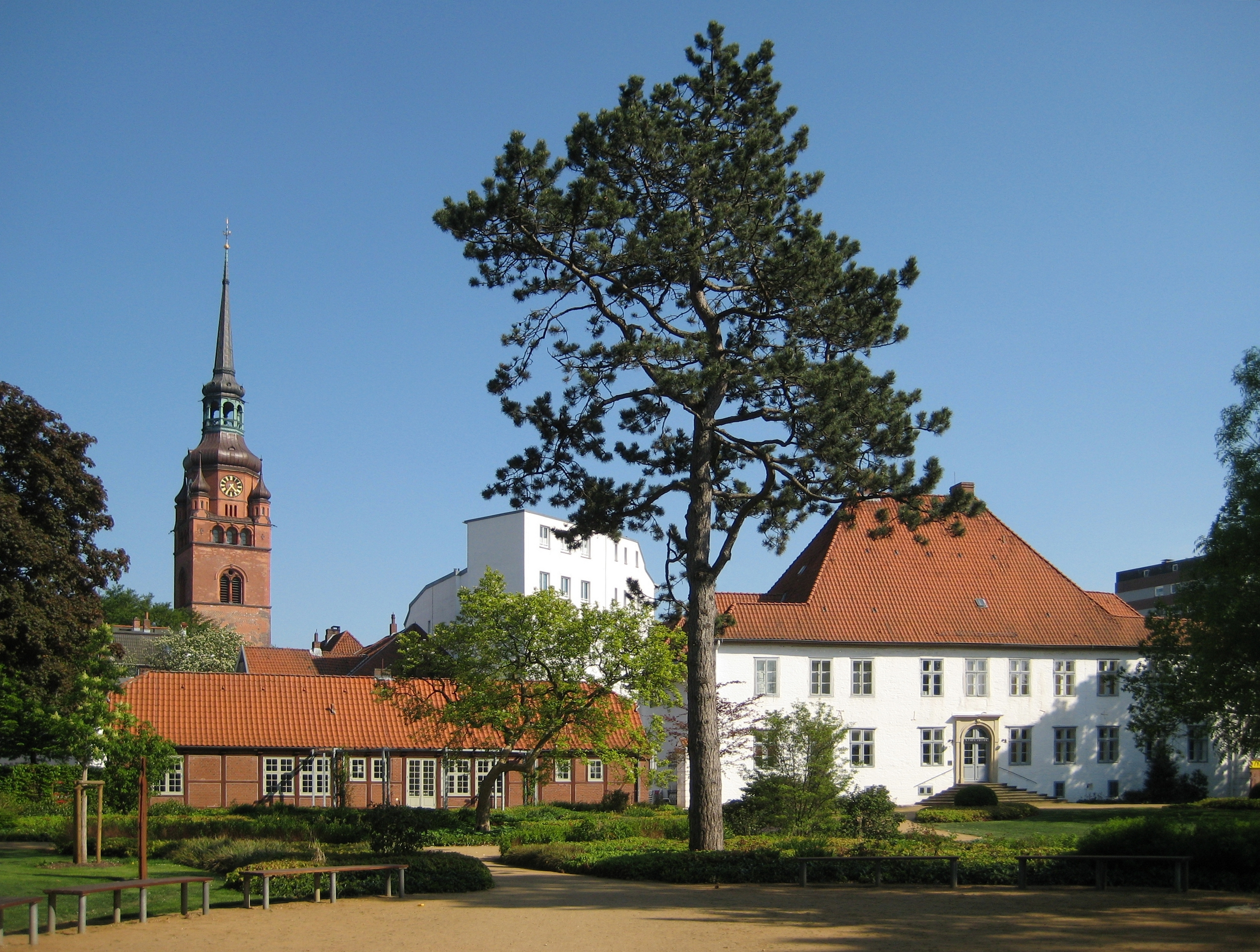
Prinzeßhof und St. Laurentii
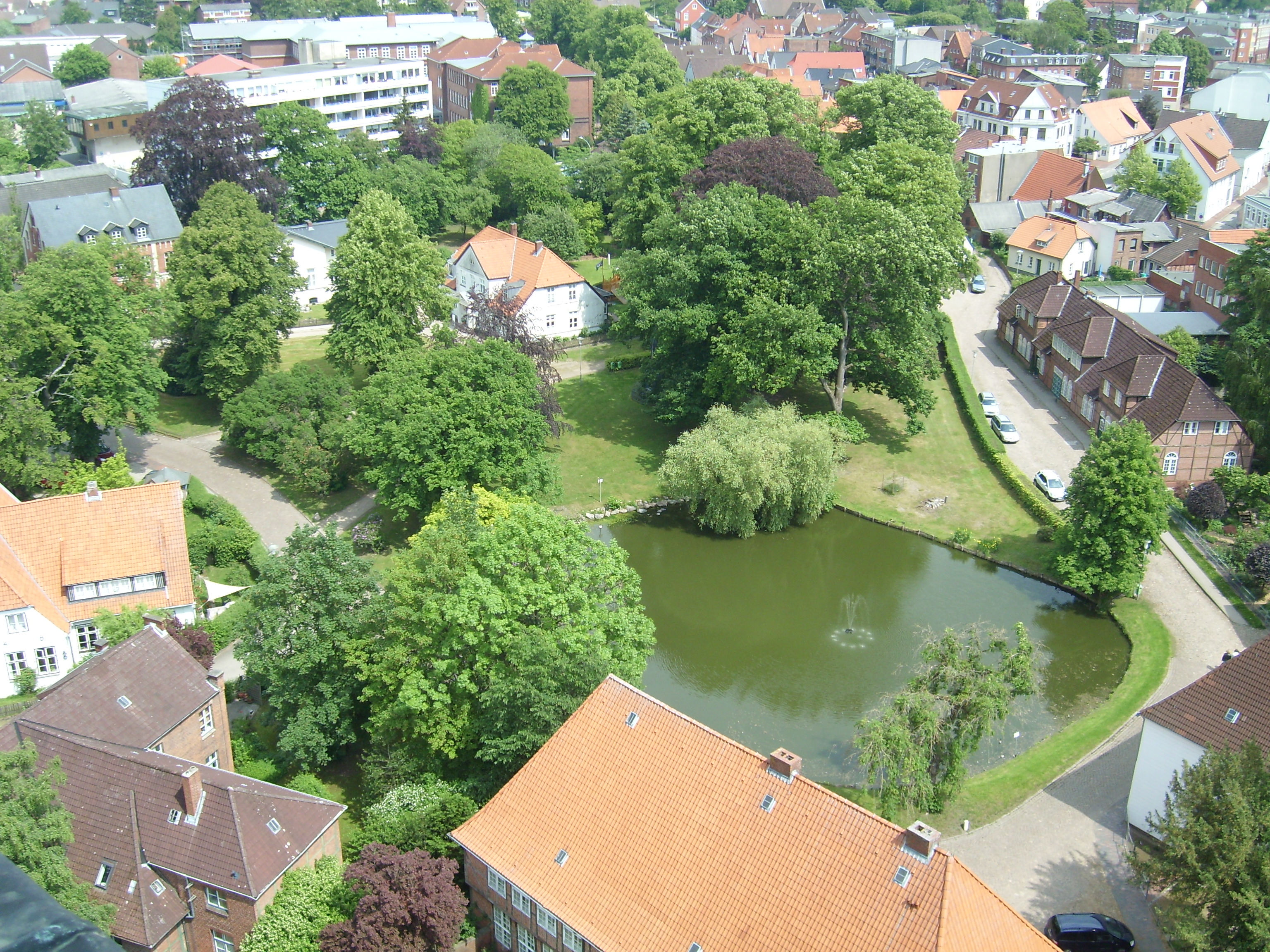
Klosterhof
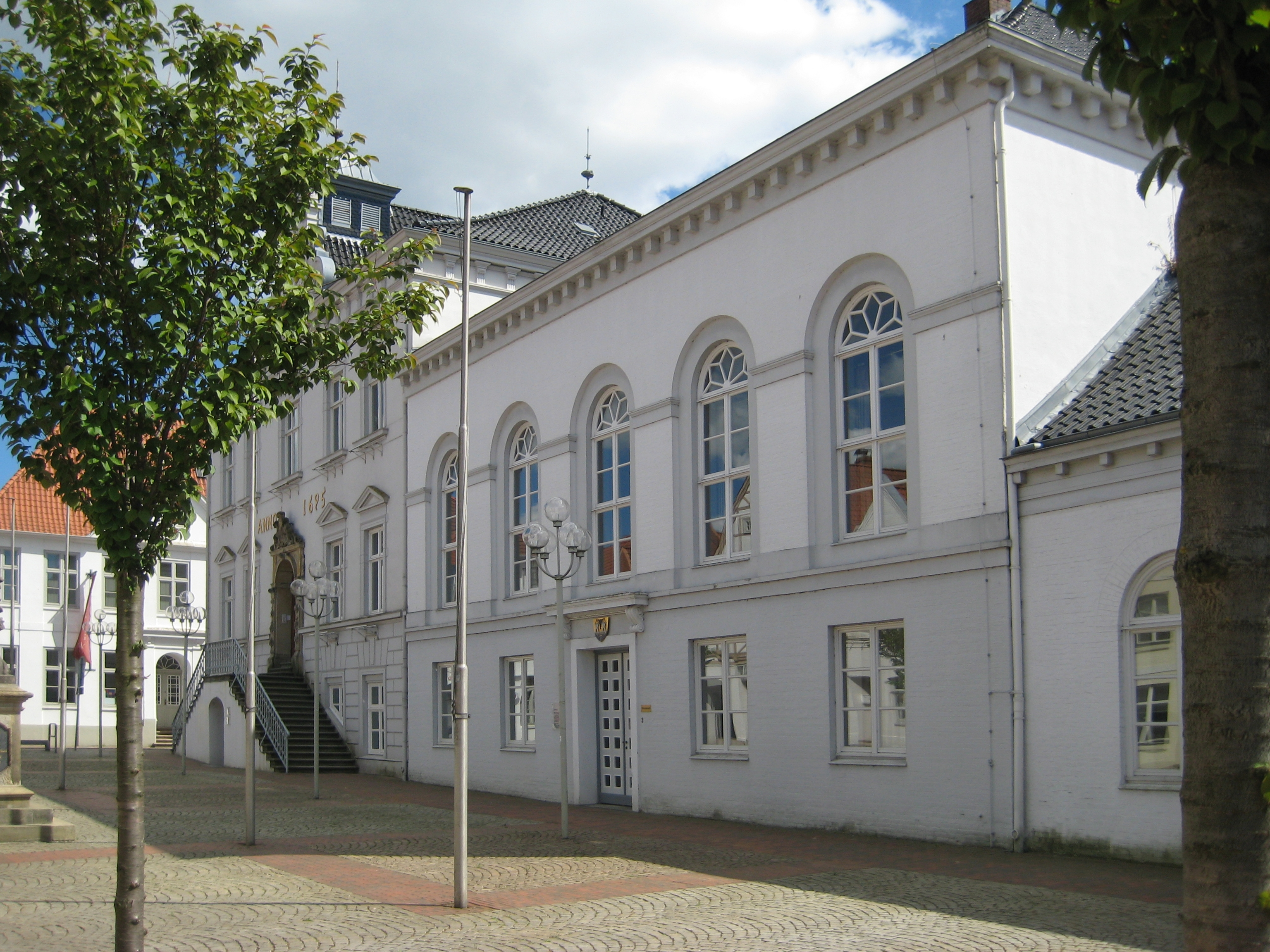
Sitz der Holsteinischen Ständeversammlung
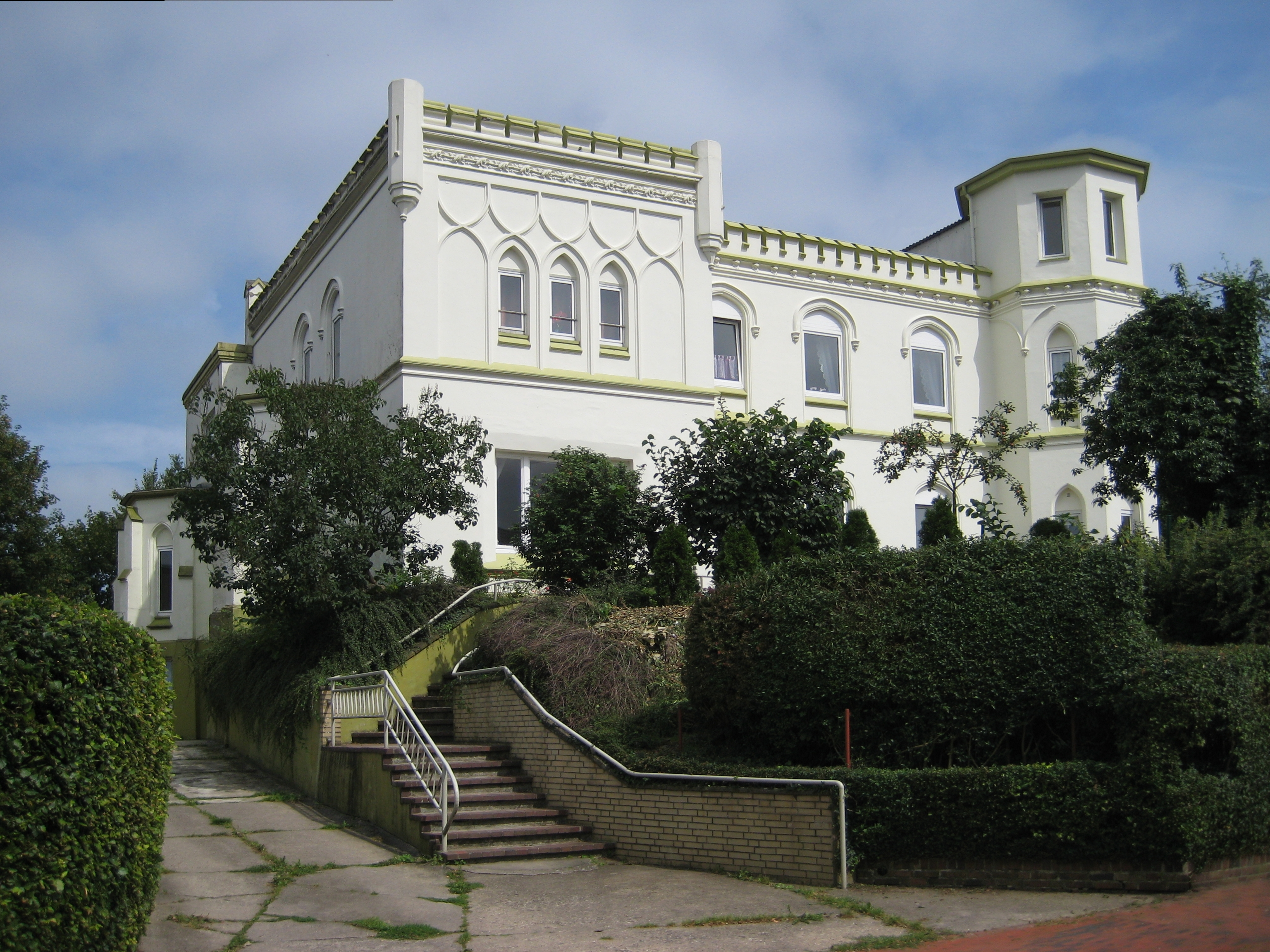
Wesselburg
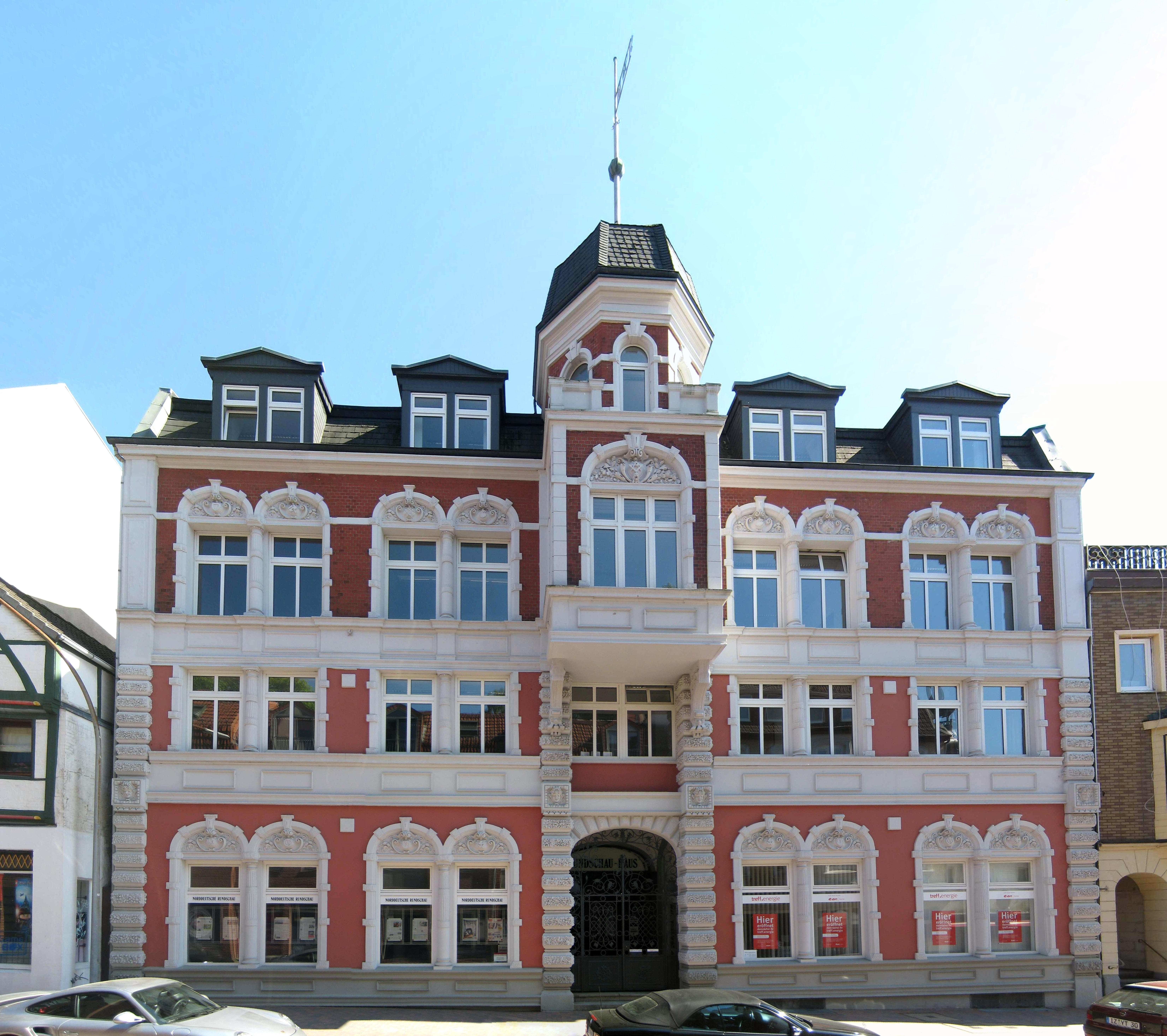
Sandberg
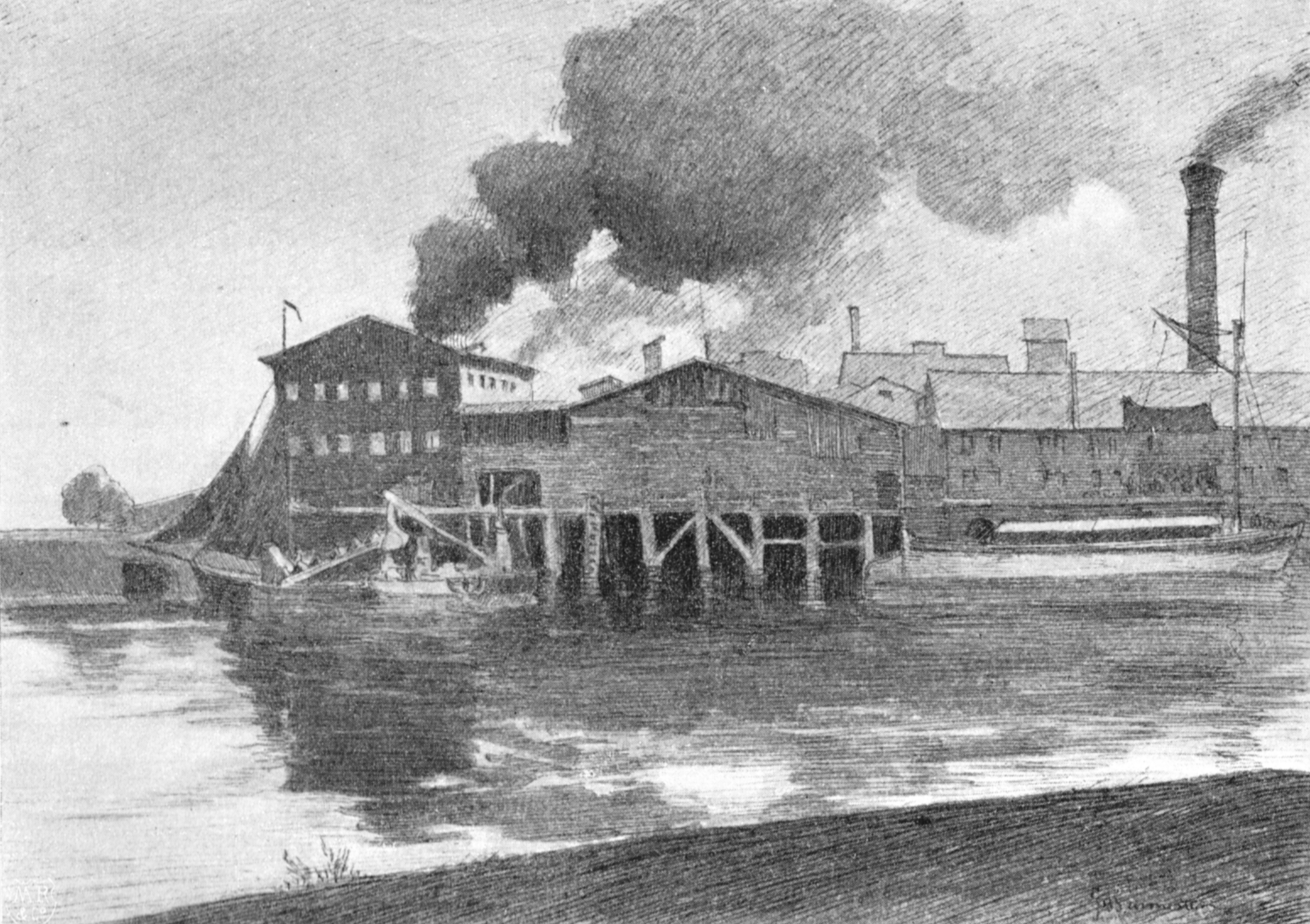
Ehemalige Zementfabrik Alsen um 1895
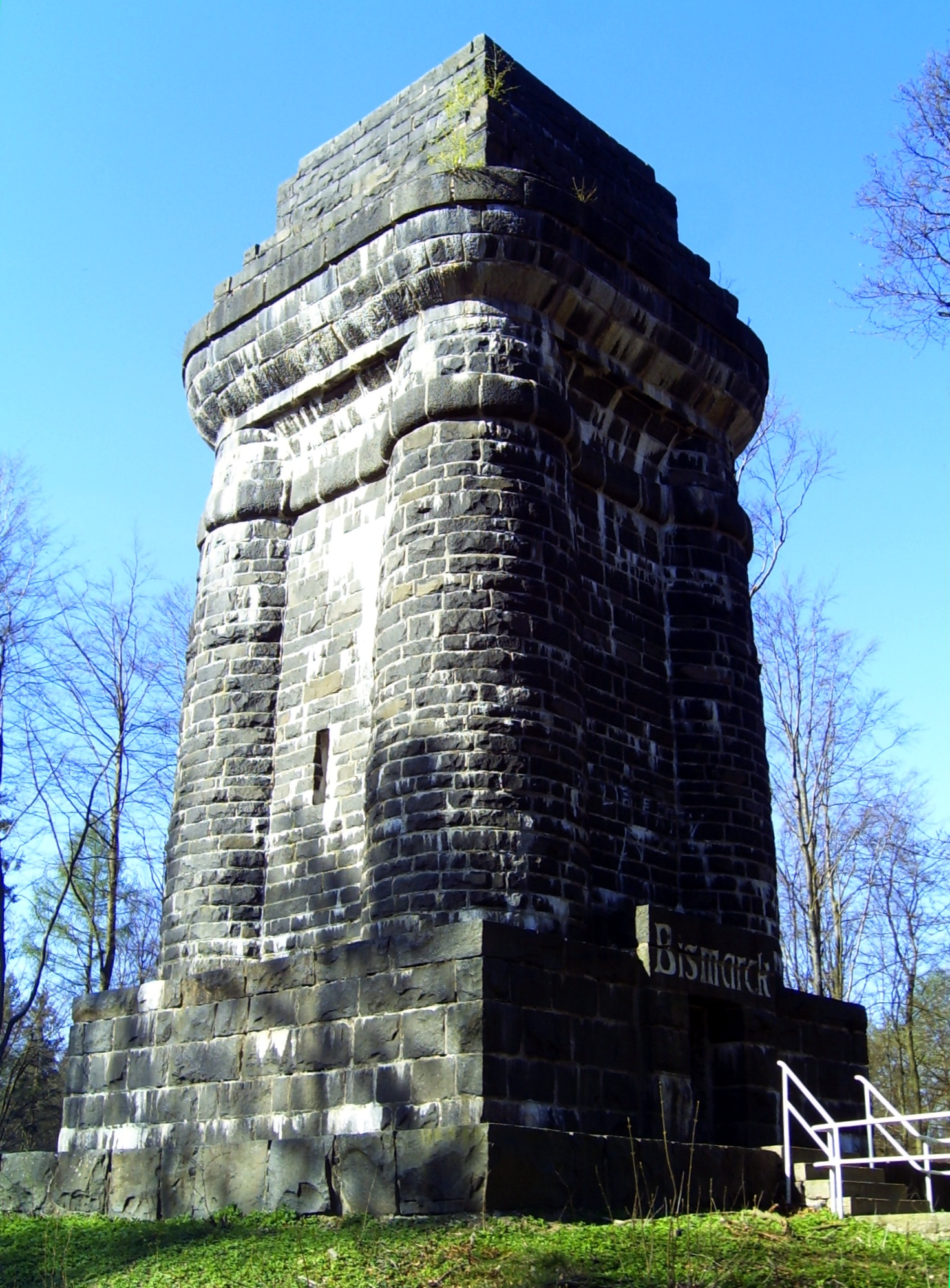
Bismarckturm zu Itzehoe

### Freizeit
- Itzehoer Schwimmzentrum (Hallen- und Freibad)
- Itzehoer Konzertchor e. V.
- CineMotion (Kino)
- Stör (Kanu- und Ruderrevier)
- Haus der Heimat
- Kulturhof
- Waldlehrpfade
- Rad- und Reitregion
- Stadtbibliothek
- Haus der Jugend / HDJ (Jugendtreff unter Aufsicht/Betreuung Erwachsener)
- Computerclub Itzehoe e. V.
- Sechs ausgeschilderte Wanderwege rund um Itzehoe[53]

### Sport
- Itzehoer SV
- Itzehoer Störlauf
- Sportanglerverein (SAV) und Umgegend e. V.
Der Verein hat in Itzehoe mehrere Gewässer in Pacht: Als Angelgewässer Kleine und Große Tonkuhle, Edendorfer Tonkuhle sowie einen Teil der Stör und als Aufzuchtgewässer den Malzmüllerwiesenteich.
- Itzehoer Tennisverein e. V.
- Itzehoe Eagles Basketball e. V. (2. Basketball-Bundesliga Pro B)
- Itzehoer Kanu Club e. V.
- Itzehoer Ruderclub von 1966 e. V.[54]
- Itzehoer Wasser-Wanderer e. V.[55]
- Seglervereinigung Itzehoe e. V.
- Sport-Club Itzehoe
- Tauchclub Actinia e. V.
- Itzehoer Hockey-Club e. V.
 Sparten: Hockey, Tennis und Bogensport
- SV Wellenkamp Itzehoe e. V.
- Verein Itzehoer Sportkegler e. V.
- Box-Club Itzehoe von 1950 e. V.

## Natur

### Wälder
In und um Itzehoe befinden sich verschiedene Wälder. Im Nordosten sind dies der Itzehoer Klosterforst (Waldeigentum des Klosters Itzehoe), das Lübsche Gehölz (Waldeigentum der Stadt Itzehoe) sowie der Kreisforst Schmabek (Waldeigentum des Kreises Steinburg). Von städtischer Bebauung umgeben sind das zum Klosterforst gehörige Vorderholz und der früher mit diesem in Verbindung stehende Lehmwohld sowie der einst ebenso mit den Waldflächen in Verbindung stehende Hackstruck (alle drei ebenfalls Waldeigentum des Klosters). Letzterer soll zugunsten einer erneuten Erweiterung des Klinikums Itzehoe weiter gerodet werden. An der Nordwestgrenze Itzehoes schließt das Heiligenstedtener Holz (Privatwaldeigentum der Familie Wiese) an; an der Ostgrenze der Breitenburger Wald (Privatwaldeigentum der Familie Rantzau). Im Süden auf der links der Stör gelegenen Münsterdorfer Geestinsel grenzt Itzehoe an Wälder an, in denen auch die Nordoer Binnendünen und Erdfälle wie die Knickenkuhle liegen.

### Schutzgebiete
Als Landschaftsschutzgebiet geschützt sind unter anderem die Twiedtberge mit Umgebung, der Stormsteich mit näherer Umgebung, die Waldflächen Vorderholz, Lehmwohld und Hackstruck sowie des teilweise in Itzehoe gelegenen Heiligenstedtener Holzes. Naturschutzgebiete bestehen in Itzehoe bislang nicht. Seit einigen Jahren wird jedoch eine entsprechende Ausweisung des Stormsteiches und seiner Umgebung angedacht. Die Wasserfläche der Stör und ein schmaler Uferstreifen im Gemeindegebiet sind Teil des europäischen NATURA 2000-Schutzgebietes FFH-Gebiet Schleswig-Holsteinisches Elbästuar und angrenzende Flächen.

### Naturerlebnisraum
Am östlichen Rand des Vorderholzes des Klosterforstes befindet sich der Naturerlebnisraum Itzequelle.

### Bürgerentscheid vom 17. März 2019
Am 17. März 2019 gab es in Itzehoe einen Bürgerentscheid über die Frage, ob ein ehemaliges Kleingartengelände (Lage) als Baugebiet oder als „naturnaher Landschaftsraum mit Streuobstwiese“ ausgewiesen werden sollte. Die Gegner des Baugebietes gewannen den Bürgerentscheid.

## Wirtschaft und Infrastruktur

Weitere Infrastruktureinrichtungen
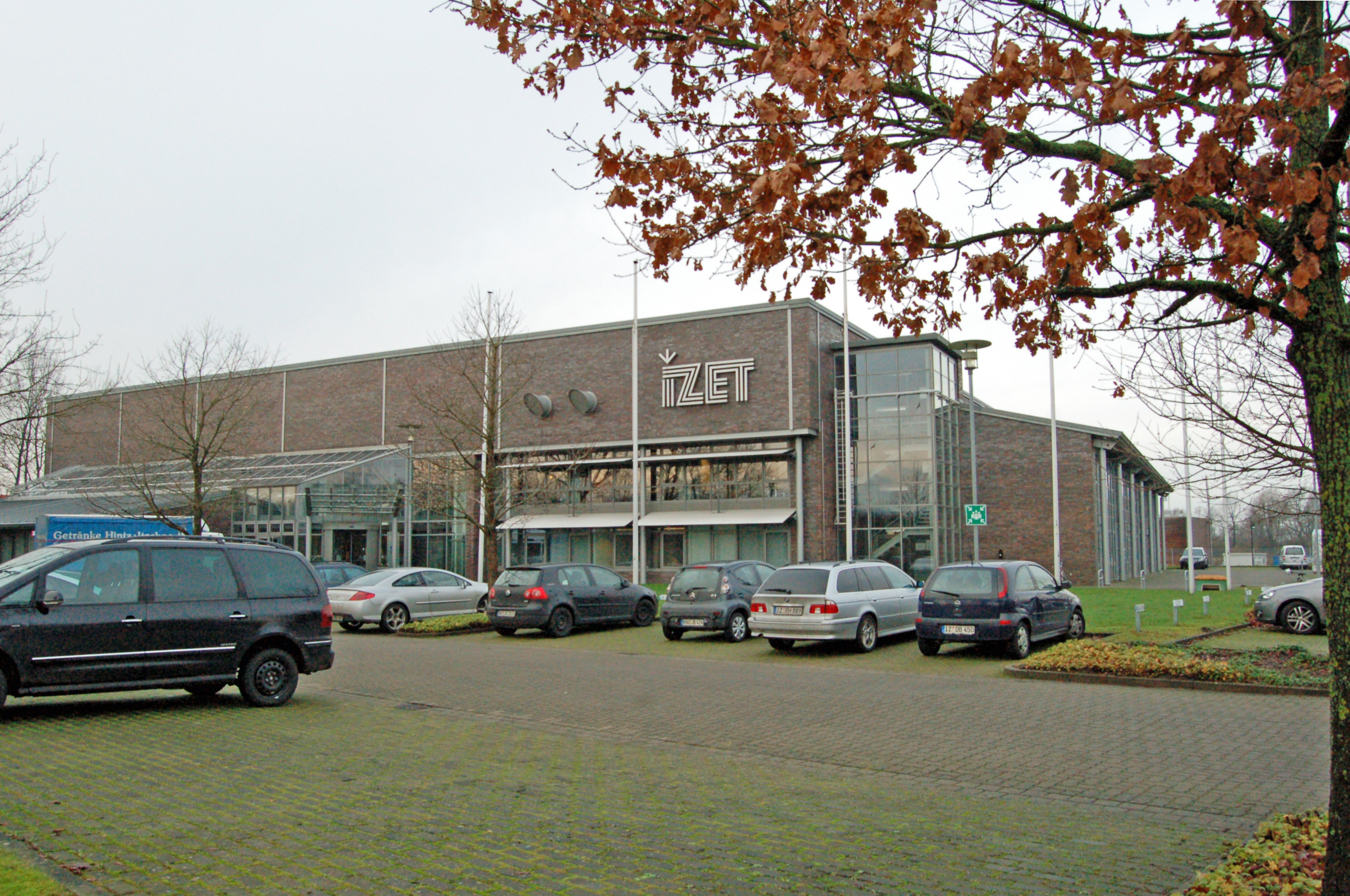
Hauptgebäude des Innovationszentrums Itzehoe (IZET)
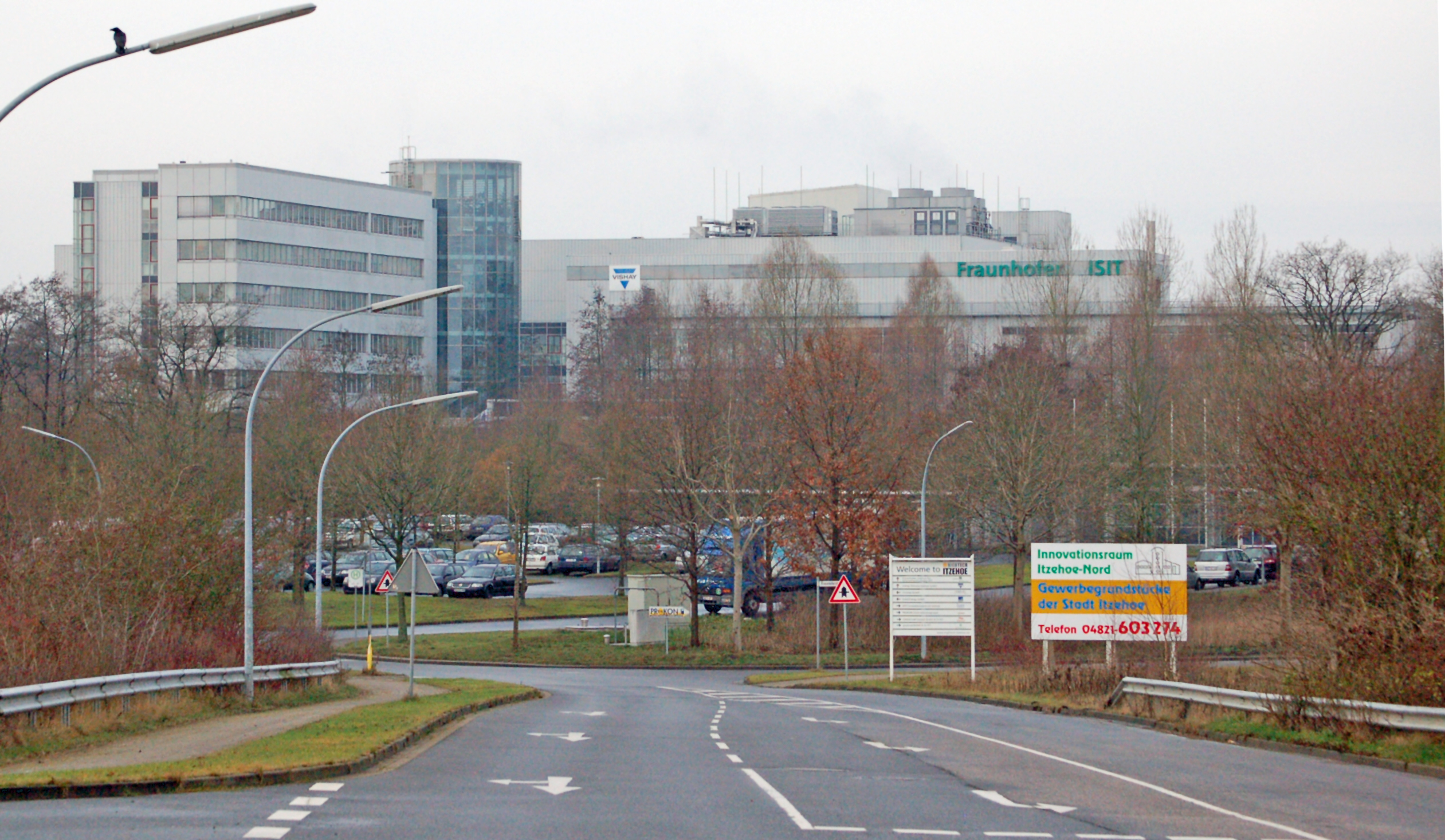
Hauptgebäude des Fraunhofer-Instituts für Siliziumtechnologie (ISIT)
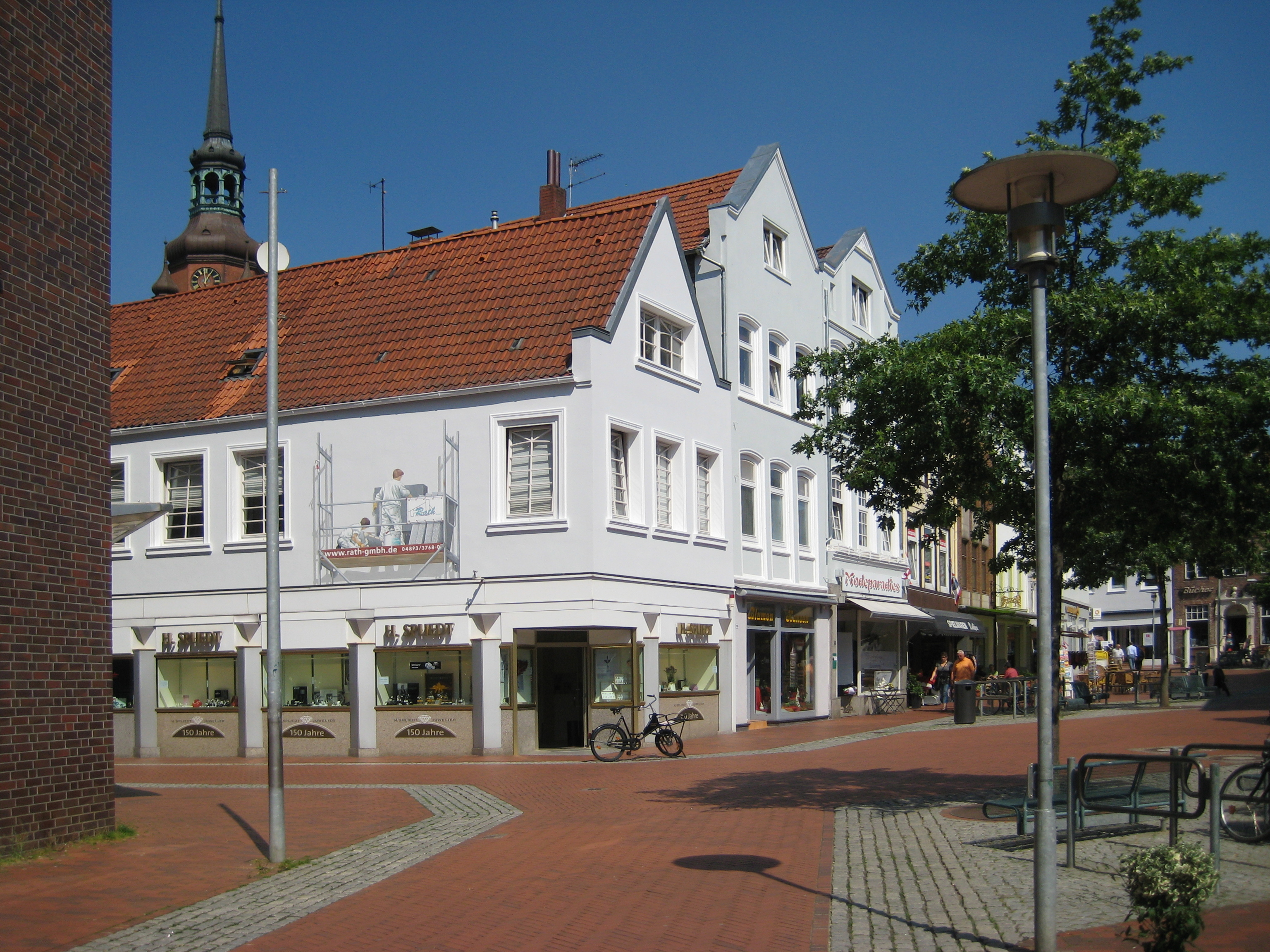
Blick in die Fußgängerzone
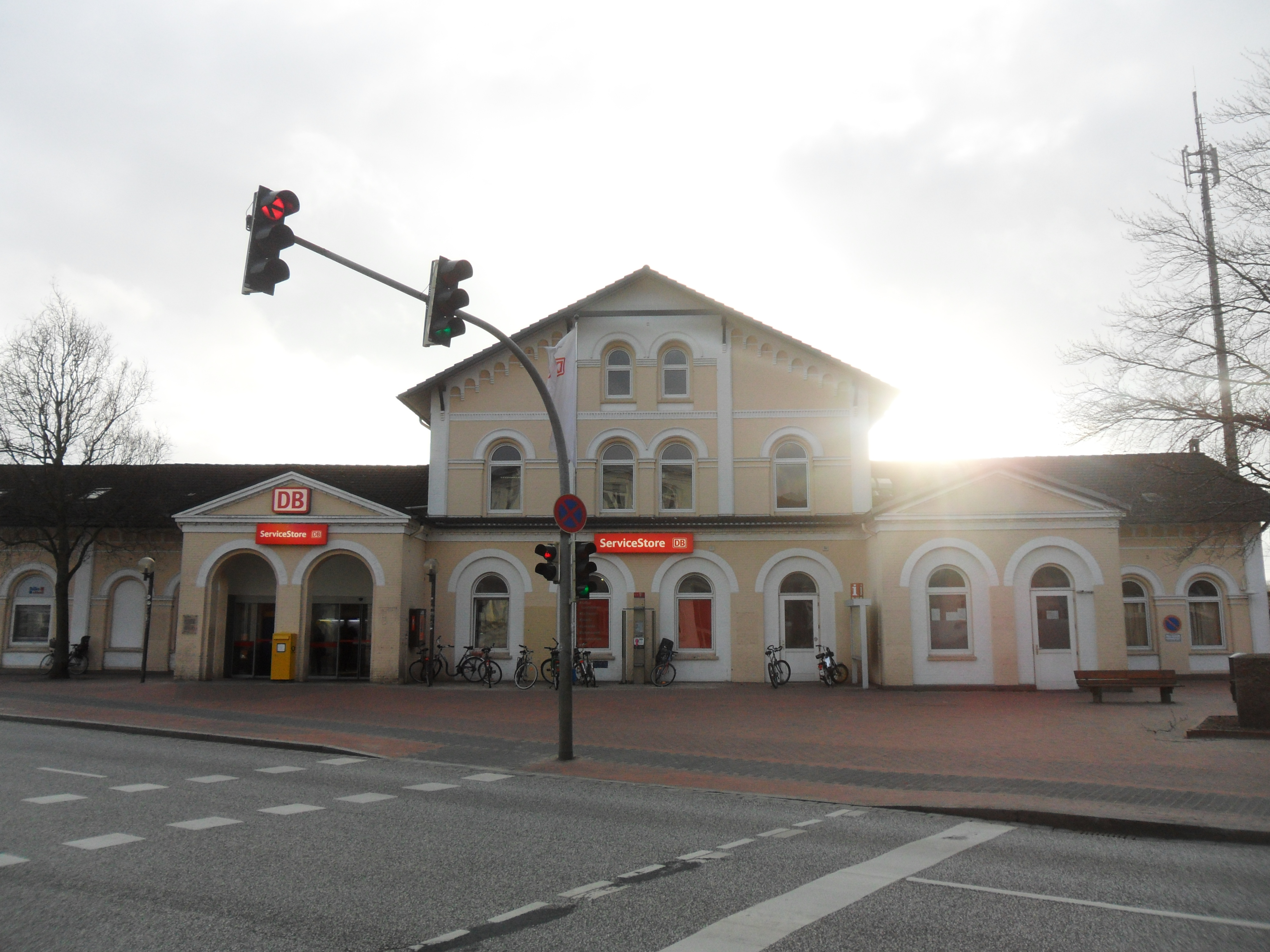
Empfangsbereich des Bahnhofs Itzehoe
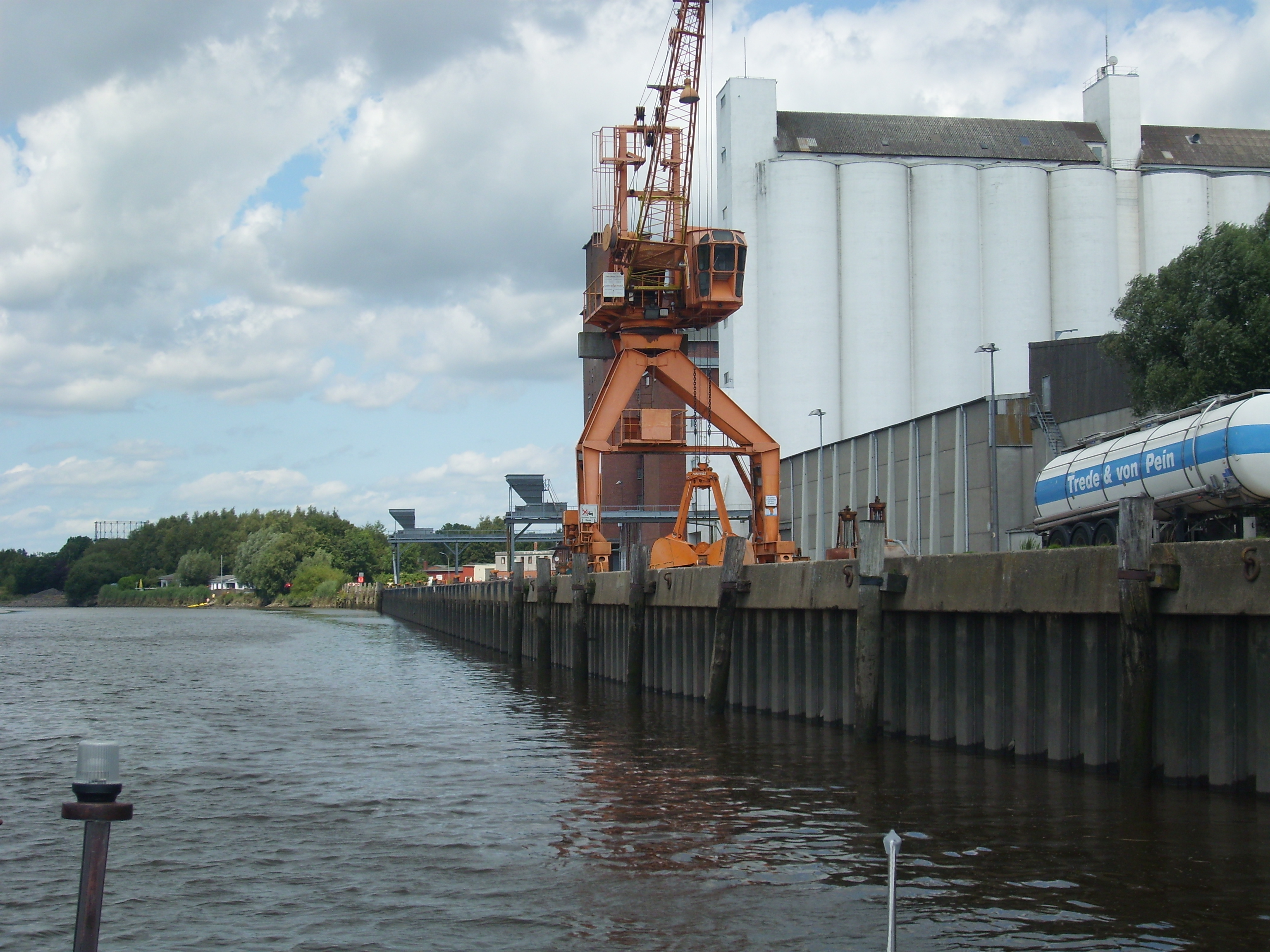
Stadthafen Itzehoe

### Ehemalige wirtschaftliche Situation
Bis in die ersten Jahrzehnte nach dem Zweiten Weltkrieg war die Wirtschaft von Itzehoe durch die Zementwerke und den Binnenhafen sowie die ehemalige Funktion als Garnisonsstadt geprägt. Bodenschätze wie etwa Ton, Sand und Kies sind weitestgehend ausgebeutet (Große Tonkuhle, Kleine Tonkuhle, Edendorfer Tonkuhle, Kochsche Sand- und Kieskuhlen). Heute kennzeichnen Industrie-Ruinen, zum Beispiel der Planet Alsen, das ehemalige Industriegebiet. Das Gelände wird jedoch derzeit saniert, dort sollen Wohn- und Gewerbegebiete direkt an der Stör entstehen.

### Heutige wirtschaftliche Struktur
Itzehoe bildete im Jahr 2007 gemäß einer Studie der Universität Köln das beste Klima für Firmengründungen in ganz Deutschland.
Das Fraunhofer-Institut für Siliziumtechnologie (ISIT) und die Gesellschaft für Technologieförderung Itzehoe mbH (IZET Innovationszentrum Itzehoe) bilden einen der wichtigen Wirtschaftsfaktoren der gesamten Region. Hiermit verbunden haben sich mehrere High-Tech-Firmen in und um Itzehoe angesiedelt.
Itzehoe entwickelte sich zudem zu einer zentralen Einkaufsstadt an der schleswig-holsteinischen Westküste zwischen Elmshorn und Husum. Eine lange Fußgängerzone erstreckt sich zwischen dem Dithmarscher Platz und der „Langen Brücke“ über ca. einen Kilometer. Viele kleinere und größere Fachhändler, Dienstleister und Gastronomen sind dort ansässig, jedoch liegt die Leerstandsquote mittlerweile bei etwa 20 %. Diese Entwicklung wird teilweise auch auf den Verlust des Hertie-Warenhauses im Jahr 2009 zurückgeführt, das zusammen mit dem großen Einkaufszentrum „Holstein-Center“ als „Kraftpol“ der Fußgängerzone wirkte. Bei den Malzmüllerwiesen findet ferner zweimal wöchentlich ein Wochenmarkt statt. Diverse Gewerbegebiete im Stadtrand bieten umfangreiche weitere Sortimente an wie z. B. zwei Baumärkte, ein großer Elektrohändler und mehrere Supermärkte.
Die zahlreichen Alten- und Pflegeheime sowie das Klinikum Itzehoe sind inzwischen ebenfalls zu wichtigen Arbeitgebern geworden. Zu den größten Unternehmen der Stadt gehören heute die Itzehoer Versicherungen sowie die Pumpenfabrik Flowserve SIHI. Die Alliance Healthcare Deutschland (ehemals Andreae-Noris Zahn / ANZAG), der Zementhersteller Holcim sowie Werke des Pharmaherstellers Pohl-Boskamp haben Standorte in der Nähe der Stadt.
Einer der größten Arbeitgeber, die Tiefdruckerei Prinovis der Medienkonzerne Arvato, Gruner + Jahr und Axel Springer, hat ihren Betrieb zum April 2014 eingestellt.

### Wasserversorgung
Die Trinkwasserversorgung Itzehoes wird durch die Brunnenanlagen der Wasserwerke Tonkuhle und Twietberge sichergestellt, die beide von der Stadtwerke Itzehoe GmbH betrieben werden. 2004 wurden rund 2.100.000 m³ Wasser abgegeben.

### Medizinische Versorgung
Der Kreis Steinburg verfügt über ein Medizinisches Zentrum, vier Fachkliniken, 42 Pflegeeinrichtungen, 164 Ärzte, 65 Zahnärzte sowie 34 Tierärzte, davon sind viele in Itzehoe ansässig (Stand 2015).

### Verkehr

#### Straßenverkehr
Itzehoe ist durch die A 23 an das Bundesautobahnnetz angeschlossen mit den 3 Autobahnaus- und Auffahrten Itzehoe-Nord, Itzehoe-Mitte sowie Itzehoe-Süd.
Die B 5 verbindet zudem Brunsbüttel und Wilster mit Itzehoe und die B 77 führt in Richtung Schleswig und Rendsburg. Außerdem schafft die B 206 Verbindungen Richtung Osten nach Hohenlockstedt, Kellinghusen, Bad Segeberg und Lübeck.
Hamburg erreicht man in 50 km/35 Minuten, Kiel in 80 km/60 Minuten und Heide in 48 km/30 Minuten.

#### Fahrradverkehr
Der Fahrradverkehr hatte bei der letzten Messung im Jahr 2011 einen Anteil von 13 Prozent am Verkehr in Itzehoe. Der 2014 von der Stadt beschlossene Masterplan zielt auf eine Steigerung der Fahrradverkehrs bis 2025 auf 20 Prozent und eine Reduzierung der Umweltbelastung ab und sieht als Maßnahmen die Schaffung durchgängiger Fahrradachsen von der Peripherie in das Zentrum Itzehoes, die Verbesserung des Wegesystems, die Vervollständigung des Abstellsystems und ein gezieltes Marketing vor.
Itzehoe ist auch an einige touristische Fernradwege angeschlossen, unter anderem an den Ochsenweg und den Mönchsweg.

#### Schienenverkehr
Der Bahnhof Itzehoe liegt an der Bahnstrecke Elmshorn–Westerland (Marschbahn), die bis Itzehoe elektrifiziert ist. Im Nahverkehr bedienen den Bahnhof Züge der Nordbahn und der DB Regio. Hamburg Hauptbahnhof ist ohne Umstieg in ca. 1 Stunde zu erreichen und der Bahnhof Hamburg-Altona ohne Umstieg in ca. 43 min. Itzehoe ist seit dem 1. Januar 2022 Teil des Hamburger Verkehrsverbundes.
Vom Bahnhof werden die folgenden Bahnverbindungen angeboten:
- RB 61 Itzehoe – Hamburg Hbf (Fahrzeit ca. 1 h)
- RB 62 Itzehoe – Heide (Holst) (Fahrzeit ca. 41 min)
- RB 71 Hamburg-Altona – Itzehoe (Fahrzeit ca. 53 min) (verkehrt nur in der HVZ)
- RE 6 Westerland – Hamburg-Altona (Fahrzeit Itzehoe – Hamburg ca. 43 min)

Darüber hinaus halten unter anderem folgende Intercity-Züge der Deutschen Bahn AG in Itzehoe:
- IC 2074 Berlin Südkreuz – Westerland (Sylt)
- IC 2075 Westerland (Sylt) – Berlin Hbf
- IC 2214 Köln Hbf – Westerland (Sylt)
- IC 2215 Westerland (Sylt) – Köln Hbf
- IC 2310 Köln Hbf – Westerland (Sylt)
- IC 2311 Westerland (Sylt) – Köln Hbf
- IC 2374 Karlsruhe Hbf – Westerland (Sylt)
- IC 2375 Westerland (Sylt) – Karlsruhe Hbf

Der Verkehr auf dem Itzehoer Streckenabschnitt der Bahnstrecke Itzehoe–Wrist wurde Ende 1994 eingestellt.
Es wird langfristig beabsichtigt, die Marschbahn zwischen Itzehoe und Elmshorn mit einer Abkürzung zu versehen, da momentan ein Bogen über Glückstadt weiter südwestlich gefahren werden muss. Das Bauvorhaben soll 10 Minuten Fahrzeit auf der Strecke sparen.

#### Seeverkehr
Itzehoe liegt an der Bundeswasserstraße Stör mit direktem Zugang zur Elbe und besitzt einen eigenen Stadthafen mit einer Kailänge von heute 450 m. Früher fuhren von hier u. a. Walfänger nach Grönland.

#### Nahverkehr
Innerhalb des Stadtgebiets gibt es ein Busnetz. Einzelne Linie verbinden die Stadt mit dem Umland. Der Zentrale Omnibusbahnhof befindet zentrumsnah am Stadttheater.

### Öffentliche Einrichtungen

#### Justiz

Gerichtsgebäude
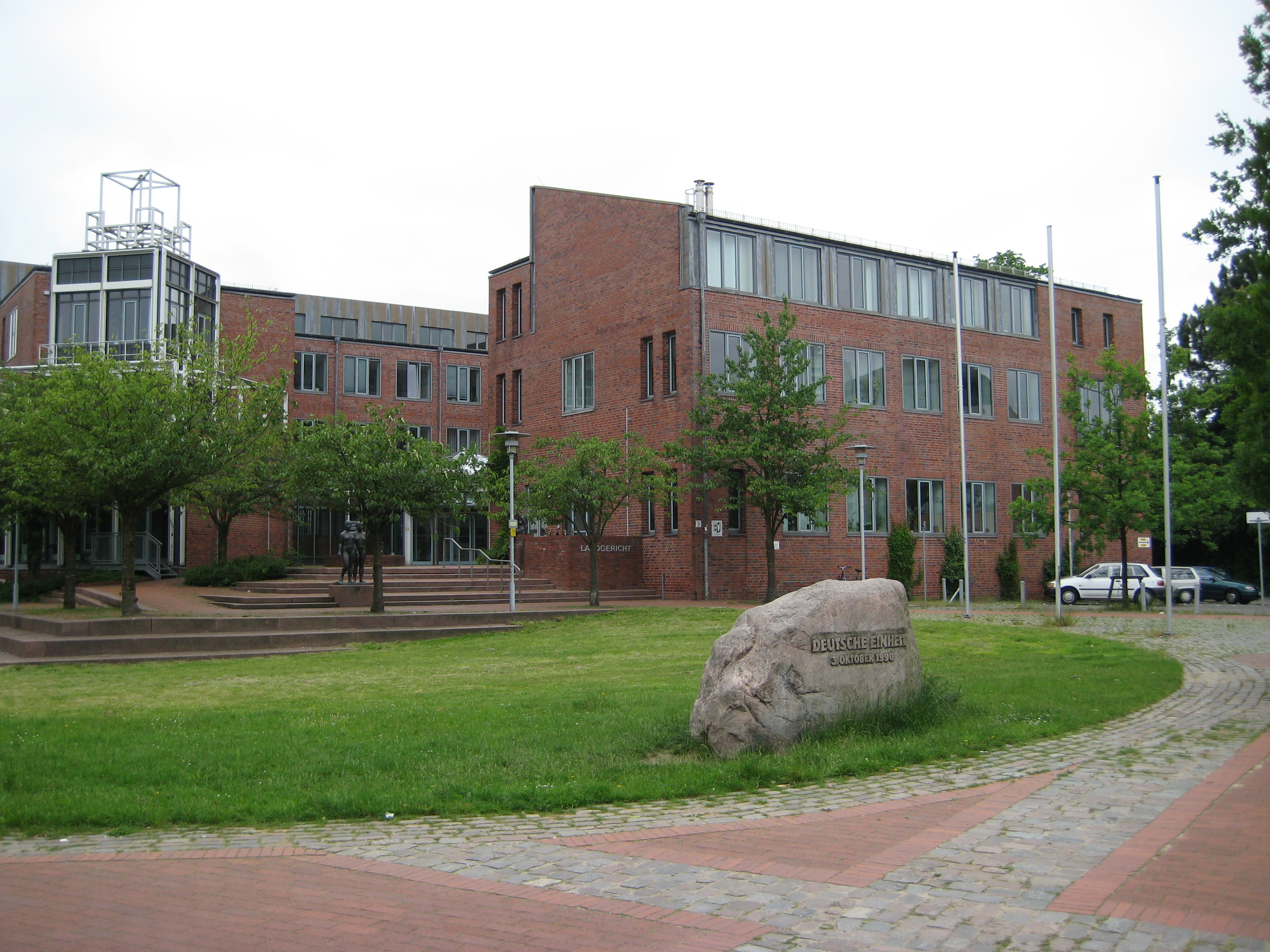
Landgericht Itzehoe
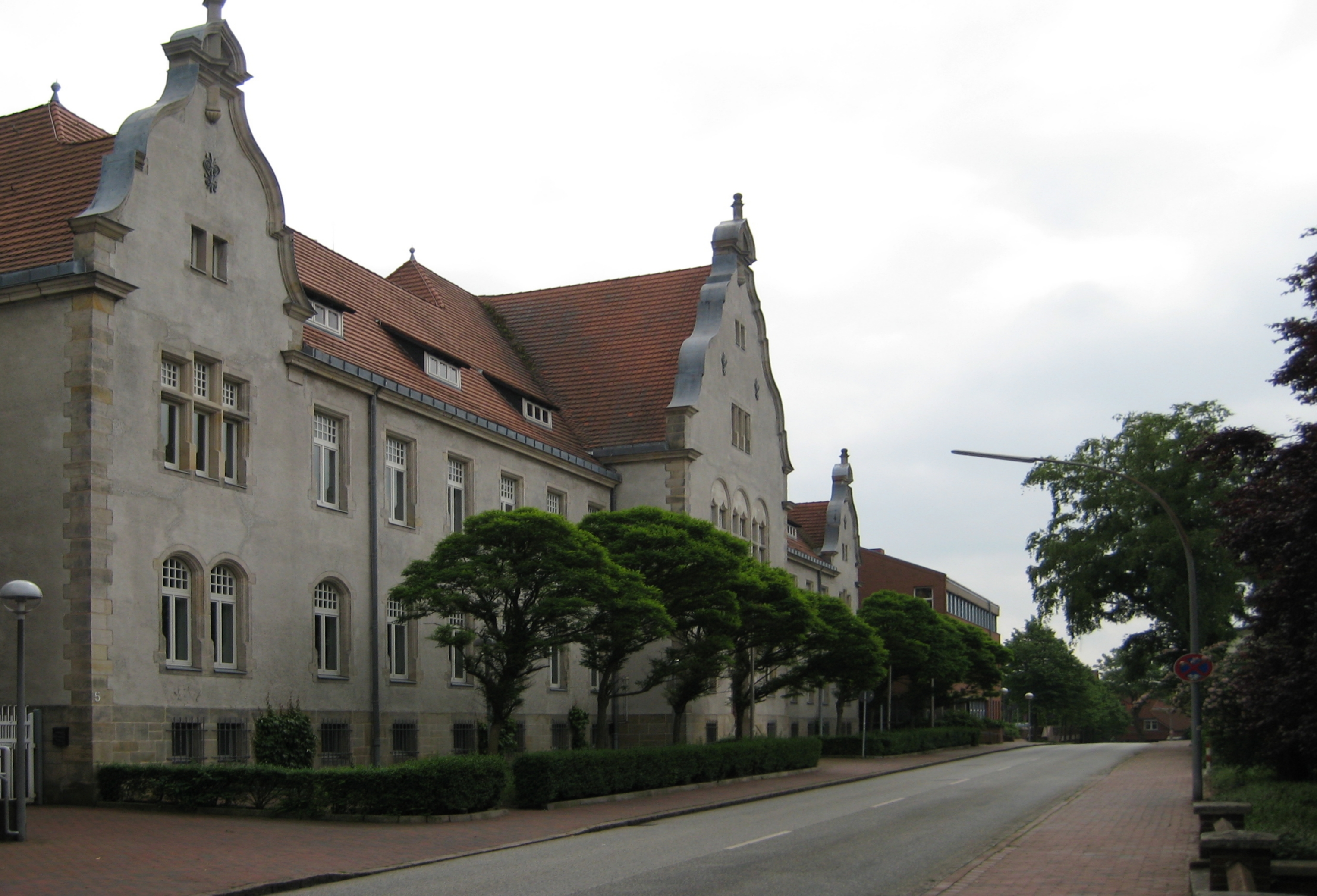
Amtsgericht Itzehoe
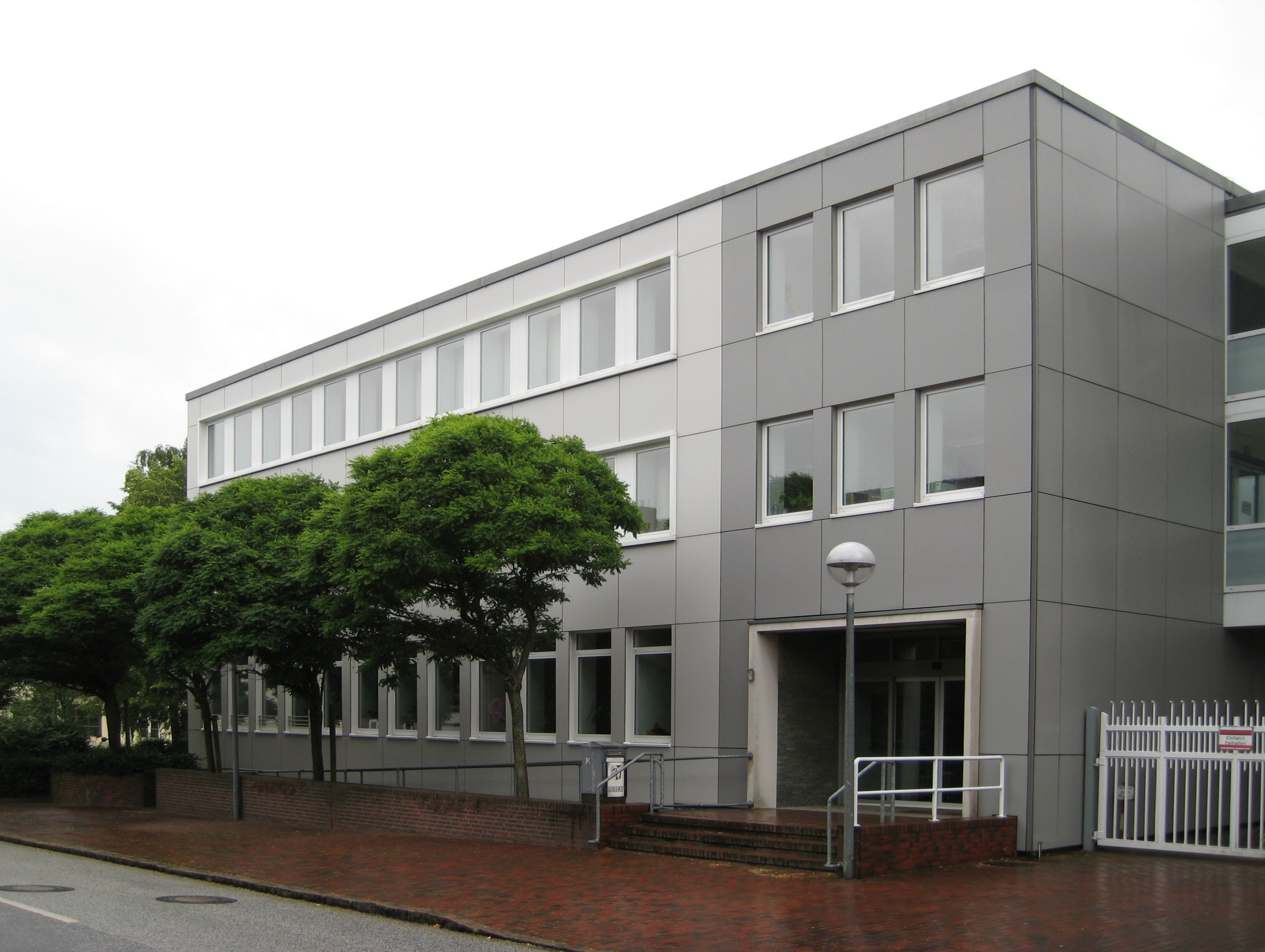
ehem. Sozialgericht Bergstraße Itzehoe

In Itzehoe haben mehrere Justizbehörden ihren Sitz. Hierzu zählen Amtsgericht Itzehoe, Landgericht Itzehoe und die Staatsanwaltschaft beim Landgericht sowie das Sozialgericht Itzehoe.
Die Justizvollzugsanstalt Itzehoe ist zudem die älteste und kleinste Justizvollzugsanstalt Schleswig-Holsteins.

#### Schulen
Itzehoe verfügt über alle in Schleswig-Holstein üblichen Formen schulischer Bildung. Neben 14 Kindergärten sind folgende allgemeinbildende Schulen vorhanden:
(Schülerzahlen aus dem Schuljahr 2020/2021)
- Förderzentren (FöZ)
  - FöZ Pestalozzi-Schule (FöZ Lernen), Schulstraße, 8 Schüler in 1 Klasse, 238 Betreute
  - FöZ Steinburg-Schule (FöZ Geistige Entwicklung), Einhardstraße, 162 Schüler in 17 Klassen, 3 Betreute

- Grundschulen (GS)
  - GS Edendorf, Obere Dorfstraße, 236 Schüler in 10 Klassen
  - GS Sude-West, Ansgarstraße, 176 Schüler in 8 Klassen
  - GS Wellenkamp, Kamper Weg, 212 Schüler in 10 Klassen
  - GS an der Schäferkoppel (ehem. Ernst-Moritz-Arndt-Schule)[73], Schäferkoppel, 232 Schüler in 10 Klassen
  - Fehrs-Schule, Fehrsstraße, 345 Schüler in 16 Klassen
  - Julianka-Schule, Julianka, 134 Schüler in 7 Klassen

- Gemeinschaftsschulen (GemS)
  - GemS am Lehmwohld, Am Lehmwohld, 547 Schüler in 22 Klassen
  - Klosterhof-Gemeinschaftsschule, Hinter dem Klosterhof, 436 Schüler in 17 Klassen
  - Wolfgang-Borchert-Schule (RegS und GemS), Gorch-Fock-Straße, 604 Schüler in 26 Klassen

- Freie Waldorfschule (Grund- und Gemeinschaftsschule mit Oberstufe und FöZ-Anteil), Am Kählerhof, 361 Schüler in 13 Klassen, 17 Betreute

- Gymnasien
  - Auguste Viktoria-Schule, Große Paaschburg, 903 Schüler in 37 Klassen
  - Kaiser-Karl-Schule, Hinter dem Sandberg, 799 Schüler in 34 Klassen
  - Sophie-Scholl-Gymnasium, Am Lehmwohld, 659 Schüler in 30 Klassen

- Ehemalige Schulen
  - Gemeinschaftsschule Lübscher Kamp (Schließung am Ende des Schuljahres 2016/2017)
  - Handelslehranstalt Neumann, Sandberg, (1954–2019)

Die Grundschule Sude-West unterhält eine Schulfreundschaft zur Deutschen Schule in Brunde (Rothenkrug) in Nordschleswig. Diese geht auf die 50er Jahre zurück, als die städtischen Gymnasien (AVS und KKS) Gelder für die dortige Schule sammelten.
Weiterhin gibt es noch das regionale Berufsbildungszentrum des Kreises Steinburg (Juliengardeweg, 3413 Schüler in 198 Klassen), mehrere private Bildungseinrichtungen wie den Kulturhof Itzehoe und die Volkshochschule im Georg-Löck-Haus. Benannt wurde sie nach Georg Löck (1782–1858), einem politischen Reformer und Liberalen, dem vor dem alten Rathaus ein Denkmal gesetzt wurde.

#### Kirchen und kirchliche Einrichtungen
- evangelisch-lutherisch
  - St. Ansgar, Wilhelmstraße
  - Dietrich-Bonhoeffer-Gemeinde, Schauenburgstraße
  - St. Jacobi, Viertkoppel
  - St. Jürgen, St. Jürgen-Straße
  - St. Laurentii, Kirchenstraße
  - St. Michaelis, Struvestraße
  - St. Thomas, Albert-Schweitzer-Ring
  - Gemeinschaft in der evangelischen Kirche, Hinter dem Klosterhof

- evangelisch-freikirchlich
  - Evangelisch-Freikirchliche Gemeinde (GfC Gemeinde für Christus), Sandkuhle
  - Gemeinde am Sandberg, Sandberg

- römisch-katholisch
  - Kirche Christus König, Pfarrei St. Ansgar, Hindenburgstraße

- Sonstige Glaubensgemeinschaften
  - Neuapostolische Kirche, Liliencronstraße
  - Adventgemeinde, Sieben-Tage-Adventisten, Allensteiner Weg
  - Ulu Camii, türkische Gemeinde, Wilhelm-Biel-Straße 7a

- Kindertagesstätten
  - ev.-luth. KiTa Edendorf, Albert-Schweitzer-Ring
  - ev.-luth. KiTa Fehrsstraße
  - ev.-luth. KiTa Juliengardeweg
  - ev.-luth. KiTa Tegelhörn, Viertkoppel
  - ev.-luth. KiTa Wellenkamp, Sanddeich
  - röm.-kath. KiTa St. Ansgar, Coriansberg

- Friedhöfe
  - Friedhof Brunnenstraße
  - Waldfriedhof Sandberg

## Persönlichkeiten

### Söhne und Töchter der Stadt
In alphabetischer Reihenfolge
- Bruno Adler (1896–1954), Bischof der Deutschen Christen
- Peter Heinrich Althöfer (1775–1841), Pastor und Hauptprediger in Nortorf
- Helga Anton (1923–2007), Schriftstellerin
- Karl Armbrust (1867–1928), Maler
- Oswald Beling (1625–1646), Offizier, Vergil-Übersetzer
- Hans Heinrich Berg (1889–1968), Internist und Gastroenterologe
- Else Berkmann (1904–2001), Politikerin (SPD), Mitglied des Landtags (Baden-Württemberg)
- Olaf Berner (* 1949), Lehrer und Handballspieler
- Udo Bielenberg (* 1938), Bauingenieur und niederdeutscher Autor
- Antje Blumenthal (* 1947), Politikerin (CDU), Mitglied des Bundestags
- Hans Bongers (1898–1981), 1. Vorstand Lufthansa AG
- Lea Boy (* 2000), Schwimmerin
- Johannes Brandes (1467–1531), römisch-katholischer Geistlicher, Domdekan in Lübeck
- Kim-Sarah Brandts (* 1983), Schauspielerin
- Walter Bröcker (1902–1992), Philosoph
- Cay von Brockdorff (1874–1946), Philosoph
- Wilhelm Bruhn (1876–1969), evangelischer Theologe, Pädagoge und Hochschullehrer
- Henry von Burt (1841–1906), preußischer Offizier
- Johann Dietrich Busch (1700–1753), Orgelbauer
- Johann Daniel Busch (1735–1787), Orgelbauer
- Josef Busch (1879–1956), Gärtner, Vorsitzender des Allgemeinen Deutschen Gärtnervereins
- Sven Butenschön (* 1976), Eishockeyspieler
- Caramelle (* 1988), R&B/Pop-Sängerin
- Jonathan Carlstedt (* 1990), Schachspieler, -trainer und -autor
- Lambert Daniel Carstens (1690–1744), Orgelbauer
- Kurt Claasen (1908–?), SS-Hauptsturmführer
- Bruno Claußen (1884–1945), Staatssekretär im Reichsarbeitsministerium
- Margot Claussen (1885–1968), Malerin
- Sylvia Convey (* 1948), lettisch-australische Künstlerin der Outsider Art
- Melchior von der Decken (1886–1953), Richter
- Doris Decker, eigentlich Doris Sünkenberg (* 1963), Saxophonistin, Sängerin und Textdichterin
- Rainer Dopp (* 1948), Politiker, Staatssekretär im Justizministerium (Mecklenburg-Vorpommern)
- Christian von Eggers (1758–1813), Jurist, Ober-Prokureur bei der Deutschen Kanzlei und Oberpräsident der Stadt Kiel
- Werner Fabricius (1633–1679), Organist und Komponist
- Jarnes Faust (* 2004), Handballspieler
- Rudolf Focke (1852–1918), Bibliothekar und Hochschullehrer in Posen
- Uta Fölster (* 1956), Präsidentin des Schleswig-Holsteinischen Oberlandesgerichtes
- Gerd Frähmcke (* 1950), Leichtathlet
- H. G. Francis (1936–2011), Schriftsteller
- Alfred Franzke (1896–nach 1950), Politiker (SPD), Mitglied des Landtags (Schleswig-Holstein)
- Max Frauböse (1892–1966), Politiker (CDU), Mitglied des Landtags (Schleswig-Holstein)
- Thomas Gerull (* 1962), Fechter, Gewinner der olympischen Silbermedaille
- Karen Gloy (* 1941), Philosophin
- Carl Julian von Graba (1799–1874), königlicher Justizrat und Färöer-Forscher
- Johann Wilhelm Heinrich Grabau (1809–1870), Mediziner und Autor
- Hans Otto Gravert (1928–2015), Tierzuchtwissenschaftler und Hochschullehrer.
- Kurt Gudewill (1911–1995), Musikwissenschaftler
- Erich Hagenah (1898–1984), Politiker (SPD), Mitglied des Landtags (Schleswig-Holstein)
- Heinrich Harrfeldt (1891–20. Jh.), Arzt und Abgeordneter des Provinziallandtages der Provinz Hessen-Nassau
- Toke Constantin Hebbeln (* 1978), Filmregisseur
- Johann Karl Heide (1897–1974), Politiker (SPD), Mitglied des Bundestags
- Mark Helfrich (* 1978), Politiker (CDU), MdB
- Helvig von Holstein (um 1257–zwischen 1324 und 1326), Königin von Schweden
- Cornelius Hölk (1869–1944), Professor für Didaktik
- Anja Jacobs (* 1974), Regisseurin
- Matthias Jarren (1872–1960), Maler
- Theodor Wilhelm Jeß (1839–1891), Theologe
- Ingeborg Kähler (* 1943), Kunsthistorikerin und Kuratorin
- Wolfgang Kähler (1903–1983), Flottillenadmiral
- Johann Adolph Kielmann von Kielmannsegg (1612–1676), Berater von Herzog Christian Albrecht von Schleswig-Holstein-Gottorf, Domherr zu Schleswig und Propst des St.-Johannis-Klosters
- Nicolaus Anton Johann Kirchhof (1725–1800), Senator der Freien und Hansestadt Hamburg
- Matthias Köhne (* 1966), Politiker (SPD), Bürgermeister des Berliner Bezirks Pankow
- Timm Kröger (* 1985), Filmregisseur, Drehbuchautor, Kameramann, Filmproduzent und Filmeditor
- Levin Kurio (* 1977), Comiczeichner
- Beata Lehmann (* 1965), Schauspielerin
- Wilhelm von Levetzau (1820–1888), preußischer Landrat Stormarns
- Lenny Liedtke (* 2004), Basketballspieler
- Volker Liepelt (* 1948), Politiker (CDU), Mitglied des Abgeordnetenhauses, Staatssekretär für Wirtschaft und Technologie (Berlin)
- Otto von Linstow (1842–1916), preußischer Sanitätsoffizier, Zoologe
- Denise Loop (* 1994), Politikerin (Bündnis 90/Die Grünen), MdB
- Braydon Manu (* 1997), deutsch-ghanaischer Fußballspieler
- Max Volkert Martens (* 1948), Schauspieler
- Erich Mauritius (1631–1691), Jurist
- Bernhard Mohrhagen (1814–1877), Kunstmaler
- Otto von Moltke (1847–1928), Politiker (Deutsche Reichspartei), Mitglied des Reichstags
- Heinrich (Henrik) Müller (1609–1692), Rentmeister, Finanz- und Geschäftsmann in dänischen Diensten
- Ludwig Müller (1729–1818), Maler und Vergolder
- Traute Müller (* 1950), Politiker (SPD), Mitglied der Hamburgischen Bürgerschaft
- Jan Oberndorff (* 1965), Schauspieler, Regisseur und Dozent
- Bernhard Oelreich (1626–1686), Theologe, Hofprediger des dänischen Königs, Superintendent von Bremen
- Heiger Ostertag (* 1953), Historiker
- Armin Pahlke (* 1951), Richter am Bundesfinanzhof
- Thilo Panje (* 2001), deutscher Rapper
- Hendrik Pekeler (* 1991), Handballspieler
- Wolfgang Poel (1841–1926), Richter
- Jens Priewe (* 1947), Journalist
- Yok Quetschenpaua (* 1962), Sänger
- Horst Raecke (1906–1941), Politiker (NSDAP), Mitglied des Reichstags, Bremischer Staatsrat, SS-Führer und SA-Brigadeführer
- Peter Rau (* 1940), Bibliothekar und Altphilologe
- Britta Reimers (* 1971), Politikerin (FDP), Mitglied des Europaparlaments
- Stephan Reinke (* 1975), Kirchenmusiker und Musikwissenschaftler
- Hans Rickers (1899–1979), Landschaftsmaler
- Alexander Ritter (1939–2021), Germanist und Geograph
- Jochen Roggenbock (1947–2023), Politiker (SPD), Mitglied des Landtags (Schleswig-Holstein)
- Philip Rüping (* 1984), Springreiter
- Christian Levin Sander (1756–1819), Dichter
- Ingo Schachtschneider (* 1959), Politiker (DVU/DLVH), Mitglied des Landtags (Schleswig-Holstein)
- Karl-Emil Schade (1927–2007), Pfarrer und Bibelübersetzer
- Torge Schmidt (* 1988), Politiker (Piratenpartei), Mitglied des Landtags (Schleswig-Holstein)
- Eberhard Schmidt-Elsaeßer (* 1955), Politiker (SPD), Staatssekretär im Ministerium für Justiz und Gleichstellung (Sachsen-Anhalt)
- Bertha Schmieth (1860–1940), Porträt- und Landschaftsmalerin
- Sören Schulz (* 1975), Regisseur und Kameramann
- Jakob Heinrich Hermann Schwartz (1821–1890), Arzt
- Luca Schwormstede (2002), Handballspieler
- Hans Siebke (1922–2009), Bauingenieur
- Sabine Sinjen (1942–1995), Schauspielerin
- Robert Sloman (1812–1900), Reeder und Politiker (Nationalliberale Partei), Mitglied des Reichstags des Norddeutschen Bundes
- Wilhelm Andreas Hermann Splieth (1862–1901), Altertumsforscher und Kurator
- Johann Steffens (um 1560–1616), Komponist und Organist
- Inge Stephan (* 1944), Literaturwissenschaftlerin, Hochschullehrerin
- Alex Stoldt (* 1999), Stand-Up-Comedian
- Wilhelm Struve (1901–1982), Politiker (NSDAP), Mitglied des Reichstags
- Mike Süsser (* 1971), Koch
- Martin Teising (* 1951), Psychiater
- Lisa Tomaschewsky (* 1988), Schauspielerin
- Philipp Vogler (* 1965), Pianist, Komponist, Dirigent, Hochschullehrer
- Gerd Voss (1907–1934), Rechtsanwalt und SA-Sturmbannführer
- Georg Wegemann (1876–1961), Geograf
- Theodor Werner (1884–1973), Politiker (SPD), Mitglied des Landtags (Schleswig-Holstein)
- Heinrich Wessel (1838–1905), Unternehmer der Zementindustrie
- Joachim Irgens von Westerwich (1611–1675), Großkaufmann und Gutsbesitzer
- Anni Wadle (1909–2002), Kommunistin und Widerstandskämpferin gegen den Nationalsozialismus
- Conrad Wasmer (1627–1705), Jurist
- Ulrike Weyh (* 1957), Kunstturnerin
- Rainer Wicklmayr (1929–2020), Politiker (CDU), Mitglied des Landtags (Saarland), stellv. Ministerpräsident und Innenminister (Saarland)
- Eliza Wille (1809–1893), Schriftstellerin
- Adolph Wittmaack (1878–1957), Kaufmann und Schriftsteller
- Wolfgang Wodarg (* 1947), Politiker (SPD), Mitglied des Bundestags
- Sönke Zankel (* 1973), Lehrer, Autor und Historiker

### Weitere Persönlichkeiten
- Dietrich Austermann (* 1941), Jurist, Politiker, Wirtschaftsminister des Landes Schleswig-Holstein a. D.
- Wilhelm Beseler (1806–1884), Politiker (Mitglied der deutsch-gesinnten Schleswig-Holsteinischen Bewegung / Casino-Fraktion), Mitglied der Schleswigschen Ständeversammlung, Abgeordneter und Vizepräsident der Frankfurter Nationalversammlung für den Wahlkreis Itzehoe, Präsident und Statthalter der provisorischen Regierung von Schleswig-Holstein von 1848 bis 1851
- Fabian Boll (* 1979), Fußballspieler, spielte in der Jugend und später im Herrenbereich beim Itzehoer SV
- Bazon Brock (* 1936), emeritierter Professor für Ästhetik und Kulturvermittlung, Künstler und Kunsttheoretiker, Schüler der Kaiser-Karl-Schule
- Otto Eisenmann (1913–2002), Politiker (DP, FDP, CDU), Bürgervorsteher, Sozialminister in Schleswig-Holstein
- Klaus-Detlev Godau-Schüttke (* 1942), Richter am Landgericht und Rechtshistoriker, Ratsherr von Itzehoe bis 2008
- Wenzel Hablik (1881–1934), Maler, Grafiker und Kunsthandwerker
- Elisabeth Hablik-Lindemann (1879–1960), Bildwirkerin und Handwebermeisterin
- Peter Heeren (* 1965), Komponist
- Juliane zu Hessen-Kassel (1773–1860), Prinzessin aus dem Hause Hessen-Kassel und Äbtissin des Adeligen Klosters Itzehoe
- Wilhelm I. von Hessen-Kassel (1743–1821), Landgraf und Kurfürst von Hessen-Kassel
- Gerhard von Holstein-Itzehoe (1232–1290), Graf von Holstein-Itzehoe
- Uwe Jens Jensen (1941–1997), Dramaturg, Autor, Schauspieldirektor am Burgtheater Wien, Schüler der Kaiser-Karl-Schule
- Karl Detlev Jessen (1872–1919), deutsch-amerikanischer Germanistik-Professor, Harvard-University (ab 1900) und Bryn Mawr College (ab 1910), besuchte in Itzehoe die Bürgerschule und das Realgymnasium[74]
- Elisabeth Kellermann (1892–1979), Zeichenlehrerin und Buchillustratorin
- Gisela Kühler-Balcke (1913–1983), Bildhauerin
- Kurt Leuschner (1936–1996), Politiker (SPD), Ratsherr in Itzehoe
- Georg Löck (1782–1858), Politiker (Nationalliberal), Mitglied der Holsteinischen Ständeversammlung für Itzehoe
- Helmuth Karl Bernhard Graf von Moltke (1800–1891), Generalfeldmarschall, Politiker (Deutsche Reichspartei), Mitglied des Reichstags
- Otto Müller (1893–1955), SPD-Politiker, Mitglied des Stadtrats und stellvertretender Bürgervorsteher
- Lucius Carl von Neergaard (1797–1881), Politiker (Mitglied der deutsch-gesinnten Schleswig-Holsteinischen Bewegung), Mitglied und Vizepräsident der Holsteinischen Ständeversammlung, Abgeordneter der Frankfurter Nationalversammlung für den Wahlkreis Itzehoe
- Käthe Riechers (1906–1964), Fürsorgerin und Mitbegründerin der Itzehoer AWO nach dem Zweiten Weltkrieg
- Malte Rühmann (1960–2008), Komponist, Pianist, Organist, Schüler des Kreisgymnasiums
- Charlotte von Rumohr (1889–1978), Malerin und Äbtissin im Kloster Itzehoe
- Rudolf Schönbeck (1919–2003), Fußballspieler – ehemaliger Torwart beim Itzehoer SV; Torwart bei den Olympischen Spielen 1952
- Thomas Selle (1599–1663), Lehrer, Komponist, Kirchenmusiker u. a. an der St.-Laurentii-Kirche
- T-Low (* 2001), Musiker, singt in seinem Song Gang Gang auch die Zeile „Schlepp das ganze Studio durch Itzehoe ey ja“
- Otto Siemen (1881–1966), Erfinder und Fabrikant
- Dorothea Louise zu Sonderburg-Augustenburg (1663–1721), Prinzessin aus dem Hause (Schleswig-Holstein-) Sonderburg-Augustenburg und Äbtissin des Adeligen Klosters Itzehoe
- DJ Tomekk und Lil’ Kim singen im Top-Ten-Hit Kimnotyze (2001): „Von Karlsruhe bis nach Itzehoe:/ Du treibst es auf die Spitze, du./ Gib’s mir richtig, ganz egal wo!“

### Ehrenbürger
- Gustav Poel, Bürgermeister, Ehrenbürger seit 1868
- Charles Pierre von de Vos (der Ältere), Mitglied im Stadtrat (1870/1871), Gründer der Zuckerfabrik de Vos und Ehrenbürger seit 1878
- Carl Hirschberg, Gründer der Öl- und Seifenfabrik Hirschberg, Ehrenbürger seit 1892
- Alfred von Waldersee, Generalfeldmarschall, Ehrenbürger seit 1902
- Johann Hinrich Fehrs (1838–1916), Erzähler in Niederdeutsch, Ehrenbürger seit 1913
- Charles Rudolph von de Vos (der Jüngere), Mitglied im Stadtrat (1897/1903), Fabrikant der Zuckerfabrik de Vos, Ehrenbürger seit 1919
- Lucian Alsen, Fabrikant der Alsenschen Portland-Cement-Fabrik, Ehrenbürger seit 1961

### Fiktive literarische Personen
- Langer Peter aus Itzehö, Figur aus Wallensteins Lager von Friedrich Schiller
- Herr Kloßen aus Itzehoe, Figur aus Die Vollidioten von Eckhard Henscheid
- Lehrerehepaar aus Itzehoe, Figuren aus Kopfgeburten von Günter Grass